# Động vật hình mẫu

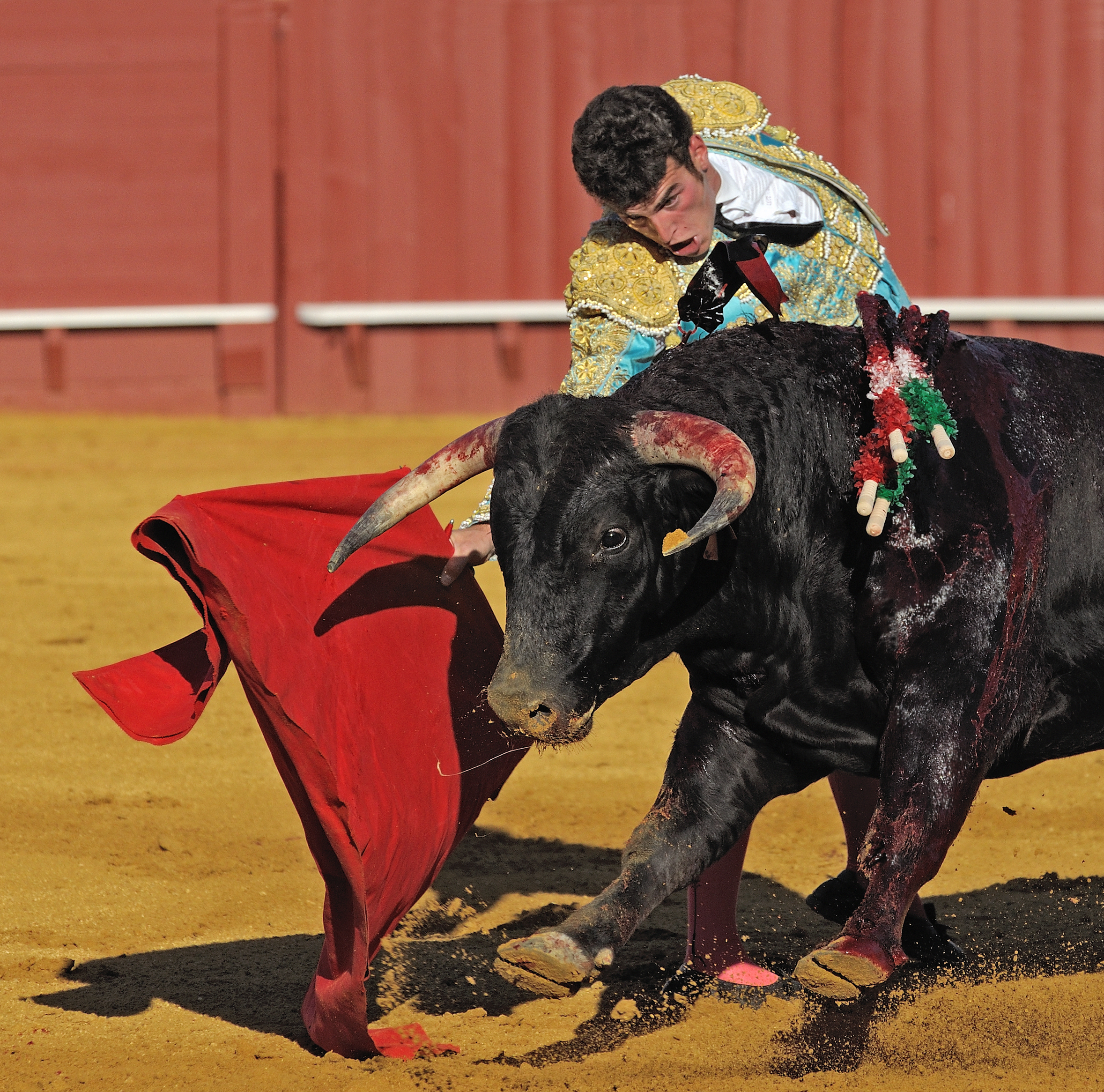
Những con bò tót sẽ điên tiết và húc thẳng vào bất cứ thứ gì màu đỏ, đây là một định kiến phổ biến, trên thực tế, bò bị mù màu, chúng chỉ tấn công những vật gì di chuyển

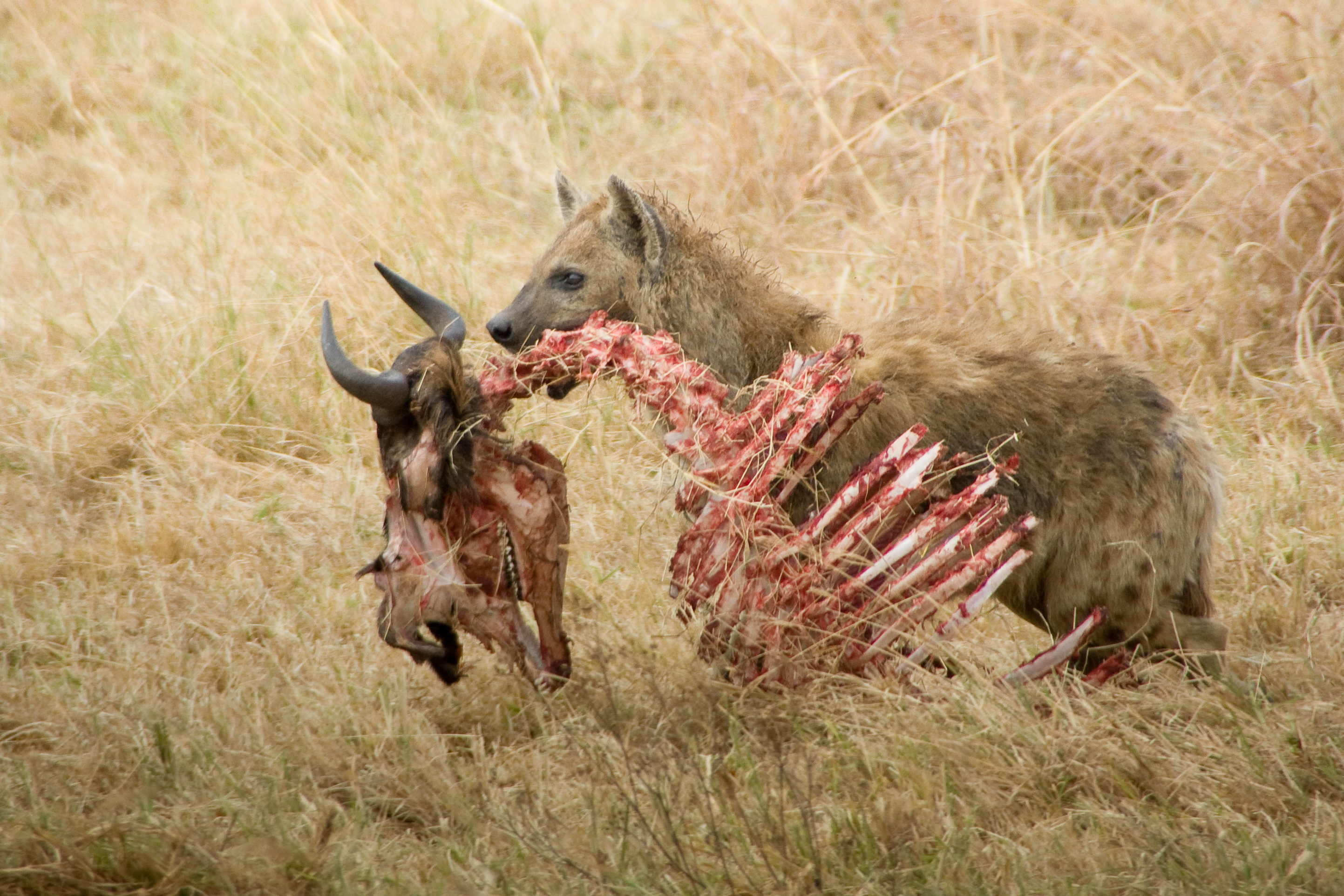
Linh cẩu luôn được hình mẫu như những kẻ cướp ăn xác thối tham lam, thường được xây dựng như những nhân vật phản diện

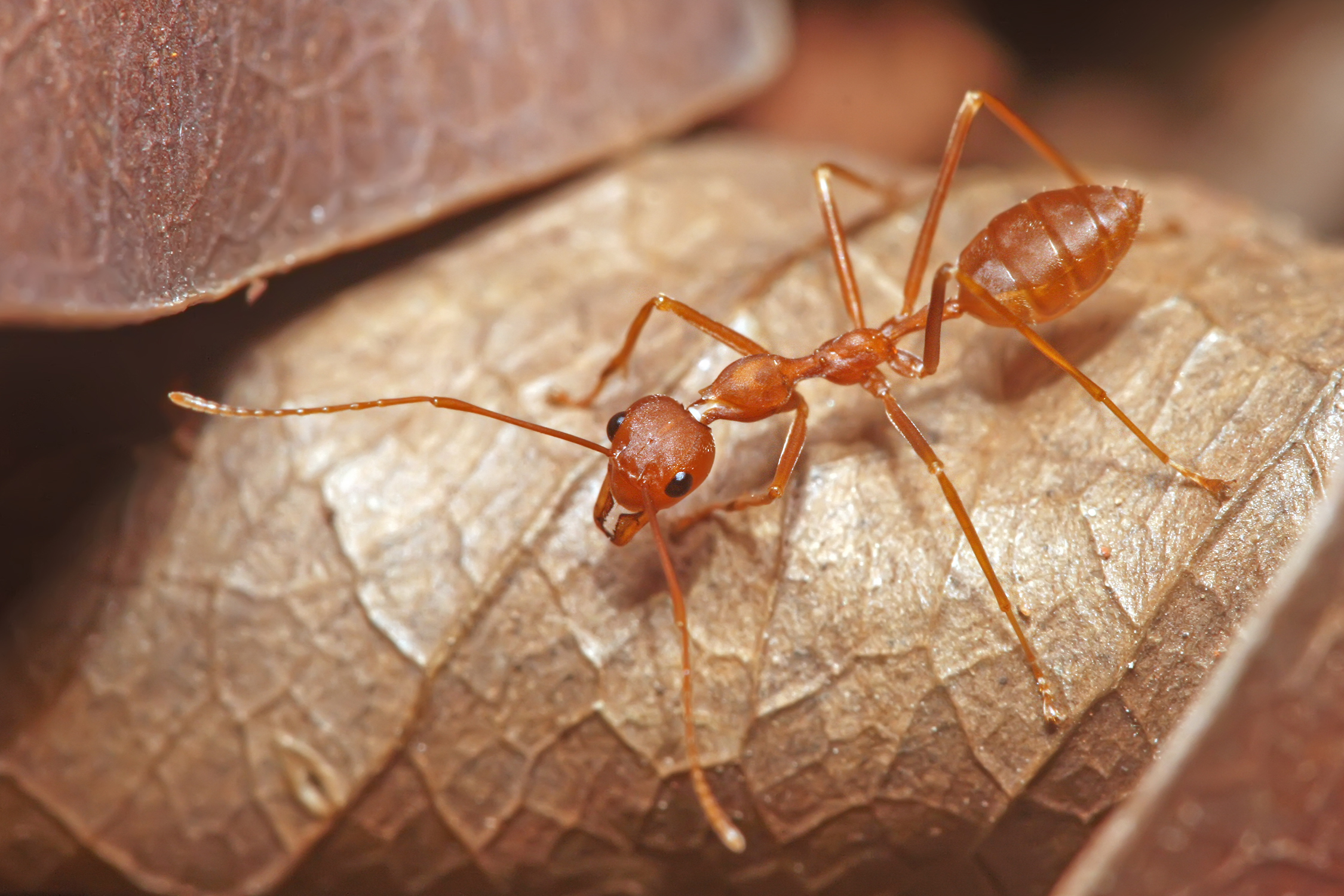
Con kiến thường được hình mẫu như một sinh vật chăm chỉ, nề nếp và trật tự

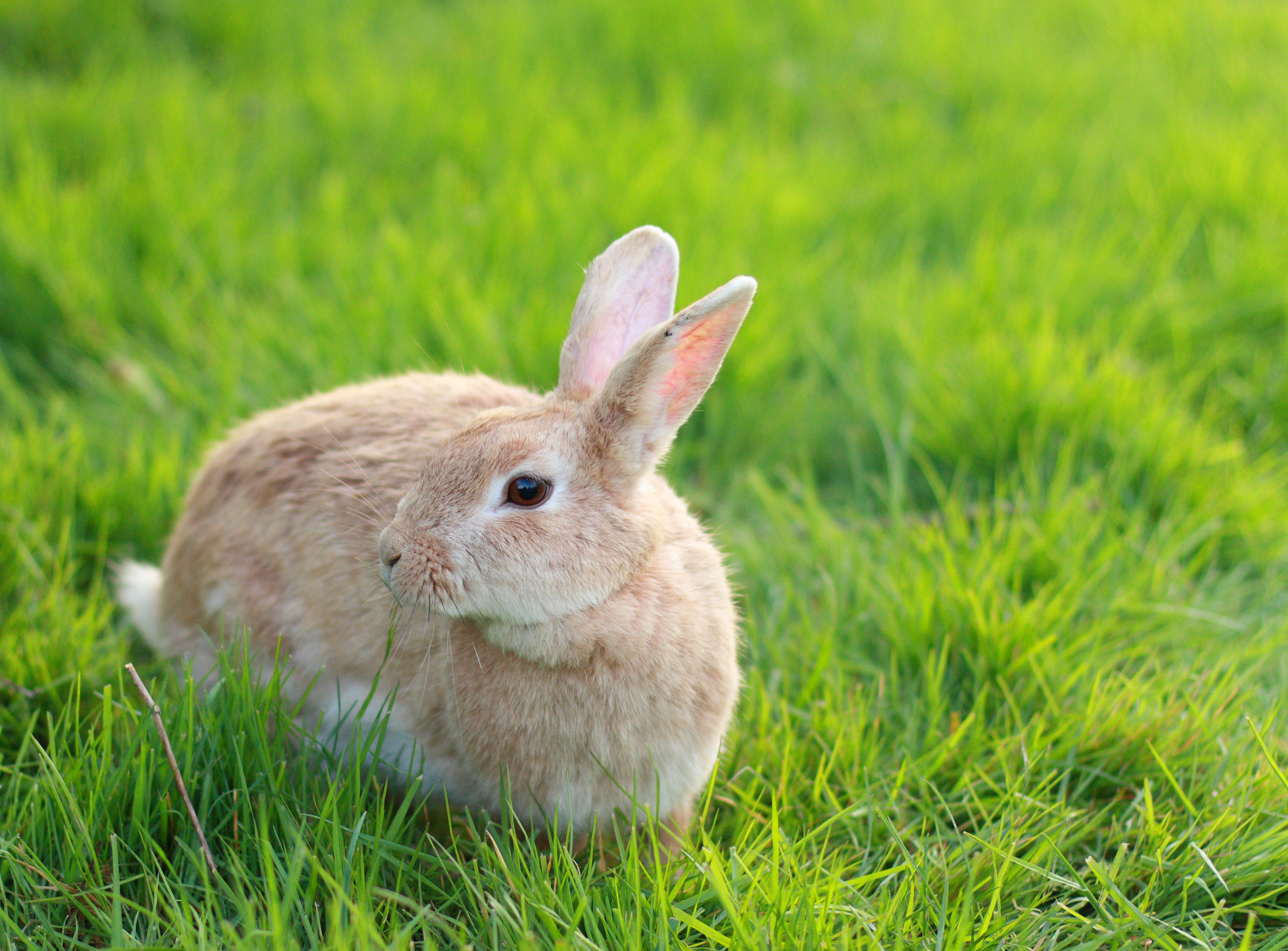
Con thỏ thường được hình mẫu như một sinh vật đáng yêu, dễ thương và nhút nhát

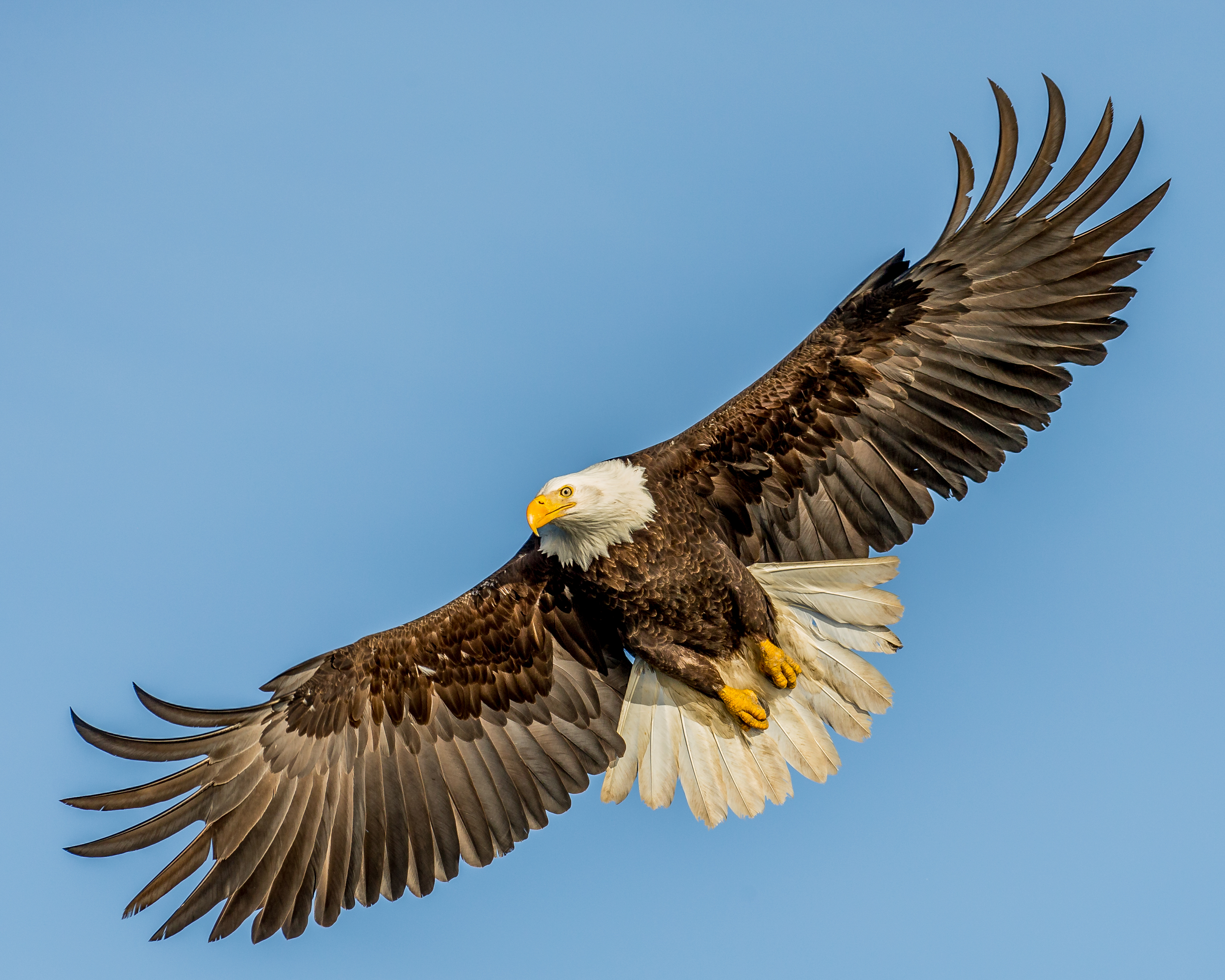
Đại bàng tung cánh là hình mẫu của sự tự do, ý chí và tầm nhìn

Động vật hình mẫu hay sự mô thức hoá động vật (stereotypes of animals) là khuynh hướng tâm lý của con người về sự nhìn nhận một cách khái quát phổ biến về những khía cạnh đặc điểm của một loài động vật cụ thể (có thực) gắn với sự khuôn mẫu, rập khuôn, hình mẫu, mô thức hoá, sự thiên kiến để trở thành biểu tượng hóa hay đôi khi là sự thành kiến và định kiến trong cách nhìn nhận đơn giản. Những động vật được khuôn mẫu trong khía cạnh tích cực sẽ trở thành những biểu tượng cho con người, sẽ đi vào hình tượng văn hóa biểu trưng, tượng trưng, hiện thân cho điều tốt, là linh vật may mắn và được tôn kính, thờ phượng và ngược lại, tính khuôn khổ, sự áp đặt, quy chụp mang tính tiêu cực sẽ biến nhiều loài trở thành nỗi ám ảnh, ghê sợ, kinh ghét, tẻ nhạt và nhạo báng, giễu cợt.
Tính khuôn mẫu của động vật là một tâm lý được nghiên cứu và thể hiện rõ nét ở Tây Phương thông qua văn hóa đại chúng và truyền thông. Một số khuôn thước hiện đại về hình tượng loài vật có truyền thống lâu đời bắt nguồn từ Truyện ngụ ngôn Aesop từ thời cổ đại hoặc dựa trên các nguồn có kể những câu chuyện về động vật thời Ai Cập cổ đại. Các hình mẫu mang tính ước lệ và khuôn sáo của ngụ ngôn Aesop đã ăn sâu vào thời Apollonius của Tyana đến nỗi chúng được chấp nhận là đại diện mặc định của các thể loại (type) động vật "thật" của các loài động vật. Về sau này, sự phát triển của các loại hình văn hóa thông tin và kết nối toàn cầu (chẳng hạn như phim ảnh, hoạt hình, truyện tranh, báo chí, sách vở tập cho trẻ em...) đã tạo nên sự khuôn mẫu hóa động vật trên diện rộng, đưa những hình tượng động vật không chỉ biểu tượng ở phương Tây mà còn trở nên mang tính mô thức và biểu tượng toàn cầu.

## Đại cương
Khi nhân hóa một loài động vật, có những đặc điểm rập khuôn, lặp đi lặp lại thường có xu hướng liên quan đến các loài cụ thể. Thông thường đây chỉ đơn giản là sự phóng đại về các khía cạnh hoặc hành vi thực sự của sinh vật trong những vấn đề, trong khi những khía cạnh khác, hình mẫu được lấy từ thần thoại, cổ tích và thay thế bất kỳ phán đoán dựa trên quan sát nào về hành vi của con vật đó. Một số mô hình được phổ biến hoặc củng cố bởi một sự xuất hiện đặc biệt đáng chú ý trong phương tiện truyền thông như bộ phim Bambi năm 1942 của Disney miêu tả con nai nhỏ nhắn như một con vật ngây thơ, mong manh dễ tổn thương và tạo thành cái gọi là hiệu ứng nai Bambi.
Trong mọi trường hợp, một khi chúng đã ăn sâu vào văn hóa như những hình mẫu được công nhận rộng rãi của các thể loại, kiểu động vật, chúng có xu hướng được sử dụng cả trong hội thoại và phương tiện truyền thông để thể hiện những đặc điểm của giống loài chúng và những thiên kiến như vậy. Trong khi một số tác giả sử dụng các khuôn mẫu động vật này "như là", "phải vậy", kiểu như vậy, thì lại có những tác giả khác làm thất vọng kỳ vọng của độc giả bằng cách đảo ngược chúng, phát triển nhân vật động vật theo cách tương phản với mong đợi hoặc tạo ra niềm vui, như một con lợn khó tính hay một con sư tử hèn nhát trái với hình mẫu thông thường.

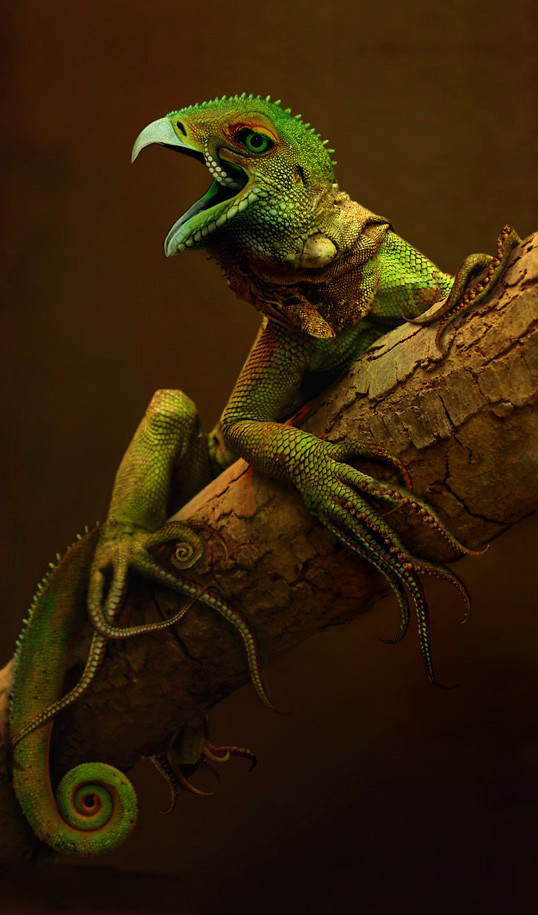
Đồ họa hiện đại về một con quái vật lai là loài bò sát, thực tế không có con vật nào đáng sợ như vậy

Nhiều khuôn mẫu động vật phản ánh các quan niệm nhân học không liên quan đến hành vi thực sự của động vật. Chẳng hạn như động vật ăn thịt sẽ được xem như là nhân vật phản diện và con mồi của chúng là kẻ yếu thế cần che chở, bảo vệ. Do đó, trong khi một con cá mập săn mồi và ăn thịt một cách tự nhiên thì trong định kiến của con người, cá mập có xu hướng bị xem là hình mẫu của sự khát máu và tàn nhẫn, một cỗ máy giết chóc, hay một số khuôn mẫu định kiến dựa trên những ấn tượng bị nhầm lẫn hoặc bị phóng đại sự phiến diện quá mức như loài linh cẩu đốm, thường được mô tả là những kẻ ăn xác thối hèn hạ đê tiện, những kẻ bè lủ, băng đảng cướp cạn đốn mạt, nhưng thực sự chúng là những kẻ săn mồi theo đàn hiệu quả, thông minh, có cấu trúc xã hội phức tạp và linh cẩu là những nhà dọn vệ sinh của tự nhiên.
Nhiều quan niệm sai lầm về động vật được sinh ra từ sự thiếu hiểu biết khi khoa học về động vật chưa thực sự phát triển vào thời kỳ này, chưa giải tỏa được những quan niệm mê tín, dị đoan. Do thiếu nghiên cứu, hiểu biết về thế giới động vật, người ta e sợ một số loài vật mà con người biết rất ít, ngoài truyền thuyết đô thị, những lời đồn thổi miêu tả thêm phần lâm ly, rùng rợn, huyền hoặc thì các cuộc tấn công không thường xuyên dẫn đến cái chết của con người lại càng củng cố những định kiến, quy chụp và ác cảm về những loài động vật cụ thể. Nhiều loài động vật khác lại bị coi là nguy hiểm, bị gán ghép cho sự hung hiểm chỉ vì vẻ bề ngoài đáng sợ hoặc kỳ dị của chúng nhưng thực sự nhiều loài vô hại hay chỉ trở nên nguy hiểm khi tự vệ.
Điều này đã khiến một số loài động vật được miêu tả một cách ám ảnh là quái vật hay nhữ kẻ ăn thịt người, cỗ máy giết chóc, như nhện, rắn, cá sấu, sói, dơi, tê giác, khỉ đột, sư tử, hổ, gấu, đại bàng, diều hâu, kền kền, cá mập. Việc mô tả chúng là "quái vật" là một ví dụ khác về sự đơn giản hóa trong nhận thức về cái tốt-xấu, cái thiện-ác. Động vật chỉ làm theo bản năng tự nhiên của chúng và không sẵn sàng tấn công con người, trừ khi chúng cảm thấy bị đe dọa và ở trong một vị trí mà chúng không thể dễ dàng trốn thoát. Ngay cả những kẻ săn mồi sẽ chỉ có thể tấn công khi đói hoặc để bảo vệ con của chúng. Trong hầu hết các trường hợp, động vật thường sợ người hơn rất nhiều so với cách khác và có thể sẽ bỏ chạy hoặc lảng tránh con người.
Ở hướng ngược lại, một số động vật có ngoại hình không đe dọa và thực sự trông dễ thương, âu yếm, duyên dáng và tinh nghịch thường được miêu tả là đáng yêu như thỏ, chó, chuột bông, mèo con, cừu, hải cẩu, cá heo, sóc, khỉ kiểng, bọ rùa, bướm. Chủ sở hữu vật nuôi khác nhau có xu hướng đối xử với vật nuôi của họ gần như là đồ chơi hoặc như những em bé dễ thương. Chúng thường đóng vai trò đại diện tiêu biểu cho những nhân vật tốt, thánh thiện, hoà bình và mẫu mực. Một lần nữa, đây là một sự đơn giản hóa nghiêm trọng. Chẳng hạn, loài khỉ có thể vô hại, nhưng giống như tất cả các loài động vật có thể trở lại bản năng tự nhiên của chúng khi mọi người ít nghi ngờ nhất thì chúng vẫn cắn người hoặc những loài động vật thơ ngây nhưng thực chất là những loài xâm lấn mạnh mẽ, ví dụ như loài thỏ. Bất chấp những cân nhắc này, việc sử dụng các hình mẫu động vật (tương tự như các khuôn mẫu của máy móc trong đời thực và viễn tưởng) nói chung ít có vấn đề hơn so với các khuôn mẫu của con người.

## Hình mẫu loài thú
Thú là nhóm động vật được con người quan tâm, cảm hứng nhiều nhất, nhiều loài thú thân thương với con người như gia súc, vật nuôi cũng như những loài thú hoang, dã thú nguy hiểm đầy mạnh mẽ luôn gây sự hứng thú cho con người, chính do đó, hình mẫu của các loài thú là rất đa dạng.

### Con chó

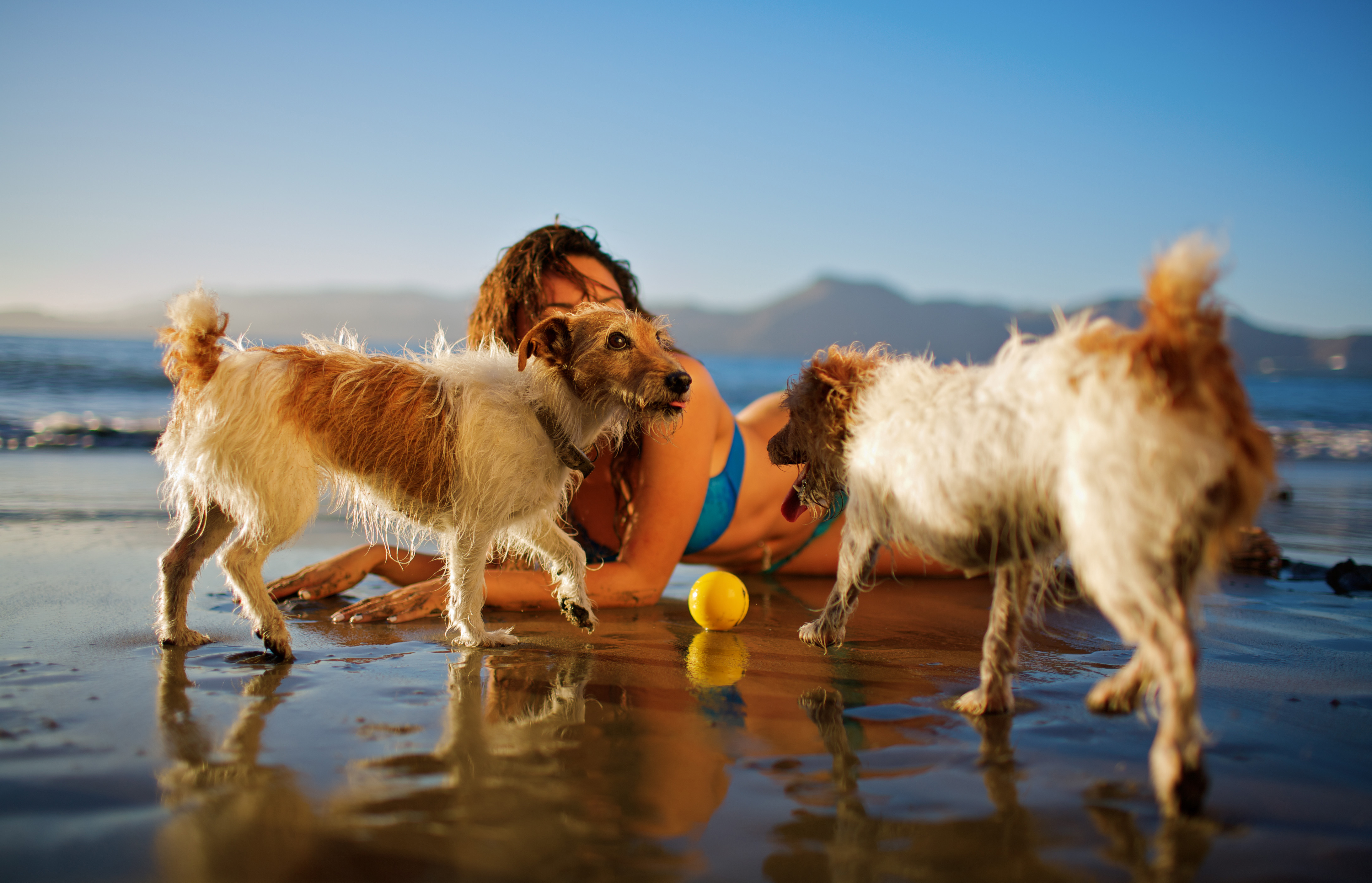
Chú chó phần nhiều được hình mẫu như những người bạn tốt của con người

- Con chó được khuôn mẫu là động vật trung thành và hay vào vai người hùng. Ở phương Tây, chó thường được gọi là "người bạn tốt nhất của con người". Các thám tử và cảnh sát thường sử dụng chúng để theo dõi tội phạm. Chúng cũng thường được sử dụng như chó gác cửa và chó dẫn đường. Nhiều bộ phim những nhân vật chính là chú chó sẽ sắm vai người giải cứu.
- Con chó lờ mờ, cả tin và ngu ngơ, ngốc nghếch bắt nguồn từ bản chất bốc đồng của chó nhất là dễ bị dụ như khi người ta ném vật gì đó thì chúng sẽ chạy theo bắt để tha về. Ở châu Á, nói chung, con chó bị coi là ngu xuẩn, hạ tiện, loài vật ô uế và súc sinh, bị khinh rẻ, tuy một số nơi có truyền thống thờ chó.
- Có những con chó dữ tợn như Spike (Tom và Jerry), Con chó săn của Baskervilles. Trong các truyền thuyết có con chó địa ngục (Hell dog) hoặc chó ma đen, được tiêu biểu như con chó ngao Cerberus. Một con chó dại hay chó điên cũng tạo định kiến về sự càn rỡ và nguy hiểm cần tránh xa.
- Nhiều câu chuyện, đặc biệt là phim hoạt hình, miêu tả chúng ghét mèo (có câu ngạn ngữ "như chó với mèo"), chỉ trong một vài trường hợp ngoại lệ là mèo và chó thực sự được miêu tả như những người bạn khi chúng lớn lên từ nhỏ và hiểu tính nết của nhau.
- Chó thường được cho là đổ mồ hôi bằng cách chảy nước miếng hoặc bằng lưỡi. Đây là một truyền thuyết đô thị, vì chúng có một số tuyến mồ hôi, thực tế chúng có hành vi như vậy để góp phần hạ nhiệt.
- Chú cún con dễ thương là hình ảnh về những con chó nhỏ hiếu động và mũm mĩm. Đây là hình mẫu phổ biến vì chó còn là những vật cưng của con người. Trên thực tế rất nhiều người nuôi cún con nhưng khi lớn lên thì lại bỏ rơi chúng.

### Con mèo

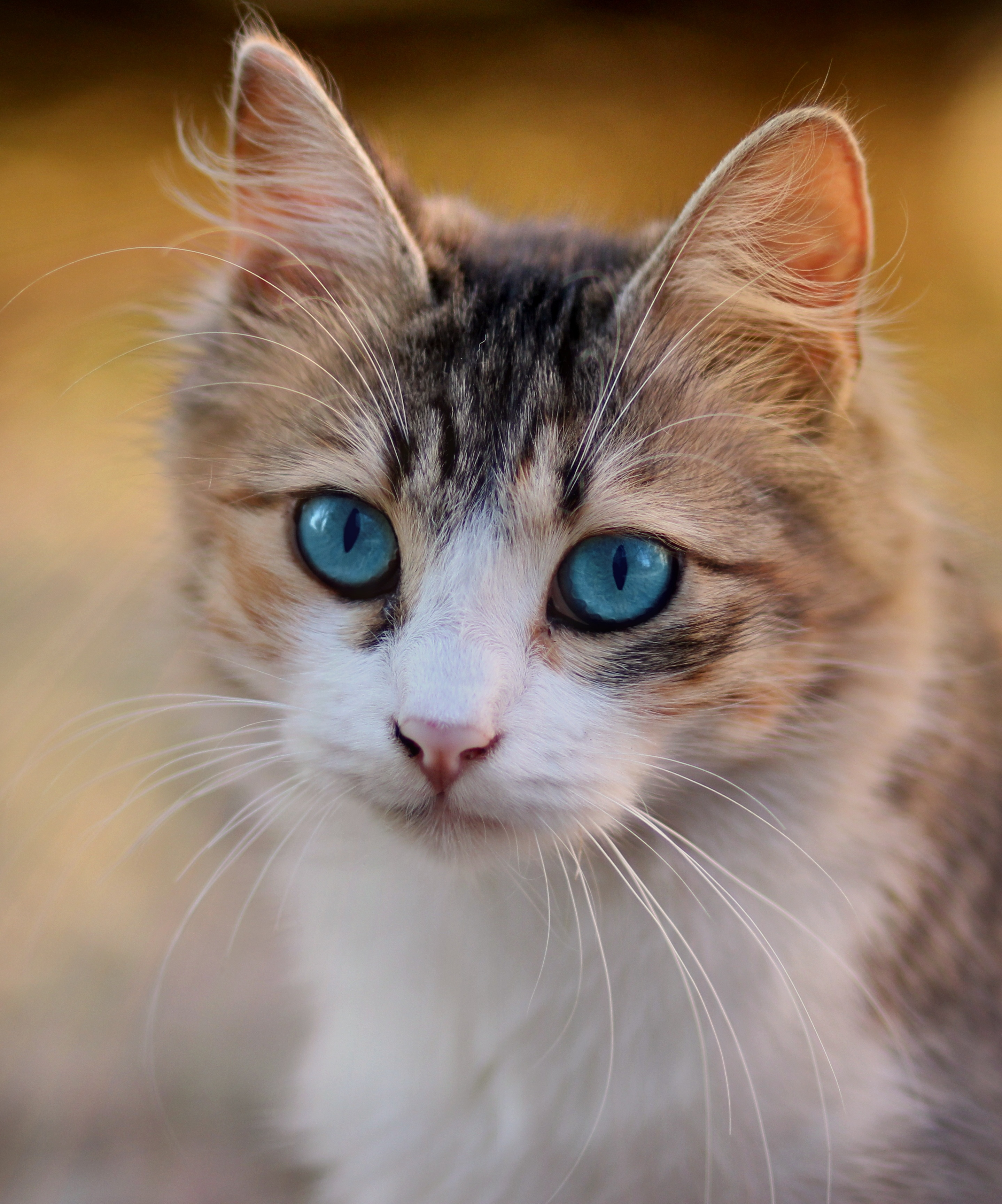
Chú mèo con bé bỏng tinh nghịch và tò mò

Được khuôn mẫu là con vật lạnh lùng, ranh mãnh, duyên dáng và thông minh.  Trong văn hóa Ấn Độ, mèo hoang là những sinh vật xảo quyệt và đạo đức giả, với vẻ ngoài điềm tĩnh che giấu ý định giết người. Con mèo xấu xa, xảo quyệt, láu cá, gắt gỏng, đánh đá, cá tính, vị kỷ, tinh ranh, nghịch ngợm, không đáng tin (câu ngạn ngữ tiếng Anh: "let the cat out of the bag": để lộ bí mật; "put the cat among the pigeons": làm hư bột hư đường) hoặc hình mẫu xấu xa, hiểm ác. Mèo là động vật chống đối xã hội trong mắt con người, thích ra ngoài và quan tâm đến việc riêng mình một cách ích kỷ. Ví dụ về những con mèo hung ác như Con mèo gian xảo trong "Pinocchio", Con mèo từ địa ngục, mèo Blanche trong bộ phim "Ngôi nhà".
Mèo là những thợ săn xảo quyệt, chúng sẽ lén theo con mồi. Khi mèo săn chuột, một loài động vật nhỏ hơn nhiều, sự cảm thông của con người luôn hướng đến chuột hơn là mèo, mặc dù hầu hết mọi người đều coi chuột là loài gây hại. Một trò chơi độc ác mà thợ săn trêu chọc nạn nhân của mình trước khi giết chết được gọi là "trò chơi mèo vờn chuột" bằng nhiều ngôn ngữ ("play cat and mouse with someone": chơi trò mèo vờn chuột). Ý niệm này dựa trên hành vi mà những con mèo thường làm trước khi giết chết con mồi và thường bị hiểu lầm là sự tra tấn tàn nhẫn. Trong thực tế, đó chỉ là bản năng để đảm bảo con mồi của chúng đủ yếu để bị giết.
Mèo thường được miêu tả là loài ăn thịt chuột, trong khi chúng cũng săn những sinh vật nhỏ khác. Tuy nhiên, đặc biệt là trong truyện thiếu nhi, truyện tranh và phim hoạt hình, mèo chủ yếu được miêu tả là đối thủ đáng gờm, mối đe dọa hoặc kẻ thù của chuột. Con mèo yêu sữa vì trong khi mèo thích uống sữa, nhưng loại có sẵn trong siêu thị thường chứa ít chất béo, khiến chúng khó tiêu hóa. Giống như tất cả các động vật có vú ở trẻ sơ sinh, mèo con được sinh ra có thể tiêu hóa đường chính trong sữa, đường sữa. Mèo trưởng thành thiếu enzyme cho phép chúng tiêu hóa nó, vì vậy chúng có nguy cơ bị đau dạ dày. Mèo con thích ăn cá là hình mẫu phổ biến trong văn hóa Việt Nam (mèo mù vớ phải cá rán)
Mèo trong một số trường hợp được hư cấu thành những nữ nhân có vẻ đẹp quyến rũ, mỹ miều hoặc gợi cảm hoặc hư hỏng và hành vi lệch lạc. Mèo thường được miêu tả là nhân vật nữ, trái ngược với những con chó thường là nam. Vì mèo cái thường có hành vi nhẹ nhàng và tao nhã của những con mèo mà con người liên hệ đến con cái, mèo có xu hướng trở thành động vật nổi bật nhất để tính dục hóa. Những con mèo này cũng thường được miêu tả là phụ nữ. Nhiều trò chơi video của Nhật Bản cũng có những con mèo hình người ("neko"), những mèo con dễ thương Catgirls chiếm một vị trí thích hợp trong văn hóa Otaku của Nhật Bản, thường là những người phụ nữ ăn mặc ở một mức độ nào đó như một người hình người với các yếu tố mèo như tai mèo và đuôi.

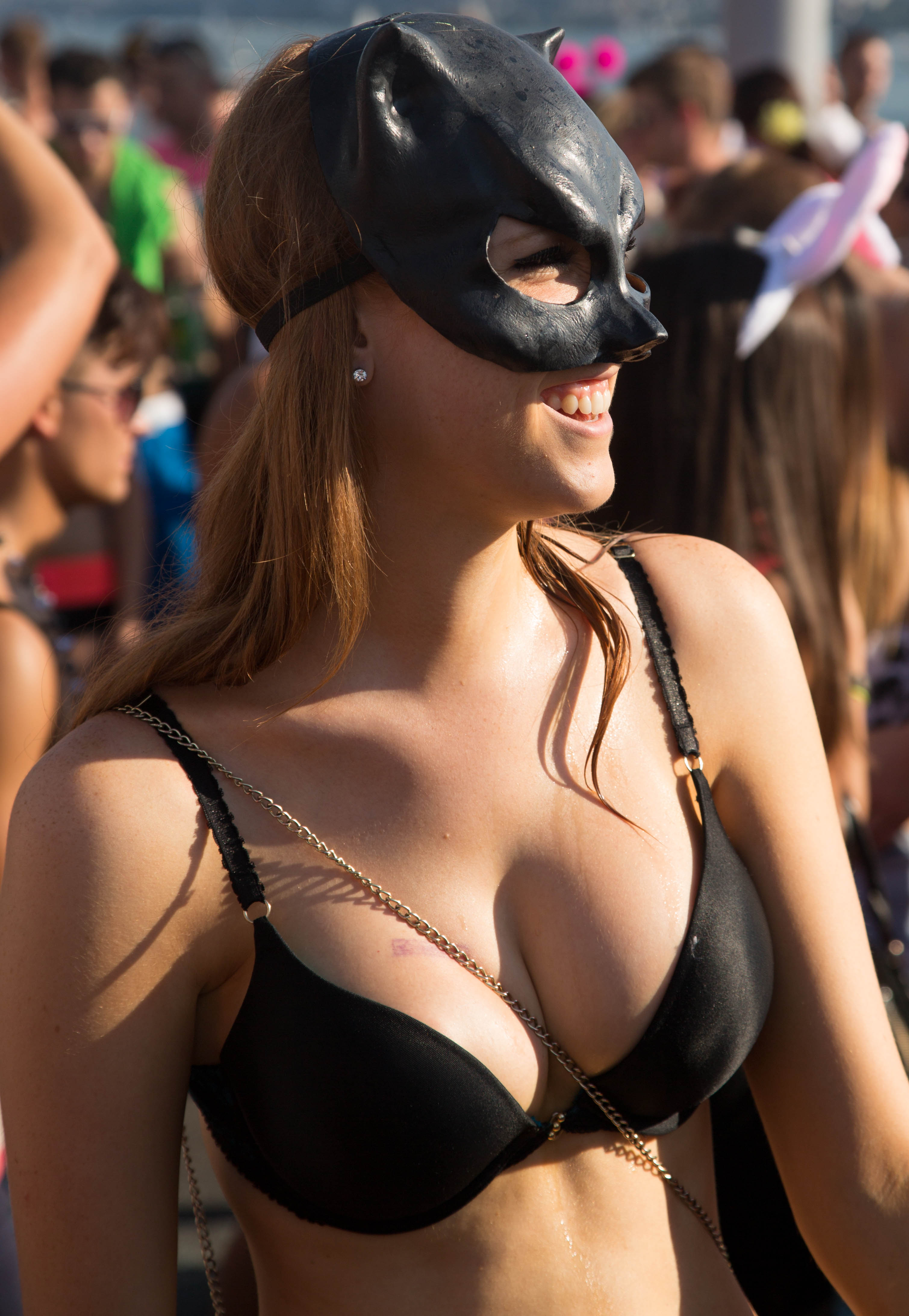
Một phụ nữ hóa trang (cosplay) trong lốt mèo (catwoman) gợi nên ý niệm về hành vi lệch lạc

Con mèo đen độc ác và hoặc là điềm gở. Trong văn hóa phương Tây, sự mê tín cổ xưa đã miêu tả những con mèo đen mang đến những điều xui xẻo và tang tóc, mèo đen thường luẩn quẩn bên quan tài người chết để hút linh khí. Một người mê tín thời trung cổ cho rằng mèo có thể giết chết trẻ sơ sinh của con người bằng cách hút hơi thở, điều này là không thể vì mèo không thể khép môi lại. Ở châu Âu thời trung cổ, mèo đen cũng được liên hệ với phù thủy (cùng với dơi). Nhiều người tin rằng chúng là những con quỷ ngụy trang, mèo đen làm thú cưng của phù thủy như con mèo Salem trong bộ phim Sabrina-Cô phù thủy nhỏ.
Nhiều truyền thuyết, thần thoại và truyện dân gian nói về những con ma mèo (were cat) hay người sói có thể biến đổi kích thước trở nên to lớn. Con mèo gắn với nỗi sợ hãi và điều gì đó khủng khiếp. Trong nhiều phim kinh dị có cảnh giết chóc trong một căn nhà, thay vì chiếu trực tiếp, người ta sẽ dàn dựng hình ảnh chết chóc cho khán giả xem thoáng qua trong mắt của một con mèo, như thế mèo thường là con vật chứng kiến sự chết chóc (một con vật ưa thích khác thường là quạ, thông thường là chứng kiến tình huống diễn ra ở ngoài căn nhà).
Trong tiếng Hà Lan. Kattengejank có nghĩa đen là "mèo la hét" và được sử dụng để mô tả tiếng hát khó chịu và Kattenkwaad ("mèo ác") được sử dụng để mô tả hành vi của trẻ em xấu. Khi mèo sợ hãi, chúng có xu hướng duỗi lưng để trông to hơn và đáng sợ hơn, chúng còn xù lông và mắt long sòng sọng. Nếu điều đó không giúp được gì thì chúng sẽ nhanh chóng chạy trốn. Mèo cũng có xu hướng trèo lên cây và thường không muốn (hoặc không thể) trở xuống, buộc chủ nhân của chúng phải gọi dịch vụ cứu hỏa để giải cứu con mèo. Trong phim kinh dị, mèo cũng được sử dụng như một cách để gây hồi hộp khi có tình huống đáng ngờ thường có câu thoại "chỉ là một con mèo".
Con mèo dễ thương, thường là một con mèo con. Trên Internet, nhiều hình ảnh và video ngắn miêu tả những chú mèo dễ thương. Con mèo lười và mèo ú, mèo ngủ ngày ("a cat nap": ngủ ngày) Mèo có xu hướng ngủ vào ban ngày và ra ngoài săn bắn vào ban đêm. Con mèo tò mò gặp rắc rối: Từ câu ngạn gữ "sự tò mò đã giết chết con mèo", cũng mang rất ít sự thật trong thực tế dù cho điều này có phần đúng vì tính tò mò huyền thoại của loài mèo. Con mèo sợ nước: Trong khi nhiều con mèo thích tự liếm sạch hơn là được rửa, chúng có thể tắm nếu nước không quá lạnh hoặc quá nóng. Một số loài mèo có bộ lông chống nước và do đó không ngại bơi lội, như Maine Coon và mèo Van Thổ Nhĩ Kỳ. Những con mèo lớn hơn (đại miêu) như hổ và báo đốm cũng thích nước và giỏi bơi lội.
Con mèo may mắn: Mèo được cho là mang lại may mắn cho các dự án kinh doanh. Con mèo may mắn Trong một số nền văn hóa, mèo được cho là mang lại may mắn. Ví dụ, ở Nhật Bản, maneki neko huyền thoại là biểu tượng của sự may mắn. Các thủy thủ thường thích mang theo một con mèo đen cùng với họ (thủy thủ mặt trăng). Có niềm tin cổ xưa rằng mèo có nhiều mạng (chín mạng), điều này giải thích cách chúng xoay xở để sống sót qua nhiều tình huống khắc nghiệt. Ở nhiều quốc gia, số mạng của mèo được cho là theo truyền thống là chín, nhưng ở Ý, Đức, Hy Lạp và một số khu vực Tây Ban Nha, nó được gọi là bảy, trong khi theo truyền thống Thổ Nhĩ Kỳ và Ả Rập thì mèo có cả thảy sáu mạng. 

### Con bò
Con bò hung dữ điên khùng: Con bò tót được hình mẫu là sinh vật lực lưỡng nhưng thiểu năng và dễ bị kích động, hung dữ tấn công tất cả mọi người và mọi thứ với màu đỏ. Con bò mộng đã được sử dụng trong nhiều hình ảnh biểu trưng trên áo giáp, vũ khí và khiên chắn ở châu Âu. Trong thần thoại Hy Lạp, Minotaur là một con quái vật là một người đàn ông có đầu bò. Ở sa mạc Trung Đông thì con bò đực là biểu hiện của sức mạnh nam tính. Trong văn hóa phổ biến, tất cả những con bò đực được sử dụng để đấu bò sẽ được gọi là "El Toro", đơn giản là tiếng Tây Ban Nha có nghĩa là "con bò mộng".
Hình mẫu con bò điên khùng có thể được tìm thấy trong nhiều truyện tranh và phim hoạt hình và dựa trên trò chơi đấu bò trong đó người đấu bò chế nhạo con bò bằng cách vẫy một chiếc áo choàng nhỏ màu đỏ (muleta). Điều này đã dẫn đến truyền thuyết đô thị rằng những con bò đực sẽ tấn công bất cứ thứ gì có màu đỏ. Trong thực tế những con bò đực tấn công những gì chuyển động thay vì màu sắc. Gia súc là động vật lưỡng sắc, vì vậy màu đỏ không nổi bật như một màu sáng nào khác, cho nên chính là sự chuyển động liên hồi mới là tác nhân chọc tức con bò để chúng lao vào tấn công.

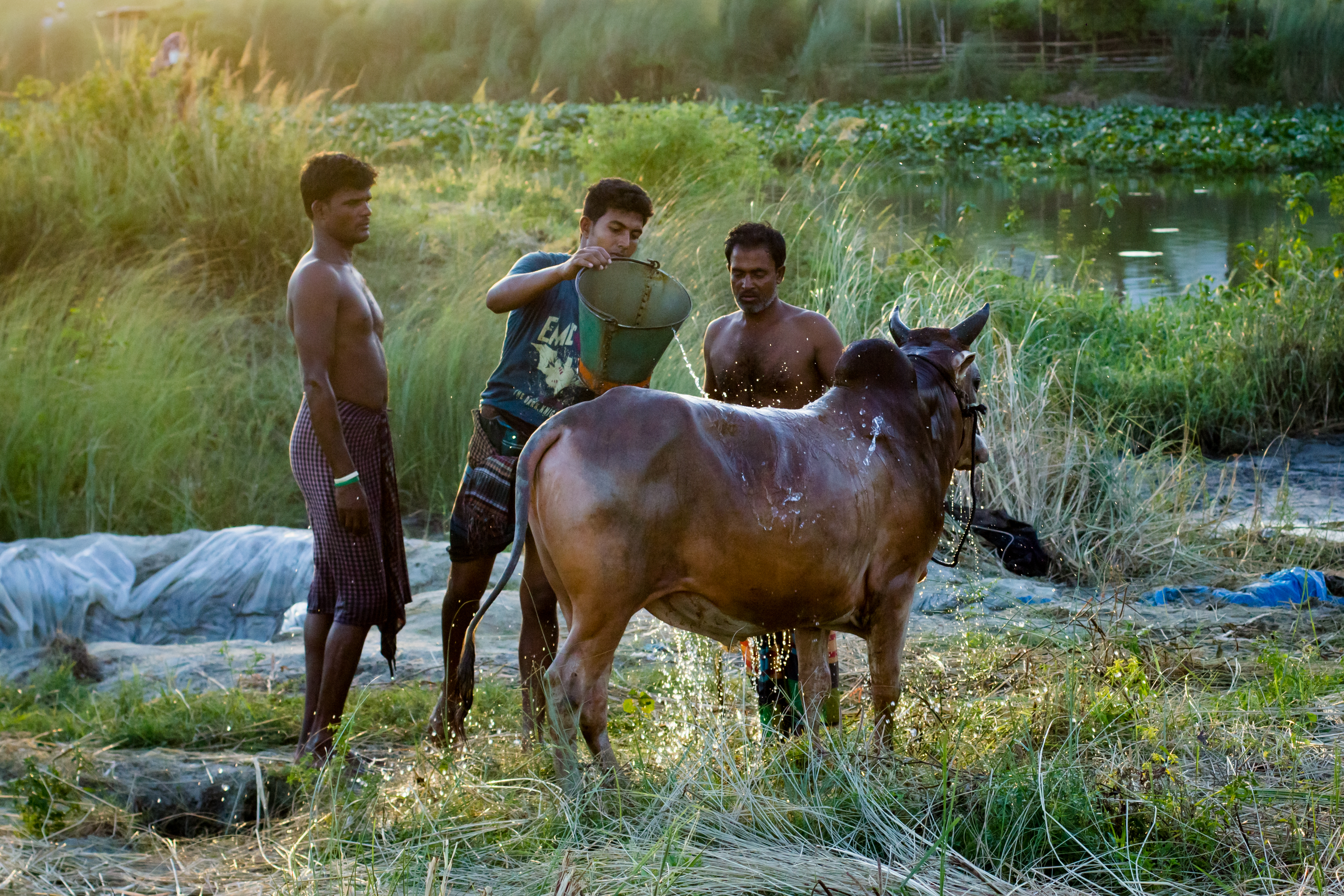
Ở Ấn Độ, tắm và chăm sóc cho bò là một cách làm thân với các vị thần

Con bò mạnh mẽ, dũng mãnh và con bò thánh thiêng. Nhiều nền văn hóa cổ đại đã tôn thờ con bò như những sinh vật thánh thiêng. Trong Ấn Độ giáo, con bò thần Nandi là sinh vật được tôn thờ ở Ấn Độ, chúng được xem là vật tọa kỵ của nhiều vị thần Hindu và con bò cái thậm chí còn được xem là mẹ của thế giới. Nhiều nơi trên thế giới cũng thờ cúng con bò như ở vùng Trung Đông, một số bộ tộc người da đỏ bản địa ở châu Mỹ. Ở vùng Ai Cập cổ đại, thậm chí con bò còn là hóa thân của một vị thần quan trọng là thần bò Apis. Trước đây người Do Thái còn có đạo thờ bò (thờ con Bê Vàng) nhưng sau đó đã bị bãi bỏ.
Con bò lặng lẽ, thụ động, thường là bò cái hoặc con bê: Vì những con gia súc dường như không làm gì khác hơn là đứng trên đồng cỏ, thường cản trở giao thông, bất động không chịu nhường đường và nhìn chằm chằm vào mọi thứ đi qua nhưng với thái độ bàng quang và dửng dưng, mọi người đã miêu tả chúng là những nhân vật không sáng sủa lắm. Trong nhiều ngôn ngữ được gọi là "một con bò ngu ngốc" hay "ngu như bò" là một sự xúc phạm và miệt thị. Bị "đối xử như trâu bò" hoặc thể hiện "tâm lý bầy đàn" cũng là những biểu hiện miệt thị. Truyền thuyết đô thị về việc chăn bò cũng dựa trên nhận thức này.
Bò gắn với nông trại và cũng được xem là biểu tượng nhãn mác cho các sản phẩm sữa, vì sữa của chúng được sử dụng để sản xuất các mặt hàng này. Vì lý do này, chúng được phổ biến như linh vật quảng cáo nhất là bò sữa, thuộc giống bò Hà Lan. Ví dụ: sản phẩm con Bò cười, Bò Elsie và Bò Milka, những con bò xuất hiện trên nhãn hiệu của các hộp sữa, bao sữa tươi tiệt trùng. Bởi vì bò cung cấp cho con người những tinh chất có thể được sử dụng để sản xuất các sản phẩm sữa, nó cũng dẫn đến hình ảnh của con bò tiền mặt, khi ai đó hoặc một cái gì đó sinh lợi về tài chính (thị trường bò) đối lập với thị trường gấu. Những ví dụ hiện đại như chú bò Ferdinand trong Câu chuyện của Ferdinand, logo của đội bóng rổ Chicago Bulls. 

### Con cừu

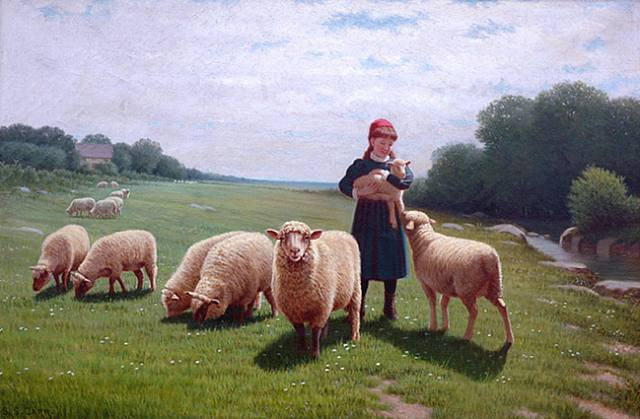
Họa phẩm về trẻ em và đàn cừu

- Chú cừu nhỏ dễ thương: Một hình ảnh bắt nguồn từ len mềm mại của nó. Nhiều vần điệu nói về những con cừu âu yếm, ngọt ngào và ngây thơ. Những đứa trẻ không đủ mệt để đi ngủ thường được cho là chơi trò đếm cừu. Ví dụ: Chú cừu Shaun, chú cừu Derek.
- Con chiên ngoan đạo: Trong truyền thống tôn giáo Do Thái giáo và Công giáo, con cừu thường được sử dụng như phép ẩn dụ cho những người thiện lương cần được người chăn dắt trên con đường hướng đạo (thường là một phép ẩn dụ cho một linh mục hoặc chính Chúa hoặc Chúa Jesus Christ). Ví dụ có thể được tìm thấy trong Dụ ngôn Con cừu đi lạc và Con cừu và Dê.
- Con chiên hiến tế: Do hình ảnh ngây thơ của chính chúng, những con cừu đã bị hiến tế trong các nền văn hóa và tôn giáo khác nhau. Ví dụ: Chiên Thiên Chúa.
- Những con cừu cả tin. Giống như cừu ngỗng cũng là một phép ẩn dụ phổ biến cho những người cúi đầu trước tâm lý bầy đàn. Giống như những con cừu thực sự, chúng sẽ theo những con cừu thống trị hoặc người chăn của chúng và không dám di chuyển hay suy nghĩ bên ngoài đám đông, tức là luôn bám theo lề. Trong tiếng Anh Sheeple và Sheepish có nguồn gốc từ hình ảnh này.
- Con cừu đen: Một con cừu đen đứng giữa đám đông cừu trắng cũng là một phép ẩn dụ phổ biến, với hai cách hiểu khác nhau. "Cừu đen" là một người nổi loạn, có thể là một người có tiếng xấu đáng bị hoặc là một nạn nhân hoặc thành kiến và phân biệt đối xử.

### Con dê

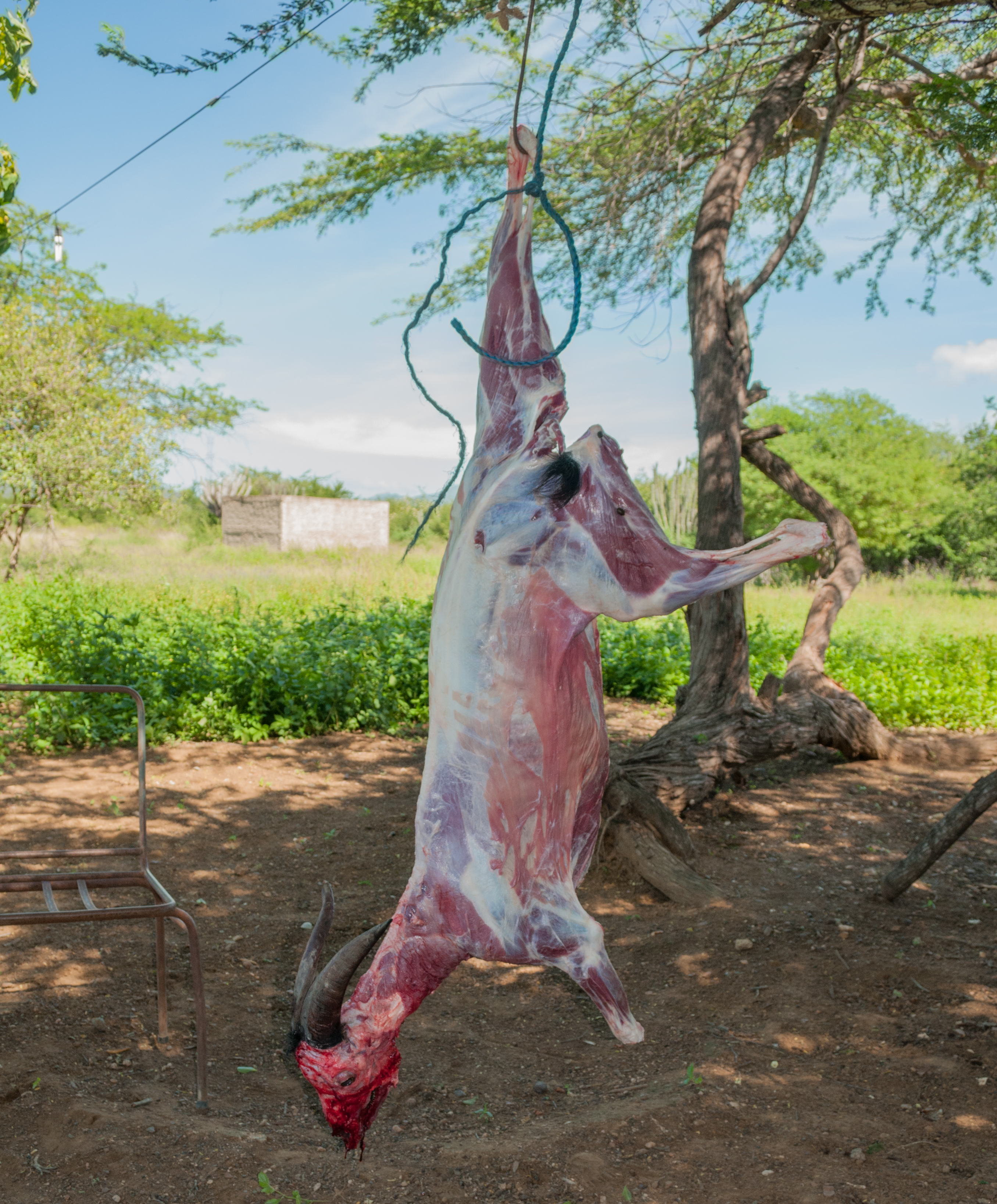
Con dê hiến tế

- Con dê ăn tạp, bướng bỉnh, ương bướng và nham nhở: Dê thường được miêu tả ăn tất cả mọi thứ, đặc biệt là những thứ làm từ sắt. Ví dụ: Con dê Billy trong phim hoạt hình Tex Avery Billy Boy, con dê trong Scrap Happy Daffy.
- Dê thường được nhân hóa như những ông già với một con dê vì đơn giản chúng có bộ râu dài như râu người, điều này khá tương đồng với văn hóa phương Đông khi hình tượng hóa con dê như một gã dê xồm, dê già gắn với tính dâm dục đốn mạt.
- Vật tế thần: Trong truyền thống tôn giáo Do Thái giáo và Thiên Chúa giáo thì con dê có một mối liên hệ với tội lỗi và xấu xa. Thuật ngữ con dê gánh tội hay con dê tế thần dùng để chỉ những người bị đổ lỗi cho lỗi lầm của người khác, ngay cả khi nó không công bằng vì nó là con dê bị oan (oan dương).
- Theo truyền thống, quỷ Satan được miêu tả với một bộ râu, sừng và chân móng guốc. Kitô hữu dựa trên hình ảnh này của faun, một sinh vật thần thoại Hy Lạp cũng giống như một con dê và thường được nhìn thấy tham gia vào các hoạt động khoái lạc. Những người tốt và xấu được Chúa Giêsu Kitô chia cho Phán xét cuối cùng là cừu và dê (Ma-thi-ơ 25: 31-46). Truyền thuyết về người Tây Âu ở Buckriders thế kỷ 18 cũng mô tả những con quỷ ma cưỡi trên lưng những con dê đang bay.
- Con dê nhỏ nhắn dễ thương: Cũng giống như cừu, trong truyền thông cũng đã có những hình ảnh của những con dê là những sinh vật nhỏ thó dễ thương, đáng yêu. Ví dụ: Sói và bảy đứa trẻ, Dê và ba đứa trẻ của cô, Ba con dê trong Billy Gruff. Từ đó nhiều giống dê được lai tạo để phục vụ cho nhu cầu nuôi thú cưng

### Con ngựa

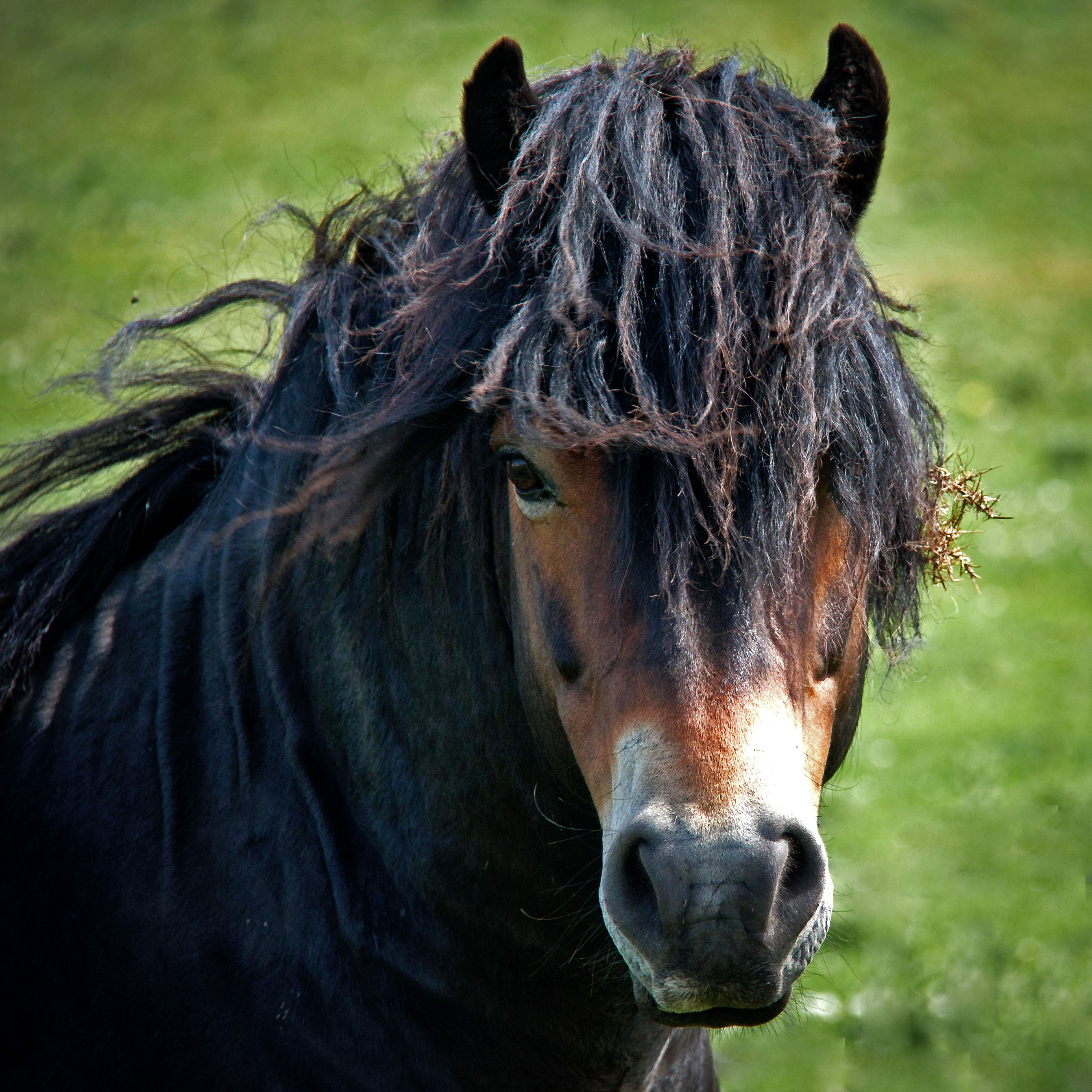
Ngựa được khuôn mẫu với sự trung thành và thanh lịch

- Con ngựa cao quý, dũng cảm, trung thành, mạnh mẽ, nhanh nhẹn và tình nghĩa: Theo truyền thống, ngựa được coi là sinh vật cao quý kể từ khi con người sử dụng chúng để vận chuyển. Từ "mã lực" (sức ngựa) là đơn vị đo lường chỉ về sức ngựa. Các hoàng tử hoặc những anh hùng đều cưỡi ngựa để nhấn mạnh tất cả các đặc điểm tích cực. Các sinh vật thần thoại như nhân mã, pegasus và kỳ lân phương Tây là những con ngựa thần kỳ (linh mã).
- Con ngựa chứng: Khá phổ biến trong phim hài do chiều dài của dương vật của một con ngựa, biểu hiện mô tả một người đàn ông hấp dẫn tình dục có nguồn gốc từ này. Con ngựa chứng còn chỉ về tính ương bướng khó thuần, nhưng lại có câu "Ngựa chứng là ngựa hay".
- Con ngựa đáng yêu và dễ thương ví dụ như: My Little Pony, Black Beauty, Flicka, Ngựa bập bênh, con ngựa gỗ trong công viên và ngựa kịch câm cũng dựa trên khuôn mẫu này, trong đó con ngựa gỗ thường được trẻ em thích chơi nhong nhong trong công viên.
- Chỉ hiếm khi những con ngựa được chọn làm hình mẫu (tuyến) của những nhân vật phản diện hoặc là kẻ mang đến điều ác, ví dụ: Tứ mã khải nguyền-bốn con ngựa báo hiệu cái chết (Four Horsemen of the Apocalypse), Bad Horse, đàn ngựa của Diomedes trong 12 kỳ công của Héc-quyn, ngựa của The Headless Horseman.

### Con lừa

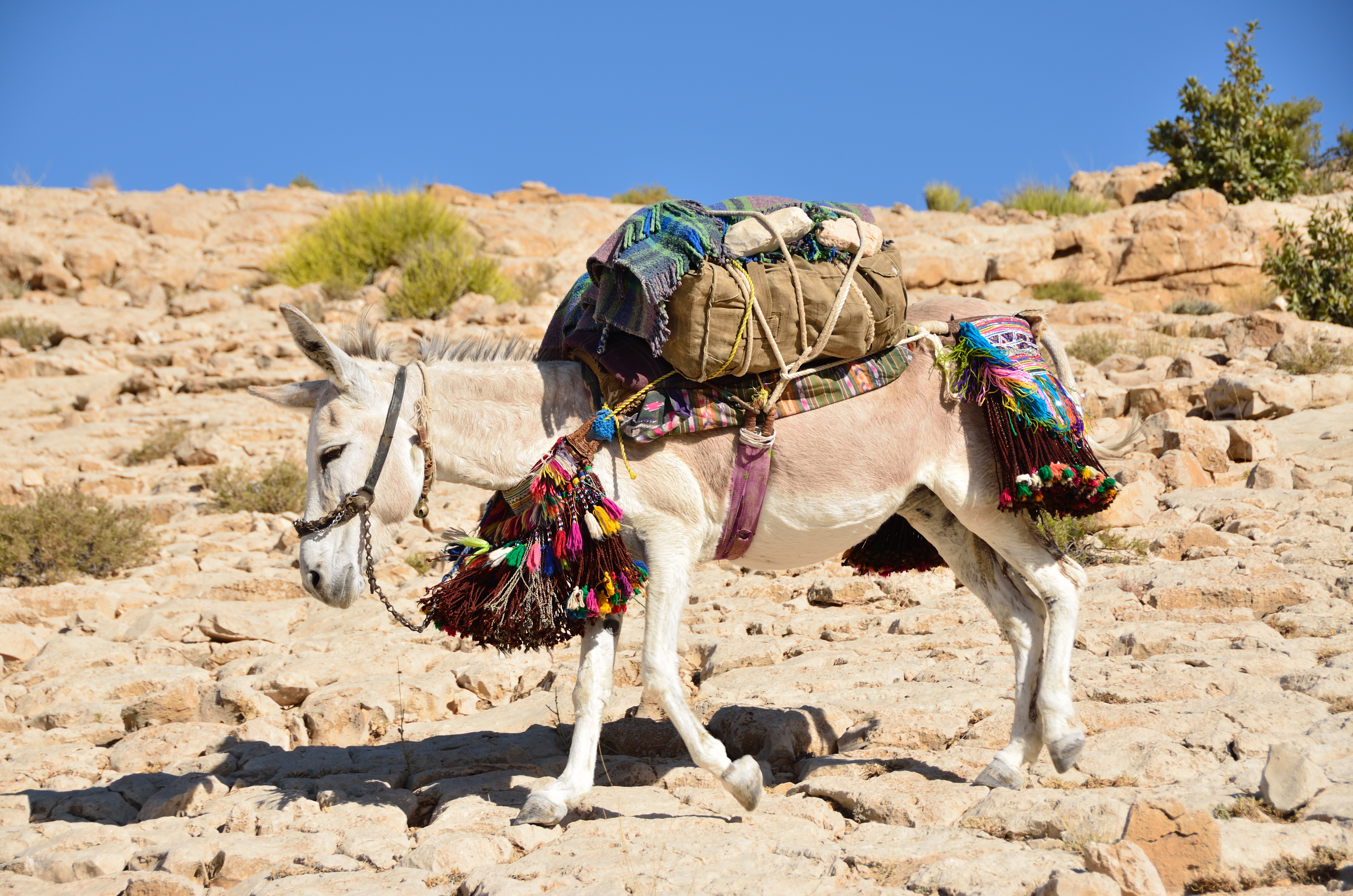
Hình mẫu con lừa gắn với thồ hàng và mang vác nặng

Con lừa thường được hình mẫu là con vật bướng bỉnh, ngu ngốc, lười biếng hay chậm chạp, Rabadash (người bị biến thành một con lừa như một hình thức sỉ nhục) và câu miệt thì đồ con lừa, những đứa trẻ ngốc nghếch và nghịch ngợm bị biến thành lừa trong tác phẩm Pinocchio. Thành ngữ tiếng Anh "bạn đang tự lừa mình" ám chỉ hành vi ngu ngốc hoặc cây nói "do the donkey's work" nghĩa là làm chuyện nhàm chán. Ở châu Á có ngạn ngữ "Thân lừa ưa nặng" chỉ về kiếp khổ sai của con lừa.
Trong các thế kỷ trước, các trường học thường ép học sinh nghịch ngợm hoặc "câm" ngồi trong một góc lớp trong khi đội mũ lưỡi trai tai lừa. Trong nhiều nền văn hóa diễu hành trên con lừa được sử dụng như một hình phạt nhục nhã. Trong tiếng Hà Lan, từ "ezel" cũng được sử dụng như một sự xúc phạm, biểu thị những người câm hoặc bướng bỉnh. Trong truyền thống tôn giáo Kitô giáo, những con lừa có được sự tôn trọng như một con vật đơn giản nhưng cao quý mà Joseph và Maria cưỡi khi họ trốn khỏi Ai Cập và cùng với con bò đã sưởi ấm Chúa Jesus bằng hơi thở của mình.

### Con lợn

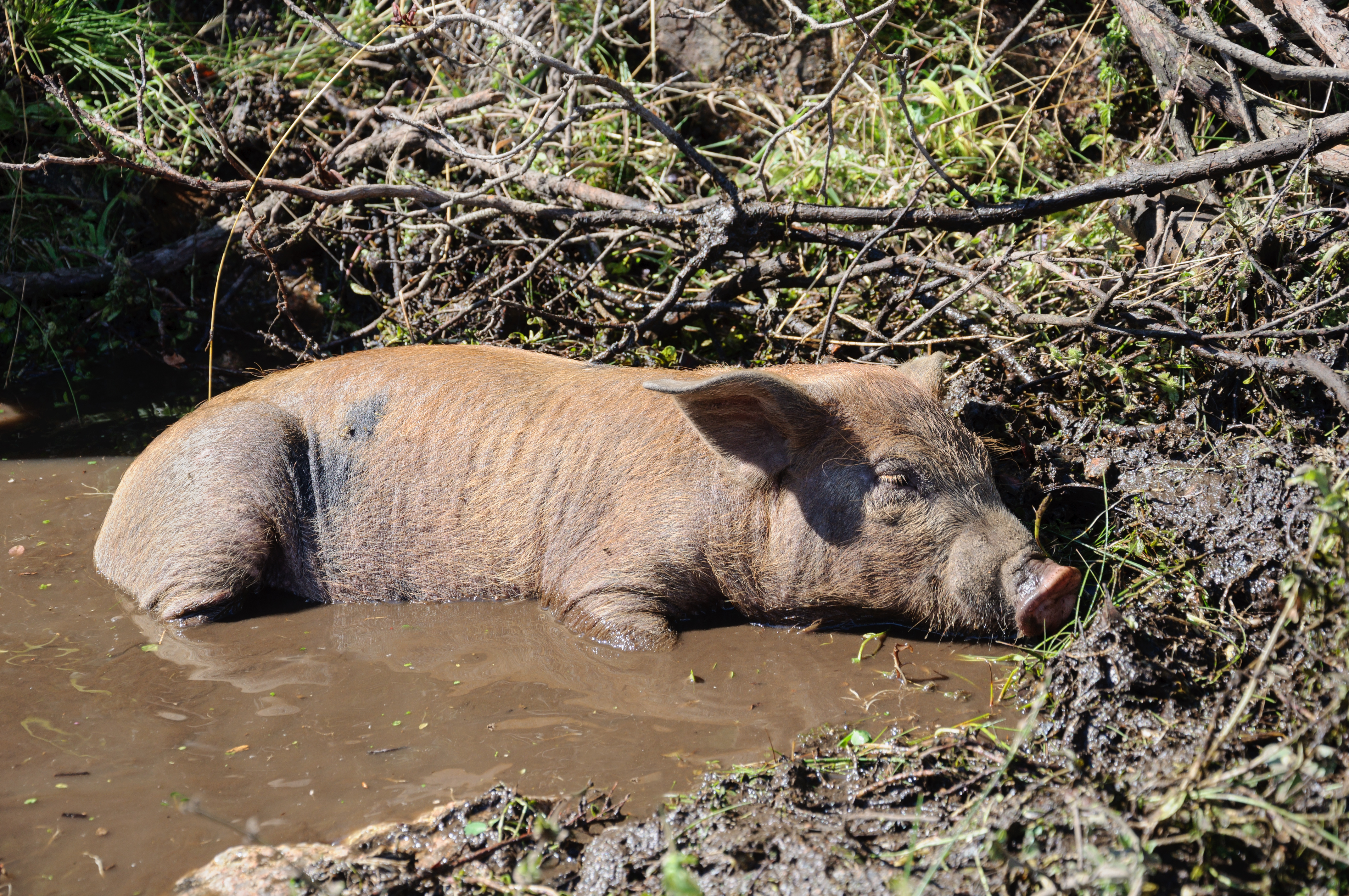
Con lợn đằm mình trong vũng bùn lầy lụa bẩn thỉu

Con lợn tham lam, xấu xí và bẩn thỉu, phàm ăn, thô tục và ô uế: Tất cả những khía cạnh này là do lối sống của lợn khi được nuôi trong trang trại chứ không phải là thức ăn chăn nuôi và phàm ăn từ cách chúng ăn tạp bất kỳ thức ăn nào trước mặt chúng (câu tiếng Anh: "make a pig of oneself": ăn uống thô tục), "bẩn thỉu" vì từ thực tế là một con lợn nói chung thích sục vào một vũng lầy trông như một món súp bùn và phân mà những con lợn dường như không bận tâm lắm mà còn tỏ ra thích thú khi được tắp táp trong mớ hỗn hợp này.
Hình mẫu này cũng có thể xuất phát một phần từ các nền văn hóa Hồi giáo và Do Thái giáo, những người có khái niệm về động vật Kosher/halal dạy rằng lợn là loài vật ô uế vì nhiều lý do. "Con lợn" là một biệt danh đáng ghét cho một người bẩn thỉu hoặc xấu xí trong nhiều ngôn ngữ (đồ con lợn). Nó cũng là một từ xúc phạm đối với cảnh sát trong tiếng lóng tiếng Anh, đó là lý do tại sao tất cả cảnh sát trong phim Fritz the Cat đều là lợn, và tại sao tù trưởng của The Simpsons giống như một con lợn.
Nếu cần một con lợn xấu xí và bẩn thỉu, nó thường sẽ là một con lợn hoang hoặc một con lợn rừng.  Một con lợn đất cũng góp phần vào sự liên kết của lợn với lòng tham. Lợn rừng khổng lồ cũng rất phổ biến trong các câu chuyện thần thoại và kinh dị, nơi chúng thường được chọn làm quái vật như Beast of Dean, lợn Calydonia, lợn rừng Erymanthian, Hogzilla, Razorback. Trong văn hóa châu Á: Con lợn được hình tượng là ngu ngốc, sung túc, phồn thực, háu ăn, điển hình là nhân vật Trư Bát Giới trong tác phẩm Tây Du Ký, nhưng dù sao văn hóa phương Đông cũng mô tả con lợn có phần tích cực hơn. 

### Con thỏ

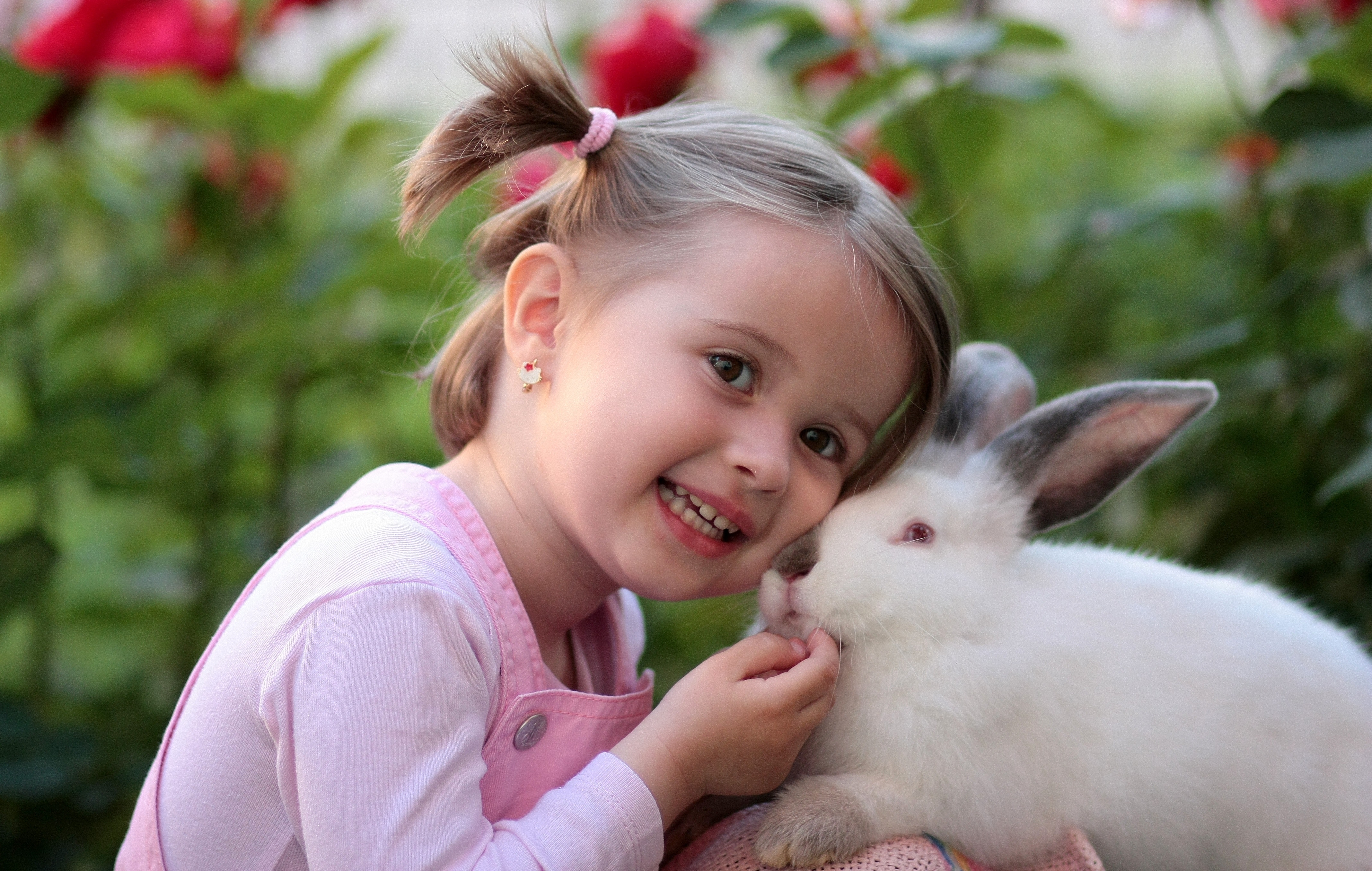
Thỏ trắng thường được hình mẫu thân thiện, gắn với trẻ em

- Con thỏ hiếu động và chạy nhanh ví dụ chú thỏ trong Rùa và thỏ, Thỏ Roger, Jackrabbit Jazz, Thỏ trắng, hay chú thỏ Tamba hay dậm chân trong phim chú nai Bambi Một ví dụ tích cực hơn về khuôn mẫu cụ thể này là Bunny Duracell và Bunny Energizer, cả hai đều quảng cáo pin được tuyên bố là xài được lâu.
- Con thỏ nhát gan: có thể di chuyển rất nhanh nếu bị đe dọa và thường có vẻ cảnh giác và đứng ngoài cuộc, đây là nguồn gốc của biểu hiện "nhát như thỏ đế". Ví dụ: Câu chuyện ngụ ngôn con thỏ sợ hãi cảm thấy chúng rất hèn nhát đến nỗi tất cả chúng có thể nhảy xuống sông và tự sát.
- Con thỏ thông minh, nhí nhảnh ví dụ: Thỏ Br'er, Bunny Bugs, El-ahrairah, Rabbit (Winnie the Pooh), Zayats (Заяц), Miyamoto Usagi. Thỏ cũng tượng trưng cho sự may mắn, ví dụ như thỏ ngọc.
- Chú thỏ nhỏ nhắn dễ thương: Ví dụ như thỏ Phục sinh (Easter Bunny), thỏ ngọc trên cung trăng, Peter Rabbit, Benjamin Bunny, Funny Little Bunnies, Thumper, Cutey Bunny, Gianconiglio, The Tale Of The Flopsy Bunnies, Pat the Bunny.
- Thỏ đôi khi được xem như những con vật dở hơi và hơi điên rồ, xuất phát từ từ hành vi hoang dã của thỏ trong mùa giao phối là biểu hiện "điên như thỏ tháng ba".
- Trong văn hóa châu Á hình tượng con thỏ tinh ranh, lanh lợi: Trong dân gian, con thỏ được hư cấu là nhân vật nhỏ bé và nhưng bù lại nó có trí khôn và thường dùng trì khôi để đánh bại các đối thủ mạnh hơn như sói, cáo, hổ. Trong truyện dân gian Hàn Quốc, một con thỏ khôn ngoan đã cứu một người đàn ông khỏi một con hổ tham lam, vô ơn. Ở Kojiki, một con thỏ trắng xuất hiện như một kẻ lừa gạt. Điều này cũng là do thần thoại về con thỏ trên cung trăng.

### Con cáo

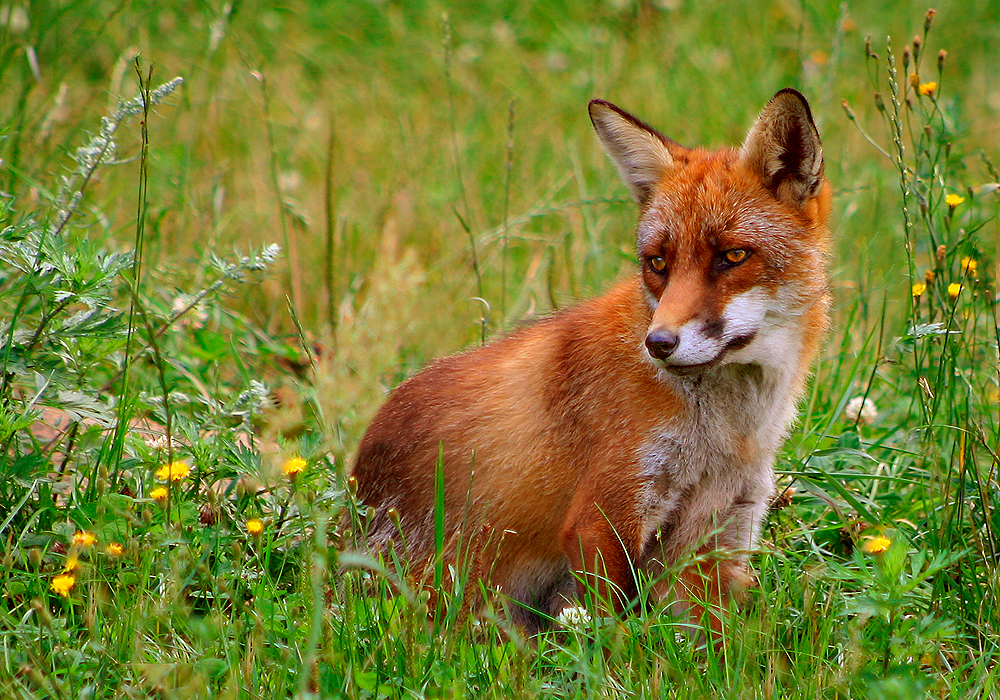
Con cáo thường được khuôn mẫu như một sinh vật ranh mãnh và giảo hoạt, chúng thường được xếp vào tuyến những nhân vật phản diện

- Trong các nền văn hóa khác, con cáo thường bị rập khuôn là những kẻ lừa đảo xảo quyệt và ranh mãnh nhiều mánh lới, ví dụ như trong truyện ngụ ngôn nổi tiếng của con cáo và con quạ được miêu tả ở đây trên sách của Léon Rousseau về truyện ngụ ngôn, Jean de La Fontaine. Do đó cụm từ con cáo già chỉ về kẻ ranh mãnh, xảo quyệt, giàu kinh nghiệm hoặc con hồ ly tinh chỉ những cô gái giựt chồng (quyến rũ) chồng người khác.
- Con cáo gian ác, độc ác, xảo quyệt hoặc thông minh: Trong nhiều truyện ngụ ngôn, truyền thuyết, truyện cổ tích và thần thoại, chúng được miêu tả là những con vật xảo quyệt, luôn cố gắng lừa người khác và trốn thoát mà không bị trừng phạt vì điều đó. Các truyền thuyết Tây Âu thời trung cổ về con cáo Reynard là ví dụ nổi tiếng nhất. Nhờ câu chuyện này, nhiều con cáo trong văn hóa đại chúng được đặt tên là Reynard, Rénard, Reintje, Reineke. Trong tiếng Pháp từ "rénard" thậm chí còn có nghĩa là "con cáo".
- Ví dụ về những con cáo được miêu tả là những kẻ phản diện xảo quyệt: cáo Teumessian, truyện ngụ ngôn về Cáo và Mèo, hai nhân vật Cáo hoang và Mèo hoang trong phim Pinocchio, Con cáo và chùm nho, con cáo Mei Ling trong Kung Fu Panda, Trong thần thoại và văn hóa dân gian Nhật Bản, con cáo Kitsune chín đuôi (cửu vĩ hồ) được miêu tả là con yêu tinh. Kitsune và cáo đại diện cho kẻ lừa gạt, tương tự như chó rừng Châu Phi, hay chó sói đồng cỏ và cáo ở Bắc Mỹ.
- Chân dung thông cảm và khoan dung hơn về loài cáo giống như những kẻ hoàn lương, thân thiện như Genkurō, Công chúa Hy Lạp và Người làm vườn trẻ, con cáo Robin và Marian trong Robin Hood của Disney, Nick Wilde ở phim Zootopia, con cáo nhân vật chính trong phim The Fox and the Hound được miêu tả là những nhân vật tốt bụng và biết giúp đỡ bạn bè trong lúc hoạn nạn cho dù hoàn cảnh có khác nhau.

### Con chuột
Chuột cống (Rat) được mô tả là những con chuột độc ác, dữ tợn, bẩn thỉu hôi hám mang đầy mầm bệnh hoặc là một kẻ trộm vặt, ăn cắp. Trái ngược với chuột nhà, chuột cống hầu như luôn được miêu tả là nhân vật phản diện hoặc sinh vật nguy hiểm. Hình ảnh này cũng bắt nguồn từ tiếng xấu của những con chuột là những con vật mang mầm bệnh như Cái chết đen và các bệnh khác. Ví dụ: Con chuột khổng lồ Sumatra, con chuột trong Lady and the Tramp. Bệnh dịch chuột hay lũ chuột khổng lồ là một hình ảnh kinh hoàng phổ biến trong các câu chuyện: Piper Piper của Hamelin, Nosferatu  và nhiều bộ phim kinh dị khác.

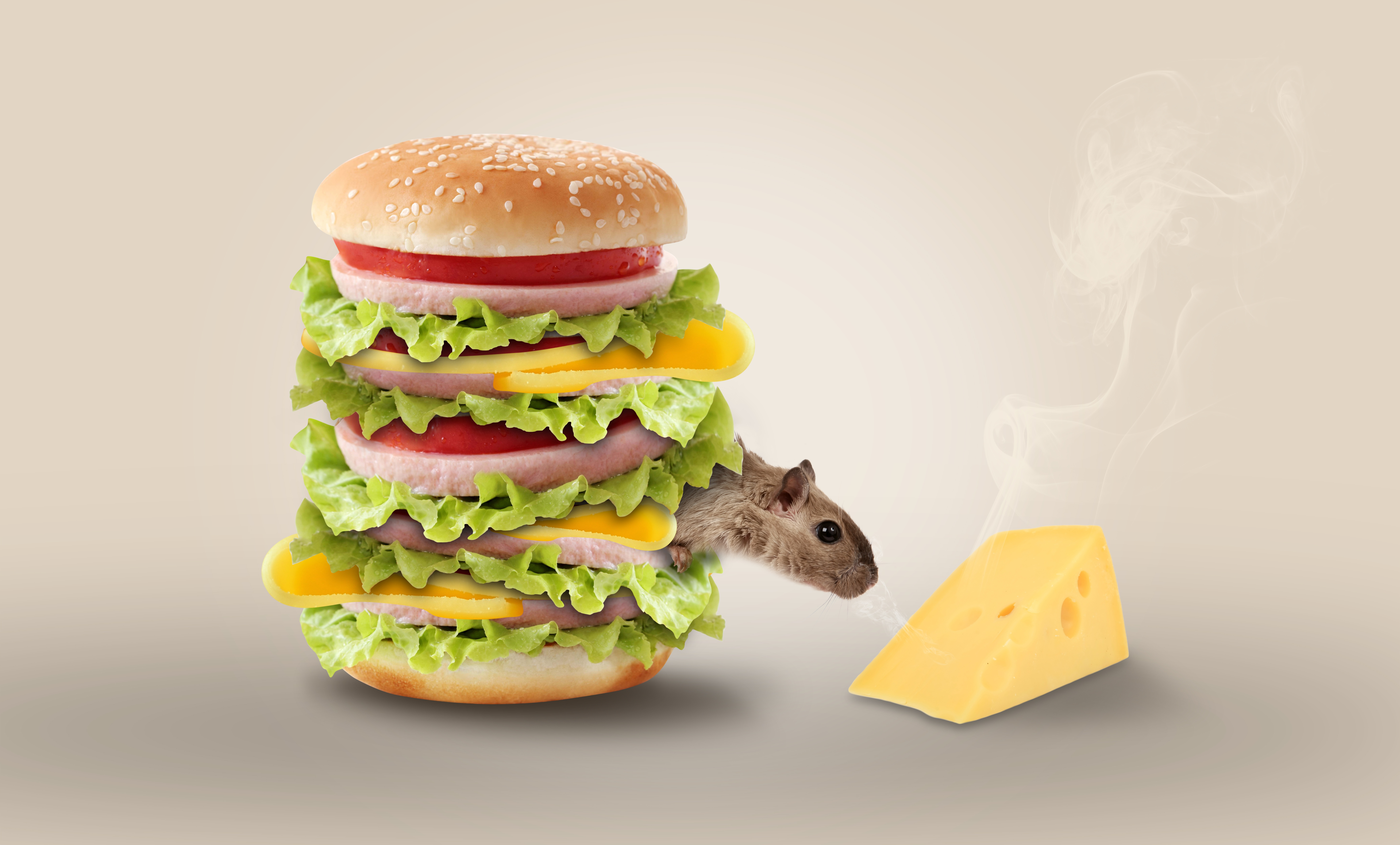
Chuột nhà thích phô mai

Tuy nhiên, một vài miêu tả thông cảm về chuột cống vẫn tồn tại: Ben, nhân vật chính trong phim Ben, Splinter, Rizzo the Rat, Remy trong Ratatouille và The Rats of Nimh trong The Secret of NIMH,...Một truyền thuyết đô thị khác liên quan đến chuột công là vua chuột. Mọi người thường tìm thấy những con chuột đan xen với tất cả đuôi của chúng và mắc kẹt lại với nhau. Hiện tượng kỳ lạ này dẫn đến niềm tin rằng những con chuột đã làm điều này để chọn một vị vua mới.
Chuột nhà: Thường được miêu tả trong hoạt hình là con vật nhút nhát, thường rón rén, lặng lẽ và có thể chất yếu đuối. Chuột nhà hiếm khi được miêu tả là nhân vật phản diện. Chuột cũng thường được miêu tả là những nhân vật phải chạy trốn và chống lại kẻ thù lớn hơn chúng, đặc biệt là mèo (ví dụ như chú chuột Jerry, chuột Mickey), chỉ trong những trường hợp hiếm hoi, mèo và chuột được miêu tả là bạn chứ không phải kẻ thù. Điều này là bất chấp thực tế là chuột thường được coi là loài phiên toái, loài gây hại trong nhà. Chuột nhà được khuôn mẫu là loài thích ăn phô mai. Con chuột ăn trộm: Vì chuột là một loài vật gây hại phổ biến, chúng được ví như những tên trộm.
Chuột Lemming hay tự tử: Sự tự tử của lemming vì có xu hướng di chuyển với số lượng lớn, có thể bao gồm nhảy xuống vách đá và bơi khoảng cách lớn đến mức kiệt sức và thậm chí tử vong, nhưng kết quả như vậy là ngoài ý muốn. Định kiến về những con thú này nhảy ra khỏi vách đá như một hành động tự tử có chủ ý bị ảnh hưởng bởi một bộ phim tài liệu của Disney, White Wild wild (1958).
Chuột chũi (Mole) thường được hình mẫu là nhân vật bị cận thị hay là nhân vật mắt kém. Do môi trường sống tự nhiên dưới lòng đất, thị giác không có ý nghĩa quá quan đối với chúng. Tuy nhiên, điều này không có nghĩa là chúng không có khả năng nhìn. Trong nhiều câu chuyện, chuột chũi sẽ được miêu tả, thiết kế là thường đeo kính cận hoặc kính râm để chúng nhìn rõ hơn và không hạn chế hoạt động, phù hợp với tiết tấu của cốt truyện. Chuột chũi nhỏ dễ thương và nhút nhát: Nhờ những câu chuyện khác nhau của trẻ em, những mẩu truyện tranh và nốt ruồi trong phim hoạt hình thường được miêu tả là những sinh vật dễ thương, nhút nhát. Trên thực tế, chúng là  những sinh vật đơn độc, nhưng chúng có xu hướng được coi là loài gây hại, đặc biệt là bởi những người làm vườn và nông dân.

### Con dơi

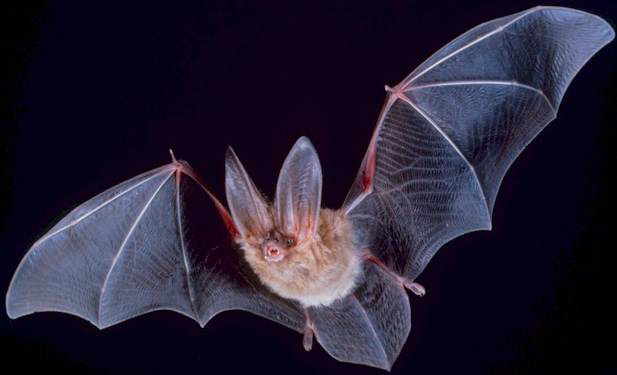
Một con dơi bí hiểm và lặng lẽ trong bóng đêm là chất liệu hư cấu cho nhân vật ma cà rồng chuyên hút máu người

Con dơi khát máu hay là hiện thân của ác quỷ: Kể từ buổi bình minh của loài người, con người đã sợ dơi vì vẻ ngoài của chúng và thực tế là chúng, do là động vật sống về đêm, chủ yếu hoạt động vào ban đêm. Trong nhiều nền văn hóa, dơi được coi là điềm xấu và biểu tượng của sự sợ hãi và cái chết. Những mụ Phù thủy thường được miêu tả hay bay kèm ùng bầy dơi túa ra, những ác quỷ có đôi cánh giống dơi (trong thi thiên thần thì có đôi cánh của thiên nga và bồ câu) và ma cà rồng theo truyền thống được thể hiện là có thể biến mình thành dơi.
Hình ảnh con dơi hút máu chủ yếu dựa trên những câu chuyện về ma cà rồng, tuy vậy, trong số 1.000 loài, chỉ có ba loài ăn máu và do đó được gọi là "dơi ma cà rồng", tất cả chỉ sống ở Trung và Nam Mỹ. Những ví dụ hiếm hoi về loài dơi được miêu tả là sinh vật biết cảm thông có thể được tìm thấy trong Silverwing và tính cách anh hùng của Người Dơi (Batman). Trong truyền thuyết Trung Quốc, dơi là biểu tượng của sự trường thọ và hạnh phúc vì từ dơi trong tiếng Hoa có nghĩa bức, đồng âm với từ phúc, trong khi ở Ba Lan, Macedonia và văn hóa Ả Rập, chúng được xem là người mang lại may mắn.
Dơi được coi là bị mù nhưng trong thực tế dơi không bị mù, một số con dơi có thị lực kém trong khi một số có thị lực rất tốt. Một định kiến khác liên quan đến dơi là con vật sẽ bay vào tóc của một người. Đây là một truyền thuyết đô thị. Dơi có thể điều hướng rất tốt trong bóng tối nhờ khả năng định vị bằng tiếng vang. Trong nhiều ngôn ngữ, từ "dơi" được dùng chung với từ "chuột", với loài được định nghĩa là "chuột có cánh", tương đồng với phương Đông là thuật ngữ mặt dơi tai chuột. Trong thực tế, dơi không liên quan đến chuột, nhưng thuộc về loài Laurasiatheria. 

### Khỉ vượn

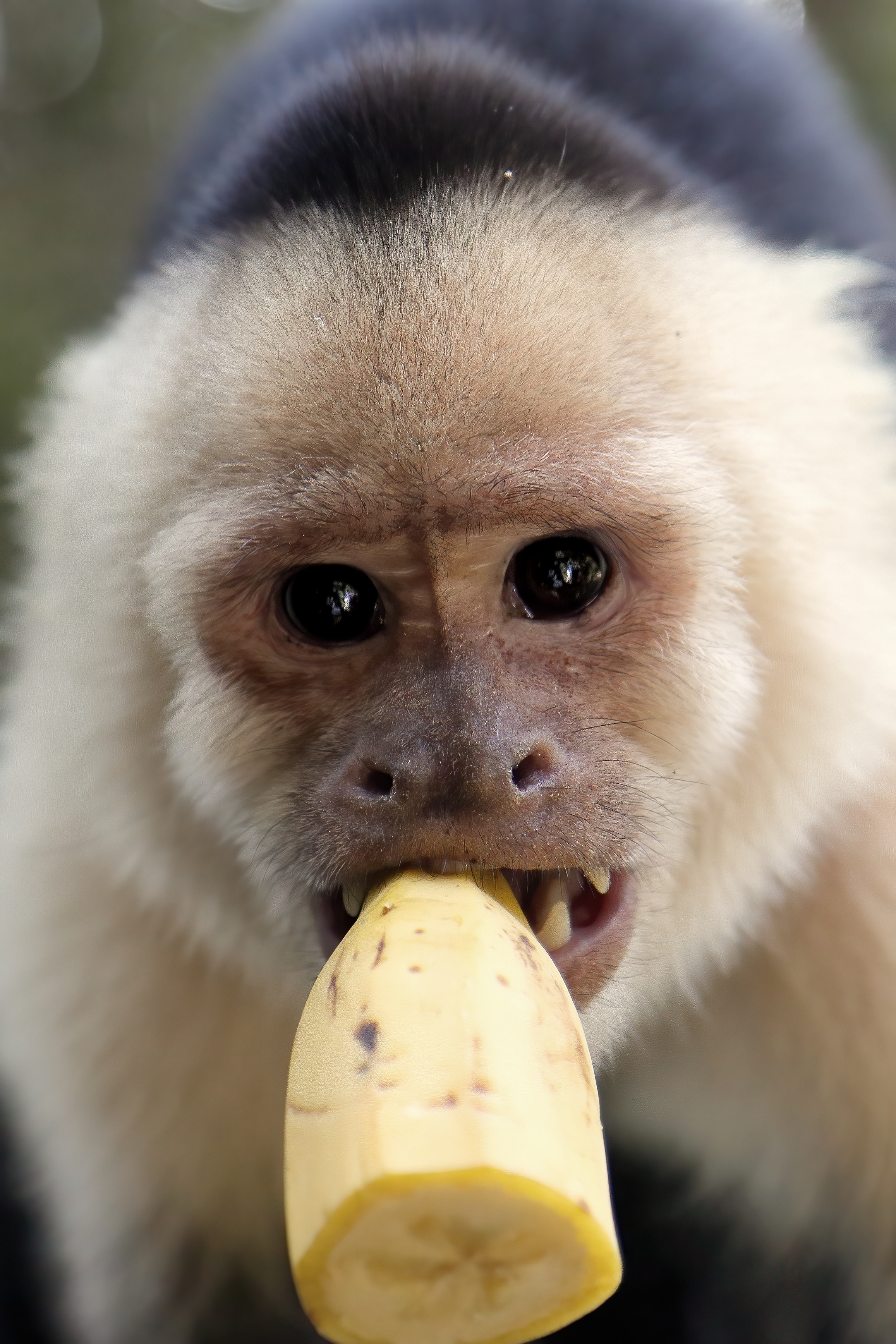
Khỉ thường được hình tượng là thích ăn chuối

- Những con vượn hay hài hước và tinh nghịch, thích chuối và những trò đùa. Trong số tất cả các loài vượn và khỉ có sự tương đồng về thể chất và hành vi gần giống với con người. Trong các vở diễn xiếc và phim hài, chúng thường được cho mặc quần áo và thực hiện các thủ thuật bắt chước hành vi của con người. Đặc biệt là tinh tinh và khỉ nhỏ rất phổ biến với trẻ em vì sự miêu tả rập khuôn này.
- Tuy nhiên, những con vượn và khỉ có thể không thể đoán trước và do đó nguy hiểm. Khi mọi người mất cảnh giác, chúng có thể dễ dàng tạo ra tình trạng hỗn loạn bằng cách trèo lên trên mọi thứ, lấy đồ đạc hoặc thậm chí tấn công mọi người.
- Khỉ hay bắt chước và láu táu: Khỉ và khỉ có thể thích nghi các mô hình hành vi khá nhanh. Khỉ thích ăn chuối: Đây là quan niệm phổ biến và cũng được những cổ động viên phân biệt chủng tộc đối với các cầu thủ da màu khi liên tục ném chuối xuống sân bóng ngụ ý họ là những con khỉ.
- Rất nhiều người nhầm lẫn hoặc thói quen gọi bất cứ sinh vật nào thuộc họ linh trưởng là khỉ. Tuy nhiên, khỉ (monkey) chỉ là nhóm chiếm phần lớn trong họ này. Đồng thời, người ta cũng thường nhầm về cách loài khỉ di chuyển, nhiều người vẫn hình dung rằng loài khỉ di chuyển bằng cách đu cánh tay để chuyền cành, nhưng sự thật chỉ có các loài vượn là di chuyển theo cách đó. Hầu hết khỉ di chuyển bằng cách chạy trên các cành cây mọc đan xen nhau. Không phải loài khỉ nào cũng sống trên cây, hầu hết các loài khỉ đều sống trên cây nhưng không phải loài nào cũng vậy chẳng hạn như loài khỉ Patas (Erythrocebus patas).
- Hình ảnh Ba chú khỉ thông thái (không thấy-không nghe-không nói) cũng rơi vào ý tưởng rằng những con khỉ quá không thông minh để thừa nhận một tình huống có vấn đề và đây là một trong những triết lý đặc sắc của phương Đông.
- Loài vượn quái dị hoặc tàn bạo (thường là tinh tinh, khỉ đột, hoặc đười ươi) ví dụ như gia đình khỉ đột trong Tazan hay trong phim hành tinh khỉ hay con khỉ Koba nguy hiểm. Từ "khỉ đột" được sử dụng trong nhiều ngôn ngữ để mô tả một tên côn đồ hạng nặng. Thuật ngữ khỉ đột nặng 800 pound dùng để chỉ một người hoặc tổ chức quyền lực đến mức nó có thể hành động mà không liên quan đến quyền của người khác hoặc luật pháp, thậm chí có chính trị gia còn xúc phạm phu nhân của tổng thống Obama là một con khỉ đột.
- Trước thế kỷ 20, nhiều người đã xem vượn lớn là những con quái vật tàn bạo, không giống như một "người-thú" lông lá. Ví dụ hình tượng King Kong, nhiều câu chuyện về Bigfoot, Yeti, dã nhân. Người con vượn nhân hình ham mê ham muốn phụ nữ loài người. Ví dụ: King Kong, con đười ươi trong vụ giết người trong tác phẩm điêu khắc năm 1887 của Gor Muelue và Emmanuel Frémiet mang theo một người phụ nữ. Có những lờn đồn về việc những con dã nhân thường bắt cóc phụ nữ và bắt sinh con cho chúng.

### Sư tử

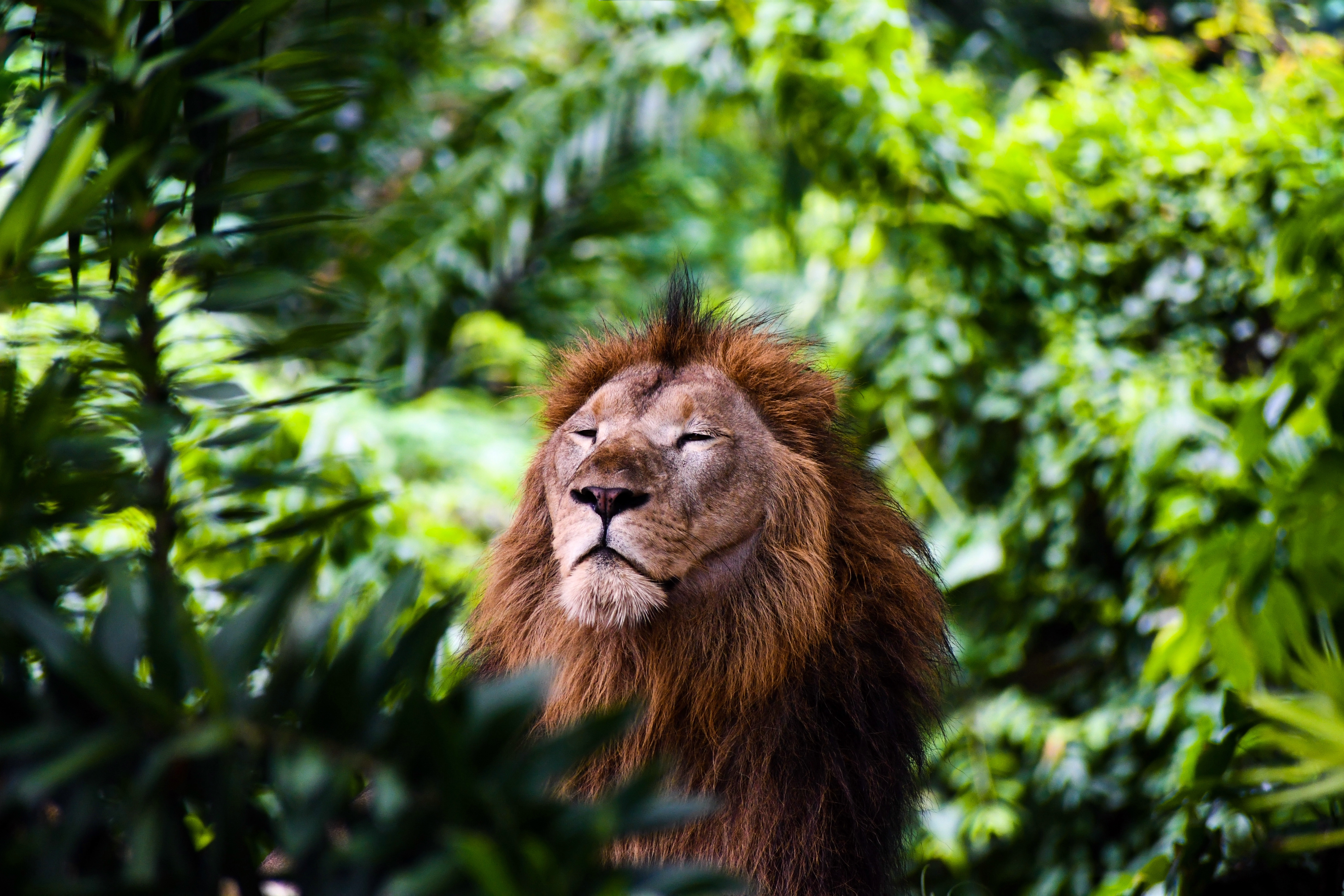
Sư tử-Vua của rừng rậm

Sư tử luôn được khuôn mẫu về sự mạnh mẽ kiêu hãnh, dũng cảm, cao quý hoặc hoàng gia. Từ vị trí giả định ở "đỉnh" của chuỗi thức ăn, sư tử thường được gọi là "vua của các loài thú" hay "vua của rừng rậm"-chúa sơn lâm (mặc dù sư tử không sống trong rừng, ngoại trừ sư tử Ấn Độ mà thường sống ở vùng đồng cỏ và hoang mạc) và thường được miêu tả là người cai trị theo nghĩa đen của các động vật khác trong một lãnh thổ nhất định. Sư tử thường được miêu tả là săn bắn trong nghệ thuật, điêu khắc và văn hóa đại chúng. Trong thực tế, sư tử cái làm nhiệm vụ săn bắt chính hầu hết các cuộc săn lùng kiếm mồi cho cả đàn của chúng.
Sư tử Judah là một ví dụ về một con sư tử được miêu tả là một vị quân vương cao quý. Trong văn hóa châu Âu sư tử cũng là những bức tượng và biểu tượng hộ vệ phổ biến, chẳng hạn như Sư tử Albani, sư tử thường tạo tác với khuôn mẫu một con thú oai vệ, hùng vĩ, lực lưỡng, nhe nhanh, dương vuốt, đầu đội vương miện, lưng có cánh, đạp lên quả địa cầu để chỉ về tham vọng vương quyền. Con Sư tử mạnh mẽ cũng phổ biến như các nhân vật quảng cáo và linh vật của công ty. Ví dụ: Sư tử Leo, Sư tử Singa, nước uống Sư tử trắng.
Trong một số nền văn hóa châu Phi và châu Á, sư tử được miêu tả như những vị thần. Ví dụ: Sekhmet, Nubia, Maahes, Dedun, Narasimha. Nhiều khu vực và quốc gia châu Âu sử dụng một con sư tử trong huy hiệu hoặc cờ của họ. Ở Ai Cập cổ đại, nhân sư được sử dụng như một bức tượng bảo vệ, trong khi ở Trung Quốc, sư tử đá Trung Quốc được sử dụng cho cùng một mục đích. Bởi vì hình ảnh của con sư tử là "vua của các quái thú", chúng thường được sử dụng như một thử thách cho người anh hùng trong các câu chuyện sử thi và/hoặc như một con quái vật đói khát, khủng khiếp. Ví dụ: Sư tử và Cáo, Cáo và Sư tử ốm, Daniel trong hang sư tử, Samson và Delilah, sư tử Nemean.
Trong văn hóa Ấn Độ, Sư tử là vua của rừng; thể hiện tất cả các điểm mạnh và điểm yếu của hoàng gia. Dũng cảm, cao thượng và kiêu hãnh nhưng có thể kiêu căng và dại dột. Con sư tử nhút nhát, hèn nhát hoặc dễ bị tổn thương là một sự lật đổ của hình mẫu truyền thống. Ví dụ: Androcles, Sư tử và chuột, Sư tử trong tình yêu, Jerome và sư tử, Sư tử bị thương, Yvain, Hiệp sĩ sư tử, Sư tử hèn nhát, Sư tử hạnh phúc, Sư tử Parsley, Sư tử cừu Lambert.

### Chó sói

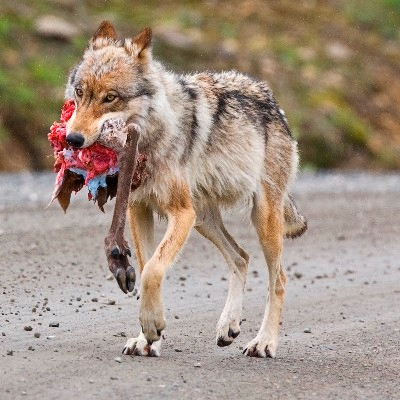
Sói được khuôn mẫu trong văn hóa phương Tây là loài tham lam

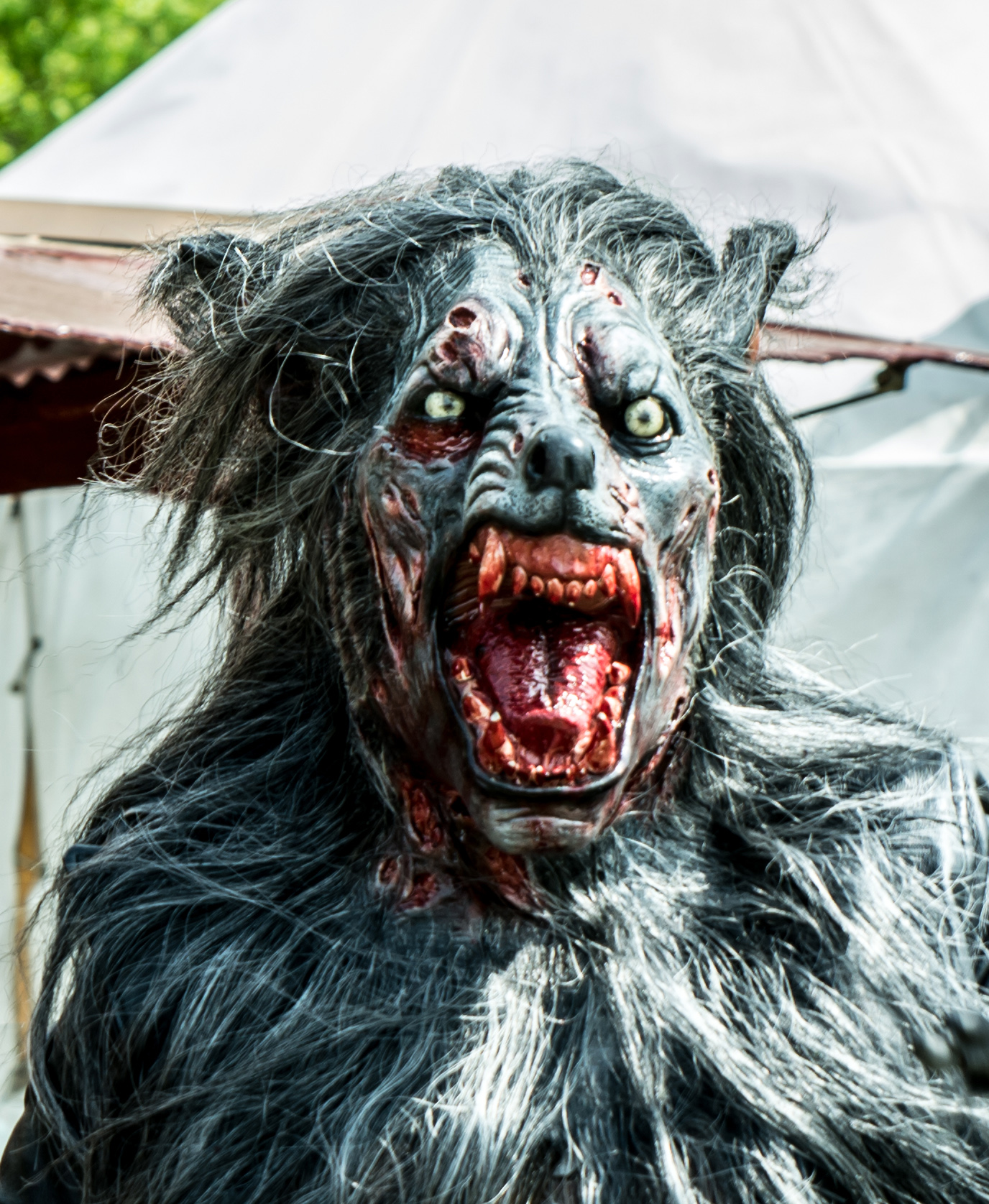
Hình tượng người sói phổ biến trong văn hóa phương Tây

Con sói hung ác, độc ác: Chó sói thường bị rập khuôn là độc ác, xấu xa và tàn nhẫn, ví dụ như trong truyện cổ tích của cô bé quàng khăn đỏ, được minh họa bởi Gustave Doré. Con người đã sợ sói kể từ buổi bình minh của đàn ông vì những con vật tấn công họ và động vật trang trại của họ vào ban đêm với những tiếng sói hú huyền thoại. Những con sói quái dị được tìm thấy trong nhiều truyền thuyết và thần thoại, thường trùng hợp với các sinh vật địa ngục: con sói Fenrir, Amarok, Marchosias, Con sói Gubbio, Quái thú Gévaudan.
Con sói già xấu xa: Là một nhân vật phản diện thường nhật trong truyện ngụ ngôn và truyện cổ tích. Ví dụ: Cậu bé khóc sói, Chó và Sói, Sói và cò, Sói và cừu, Cô bé quàng khăn đỏ, Ba chú heo con, Sói và bảy đứa trẻ, Dê và ba đứa trẻ, Peter và Sói. Trong truyện tranh, phim hoạt hình và những câu chuyện về những đứa trẻ xấu xa khác cũng có mặt khắp nơi. Ví dụ: Con sói già xấu tính trong Ba chú heo nhỏ của Disney, con sói không tên trong tác phẩm của Tex Avery, con sói ROL (Волк), Big Big Wolf. Điều này bắt nguồn từ văn hóa của Âu châu vốn kỵ loài sói.
Người sói (hay ma sói) là một hình mẫu xấu xa, ghê rợn khác liên quan đến loài sói. Trong những thế kỷ qua, con người thường bị buộc tội là người sói và sẽ hóa sói mỗi khi trăng rằm với cơ thể dần dần biến đổi thành sói. Một căn bệnh có tên hypertrichosis có thể giải thích nguồn gốc của huyền thoại này. Ví dụ: Rougarou, Wulver, Reynardine, Pricolici, Người sói, Người sói Mỹ ở London. Sói đói hoặc ham muốn: Tương tự như hình ảnh của con sói độc ác và nguy hiểm, các loài động vật cũng liên quan đến đói và ham muốn. Nhiều câu nói và tục ngữ trên khắp thế giới đã thể hiện hình ảnh này.
Con sói ngụy trang và hay giả dạng: Chó sói thường được miêu tả là kẻ lừa đảo và nguy hiểm trá hình. Cụm từ "Sói đội lốt cừu" ám chỉ những người có vẻ thân thiện, nhưng thực sự nguy hiểm. Các phiên bản lâu đời nhất của Cô bé quàng khăn đỏ miêu tả con sói là một người đàn ông biến thái đang cố gắng quyến rũ một cô gái thơ ngây bằng cách bảo cô đi lạc khỏi con đường quen thuộc của mình và sau đó cải trang thành bà của mình. Trong những câu chuyện cổ tích như Sói và Bảy đứa trẻ và Dê và Ba đứa trẻ của cô, con sói đã cải trang thành mẹ của con dê để lừa con của mình. Sói già xấu xa trong Ba chú heo nhỏ của Disney cũng ngụy trang nhiều lần.
Con sói đáng kính: Mặc dù những con sói chủ yếu được miêu tả tiêu cực trong suốt nhiều thế kỷ, vẫn có những trường hợp ngoại lệ. Trong nhiều câu chuyện, những con sói đã nuôi dạy những đứa trẻ mồ côi nhỏ: Romulus và Remus, Mowgli trong Jungle Book có con sói đầu lĩnh Akela vốn cao quý và công bằng. Giống như những con sói lai sư tử cũng đã được sử dụng rất nhiều trong huy hiệu. Trong nửa sau của thế kỷ 20, con sói ngày càng được mô tả theo cách đối nghịch với con sói xấu xa, như một hình thức hoang dã đặc biệt trang nghiêm và có khả năng của con chó và là biểu tượng của tự nhiên (ví dụ: bộ phim Kevin Costner, Khiêu vũ với Bầy sói, tiếng gọi nơi hoang dã).
Một số chân dung thông cảm của những con sói cũng đã xuất hiện trong truyện tranh và phim hoạt hình: Pugacioff, Loopy De Loop, Lupo Alberto, Vučko, Hoodwinked, Năm 1997, một con sói đồ chơi nhồi bông Ikea, Lufsig, đã trở thành một biểu tượng của sự phản kháng chống lại chính quyền Hồng Kông. Sói đơn độc hoặc nổi loạn, là từ cụm từ "sói đơn độc" (lone wolf). Con sói hú trăng: Sói là loài động vật sống về đêm và do đó thường có thể nghe thấy tiếng hú hướng lên trời, điều này mang lại cho con người cảm giác rằng chúng thực sự đang khóc dưới ánh trăng. Trong thực tế, những con sói đang giao tiếp với các thành viên khác trong loài của chúng và chỉ hướng mặt lên trên để âm thanh phát ra xa hơn.

### Linh cẩu

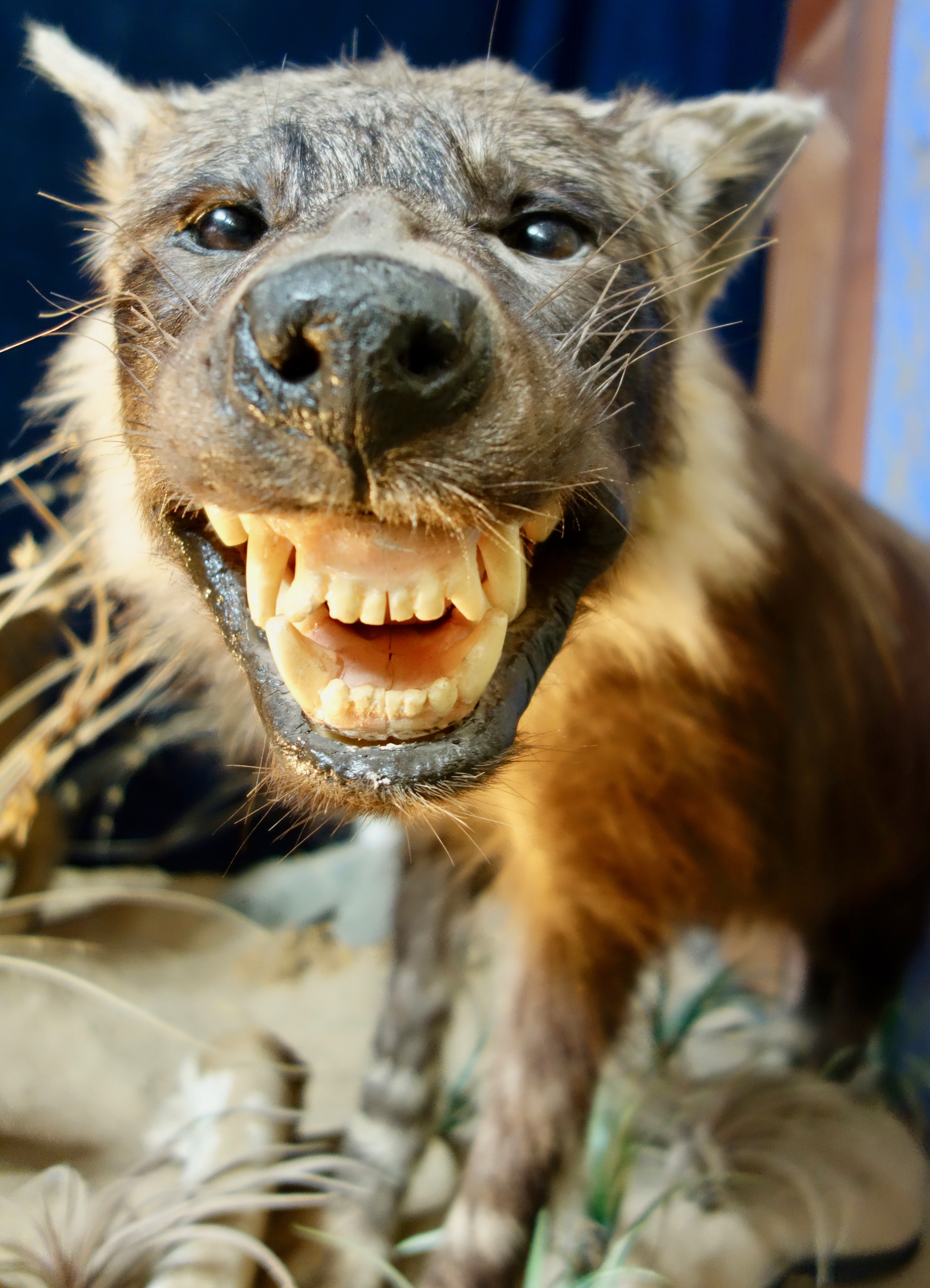
Một con linh cẩu nhồi bông với hàm răng trắng ởn

- Linh cẩu hài hước/luôn ngoắc mồm cười với hàm răng trắng ởn, thường được miêu tả là một kẻ bắt nạt hoặc một kẻ xấu xa hay hạng người không nơi nào không mò tới (Nowhere (it) does not reach), có những bầy linh cẩu xấu xí, chuyên ăn thịt xác chết mà các loài thú khác để lại, nhiều khi con sư tử vừa săn mồi xong đã bị đàn linh cẩu đông đảo xông vào cướp mất.
- Tiếng kêu của linh cẩu mang một sự giống nhau đến kỳ lạ với tiếng cười cuồng rợn của con người. Linh cẩu cũng là những kẻ ăn xác thối, khiến mọi người miêu tả chúng là những kẻ hèn nhát, những kẻ thà ăn trộm bữa ăn từ những kẻ săn mồi thành công hơn là tự săn hoặc giết chết con mồi. Đây là một sự đơn giản hóa các cấu trúc xã hội phức tạp hơn và các chiến thuật săn bắn trong loài.
- Trong văn hóa dân gian Bắc Phi, washyena tương ứng với người sói. Trong văn học Trung Đông và linh cẩu sọc thường được dân gian  gọi là biểu tượng của sự phản bội và ngu ngốc. Nhân vật phản diện The Joker sở hữu hai linh cẩu thú cưng là Bud và Lou. Các con linh cẩu Shenzi, Banzai và Ed trong The Lion King là tay sai của Scar mặt thẹo-một con sư tử gian ác. Ngoài ra bộ phim Mỹ có tên Hyenas cũng diễn tả về những con ma linh cẩu.

### Con voi

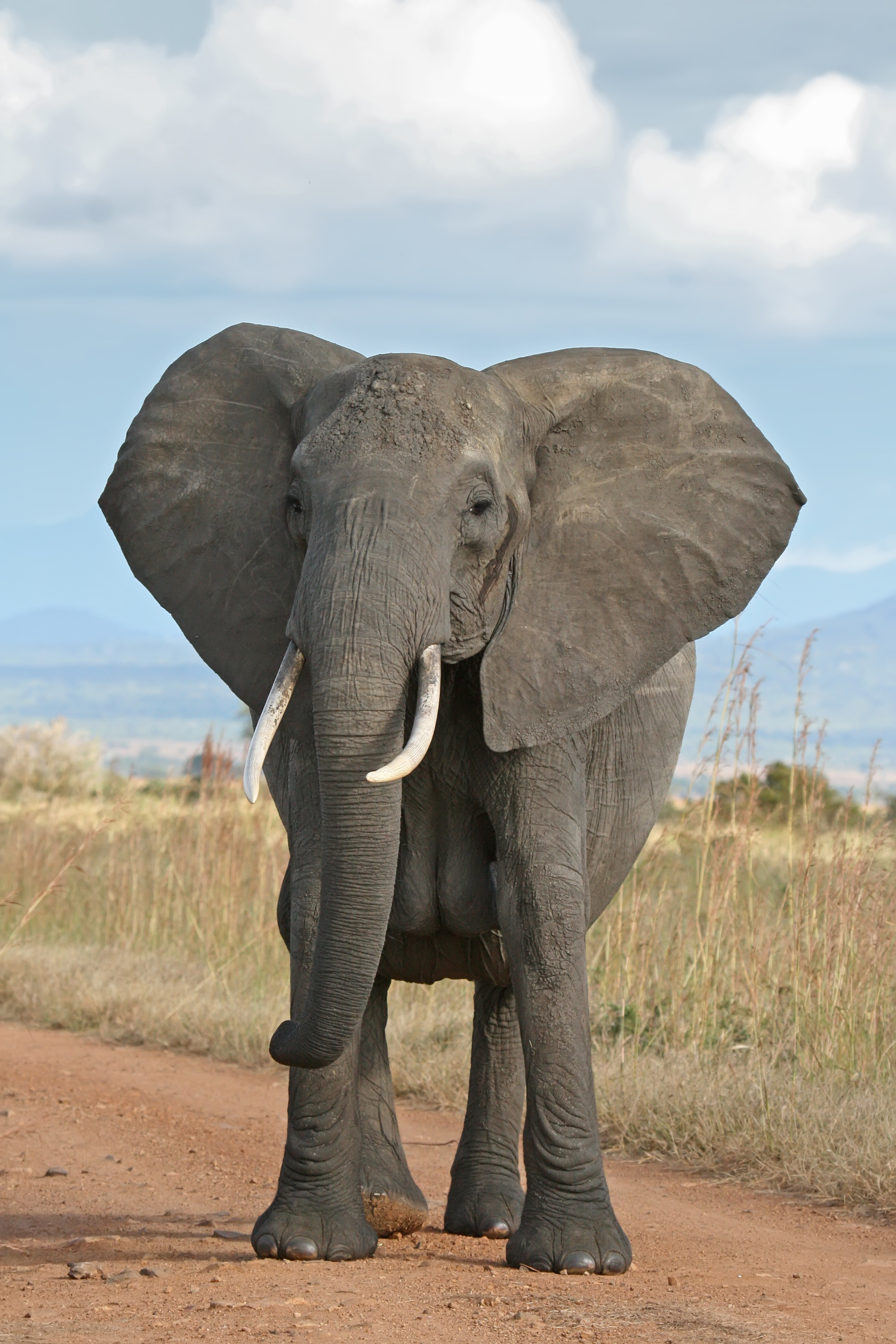
Voi được hình mẫu là sinh vật khổng lồ, già nua và thông thái

- Con voi không bao giờ tha thứ. Ý niệm này xuất phát từ câu nói dân gian "Một con voi sẽ không bao giờ quên". Thực tế thì voi là loài có trí khôn, có rất nhiều giai thoại và ví dụ về những con voi nhớ những thông tin hoặc ngữ sự việc đã xảy ra hàng thập kỷ trước đó. Nghiên cứu khoa học cũng đã chứng minh rằng chúng găn kết với cảm xúc thông qua việc xử lý của một số loại bộ nhớ, đặc biệt là về không gian. Điều này được cho là có thể là lý do tại sao những con voi bị hồi tưởng tâm lý và tương tự với chứng rối loạn căng thẳng sau chấn thương (PTSD).
- Con voi sợ chuột: Bởi vì hình ảnh hài hước của một con vật to lớn như vậy đang sợ hãi một thứ gì đó rất nhỏ bé, những con voi sợ chuột đã là một yếu tố phổ biến của tiểu thuyết, truyện tranh và phim hoạt hình ở phương Tây. Voi được biết đến là giật mình bởi những chuyển động đột ngột của nhiều loại động vật, bao gồm chó, mèo hoặc rắn, nhưng đặc biệt là chúng không sợ chuột. Tuy nhiên, nghiên cứu đã chỉ ra rằng voi đặc biệt sợ ong hoặc kiến vì khi ăn chúng phải dùng vòi giũ sạch thức ăn. Câu chuyện về những con voi sợ chuột được miên tả khi Pliny the Elder đề cập đến nó trong tác phẩm "Lịch sử tự nhiên". Hình ảnh này cũng xuất hiện trong chú voi Dumbo.
- Con voi chúa thông thái, cao thượng, mực thước: Vì voi là động vật trên cạn lớn nhất nên chúng luôn áp chế con người. Từ thời Trung cổ, chúng được sử dụng trong trận chiến để hù dọa quân đội đối địch. Trong rạp xiếc voi là những ngôi sao hấp dẫn do kích thước ấn tượng của chúng. Trong thế kỷ 20, các nhà sinh học đã phát hiện ra rằng voi là một trong những loài động vật thông minh nhất và thường thể hiện hành vi khiến mọi người nghi ngờ chúng có khả năng cảm nhận cảm xúc. Kể từ đó, chúng thường được miêu tả là những người khổng lồ hiền lành. Trong Ấn Độ giáo, thần Ganesha có sự xuất hiện của một con voi. Voi (hoang dã hoặc voi nhà) có sự cao thượng, kiêu hãnh, mạnh mẽ và không thể đoán trước.
- Chú voi con dễ thương thích phun nước vào người khác. Trong văn hóa phổ biến voi thường được nhìn thấy ăn đậu phộng. Trong phim hoạt hình và truyện tranh, voi có thể chơi kèn với cái vòi của chúng.  Một tín ngưỡng cổ xưa nói rằng những con voi già rời khỏi đàn và theo bản năng hướng về một địa điểm cụ thể được gọi là nghĩa địa voi của một con voi để chết ở đó. Đây là một truyền thuyết đô thị.
- Rất hiếm khi những con voi được mô tả là nhân vật phản diện hoặc quái vật. Ví dụ về những điều này là: Mammomax, Heffalumps, Mûmakils. Người say rượu thường được miêu tả như thể họ nhìn thấy những con voi màu hồng hoặc những con thỏ màu hồng trong khi say.
- Ở châu Á, con voi gắn liền với hoàng gia: Đáng chú ý nhất ở Thái Lan và Ấn Độ, voi là biểu tượng của hoàng gia. Ở một khu vực Đông Nam Á, những con voi thường sẽ chở những người thuộc tầng lớp cao cấp hoặc những người săn hổ trên lưng voi (ghế bành). Voi thường được đặt tên là "Hannibal", liên quan đến tướng Haniban của người Carthage, người đã vượt qua dãy Alps với những con voi chiến.

### Hươu nai

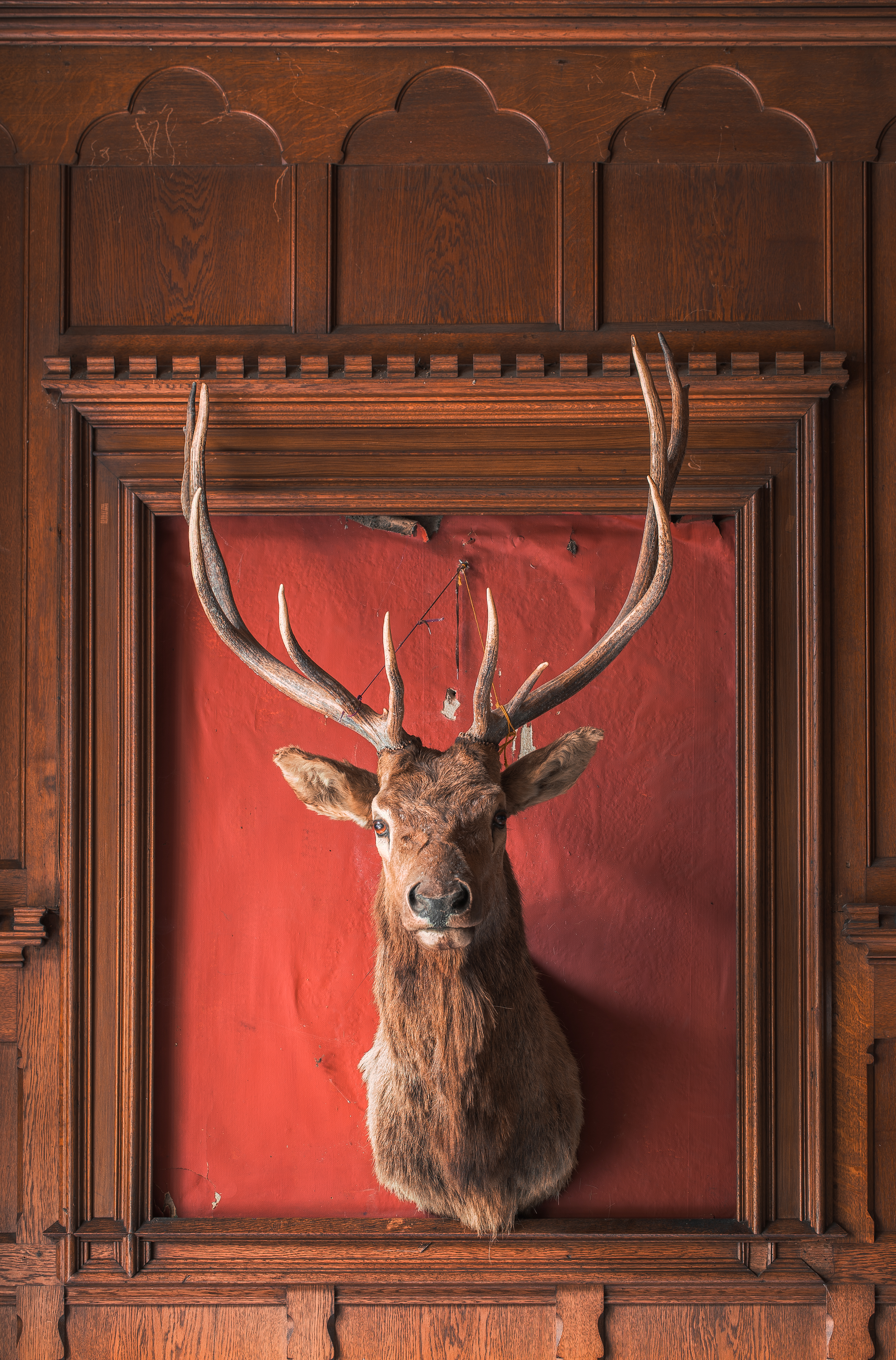
Chiến tích săn bắn trong thiết kế nội thất kiểu Âu châu

- Con nai khôi vĩ: Những loài hươu nai trong văn hóa tây Phương được liên kết phổ biến với sự diệu kỳ của thiên nhiên và núi rừng nói riêng, những con nai đực (thường là giống hươu đỏ) là hình tượng của sức mạnh và sự nam tính. Gạc của chúng có hình dáng của một chiếc vương miện, làm cho cái đầu của chúng trở thành biểu tượng phổ biến trong huy hiệu và cúp danh hiệu săn bắn (chiến tích săn bắn), tương tự, sinh vật rồng Phương Đông và kỳ lân Phương Đông cũng có cặp sừng dễ nhận biết của loài hươu.
- Con nai sừng tấm chậm lỳ: Các nhân vật hoạt hình Bullwinkle J. Moose và Lumpy được miêu tả là chậm chạp, cũng như Rutt và Tuke từ Brother Bear.Sam Winchester từ Supernatural thường được so sánh với một con nai sừng vì chiều cao của anh ta và thói quen nói rõ ràng của Winchesters.
- Con nai nhỏ bé bỏng dễ thương, ví dụ: The Yearling, Rudolph chú tuần lộc mũi đỏ, Bambi và Faline. Vì những con nai còn non trông có dáng vẻ dễ thương, non nớt và thường chiếm lấy tình cảm của nhiều người nên chúng thường được khuôn mẫu là các sinh vật bé bỏng, dễ mến.
- Tuần lộc nói riêng được liên kết với các ngày lễ Giáng sinh, được mô tả theo truyền thống là bầy đàn xe tuần lộc của ông già Noel. Ví dụ: Tuần lộc mũi đỏ Rudolph, tuần lộc Robbie. Các loài tuần lộc nhìn chung phổ biến ở các nước Bắc Âu.
- Con hươu Sang Kancil (hươu chuột) thông minh lém lỉnh: Ở Malaysia và Indonesia, một số câu chuyện dân gian tồn tại về một kẻ lừa đảo là con nai Kancil đánh lừa con người và động vật mạnh hơn chính nó bằng những vố đau để giúp nó trốn thoát kẻ thù hùng mạnh.
- Con hươu cao cổ hiền lành: Hươu cao cổ thường được rập khuôn là những sinh vật hiền lành và đáng yêu, một hình ảnh xuất phát từ thực tế rằng chúng là những động vật cao và mảnh khảnh. Vì lý do tương tự, họ cũng thường được miêu tả là nữ. Cái cổ của hươu cao cổ thường được miêu tả như thể chúng có thể hoạt động như một cái thang, cầu thang hoặc thậm chí là một cầu trượt. Điều này không có cơ sở thực tế vì cổ của hươu cao cổ sẽ không đủ mạnh để đỡ trọng lượng của con người. Trong cuốn sách dành cho trẻ em, Cecily G. và Nine Monkeys, chú hươu cao cổ Cecily được sử dụng như một chiếc thang trong trường hợp khẩn cấp hỏa hoạn.

### Loài thú khác
- Gấu: Hình ảnh con gấu ngái ngủ, đờ khờ, lười biếng, nhưng đáng yêu như chú gấu bông. Hình ảnh của một chú gấu bông đáng yêu rất mạnh mẽ trong văn hóa đại chúng đến nỗi lật đổ hình ảnh này, miêu tả một con gấu dễ thương gây sốc hoặc đáng yêu, đã trở thành một khuôn mẫu hiện đại. Con gấu mạnh mẽ và độc ác: Một số khu vực châu Âu có gấu trong tay, bao gồm cả Berlin. Con gấu cũng là biểu tượng quốc gia hoặc Nga. Trong thần thoại, những con gấu mạnh mẽ cũng rất phổ biến. Thuật ngữ mama grizzly (mẹ gấu) dùng để chỉ những người mẹ bảo vệ con mình bằng sự hung dữ. (xem thêm: Hình tượng gấu trong văn hóa).

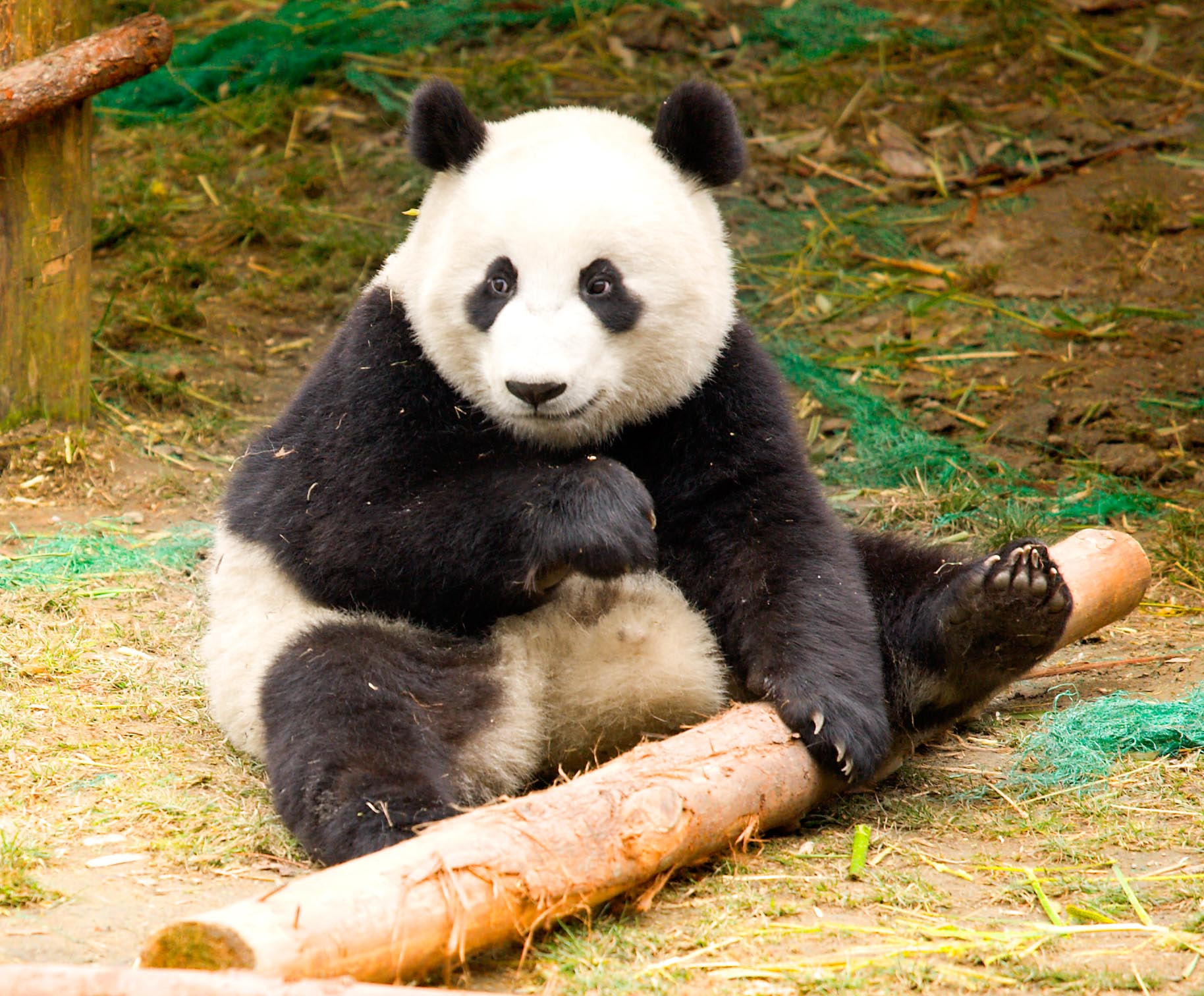
Gấu trúc được hình mẫu như một con vật dễ thương

- Gấu Bắc cực: Những chú gấu Bắc cực lông trắng dễ thương, thân thiện. Tuy nhiên thực tế gấu bắc cực là những kẻ săn mồi ăn thịt
- Gấu trúc lớn, âu yếm, lười biếng, dửng dưng, thích được nựng. Ví dụ: Andy Panda, Taotao, Panda truyện tranh Hà Lan, Po từ Kung Fu Panda, Penny Ling từ Littlest Pet Shop.
- Gấu trúc Koala dễ thương, đáng yêu Ví dụ: Blinky Bill, Noozles, Johnny trong Koala Kid, Little Koala Chú gấu túi thông minh hay khôn ngoan ví dụ như Kwicky Koala, Julius và Karlos trong loạt phim Ty the Tasmanian Tiger và Koala Constable từ Taz-Mania. Chúng thực sự là thú có túi chứ không phải là gấu.
- Chó rừng: tham lam và xảo quyệt (gần giống với con cáo trong truyền thống châu Âu); đôi khi bị trừng phạt nhưng thường bị bỏ quên đi. Chó rừng thường là một viên cận thần thao túng cho nhà vua.
- Báo săn siêu nhanh, thường được mô tả là một tay đua thể thao, chúng được biết đến là động vật trên cạn nhanh nhất. Tuy nhiên, nó chỉ sử dụng khả năng này khi bám theo con mồi và thậm chí sau đó cuộc rượt đuổi sẽ chỉ kéo dài khoảng một phút. Nếu nó không thể giết chết nhanh chóng, nó sẽ bỏ cuộc. Sau đó, nó sẽ cạn kiệt và giữ tốc độ bình thường. (xem thêm: Hình tượng con báo trong văn hóa)
- Hổ: Hổ được khuôn mẫu là những con vật nguy hiểm, gian ác, ăn thịt người. Con hổ hung ác như Shere Khan, The Tyger hoặc cũng được miêu tả là Con hổ anh hùng và mạnh mẽ như Tigger trong Winnie The Pooh, Dragon từ Misha, Hổ nương (Tigerress) trong Kung Fu Panda, Tony the Tiger, các chiến dịch quảng cáo cho công ty dầu mỏ Esso đã sử dụng hổ trong khẩu hiệu của họ (ới ông ba mươi). Trong văn hóa châu Á, Con hổ hung dữ và con hổ độc ác Những câu chuyện dân gian về những con hổ ăn thịt người xuất hiện thường xuyên ở Hàn Quốc. Đôi khi hổ có thể cả tin hoặc trung thành. Ở Ấn Độ, hổ là biểu tượng của sức mạnh và lòng can đảm; được tôn vinh là động vật quốc gia của Ấn Độ. (xem thêm: Hình tượng con hổ trong văn hóa và tục thờ hổ).

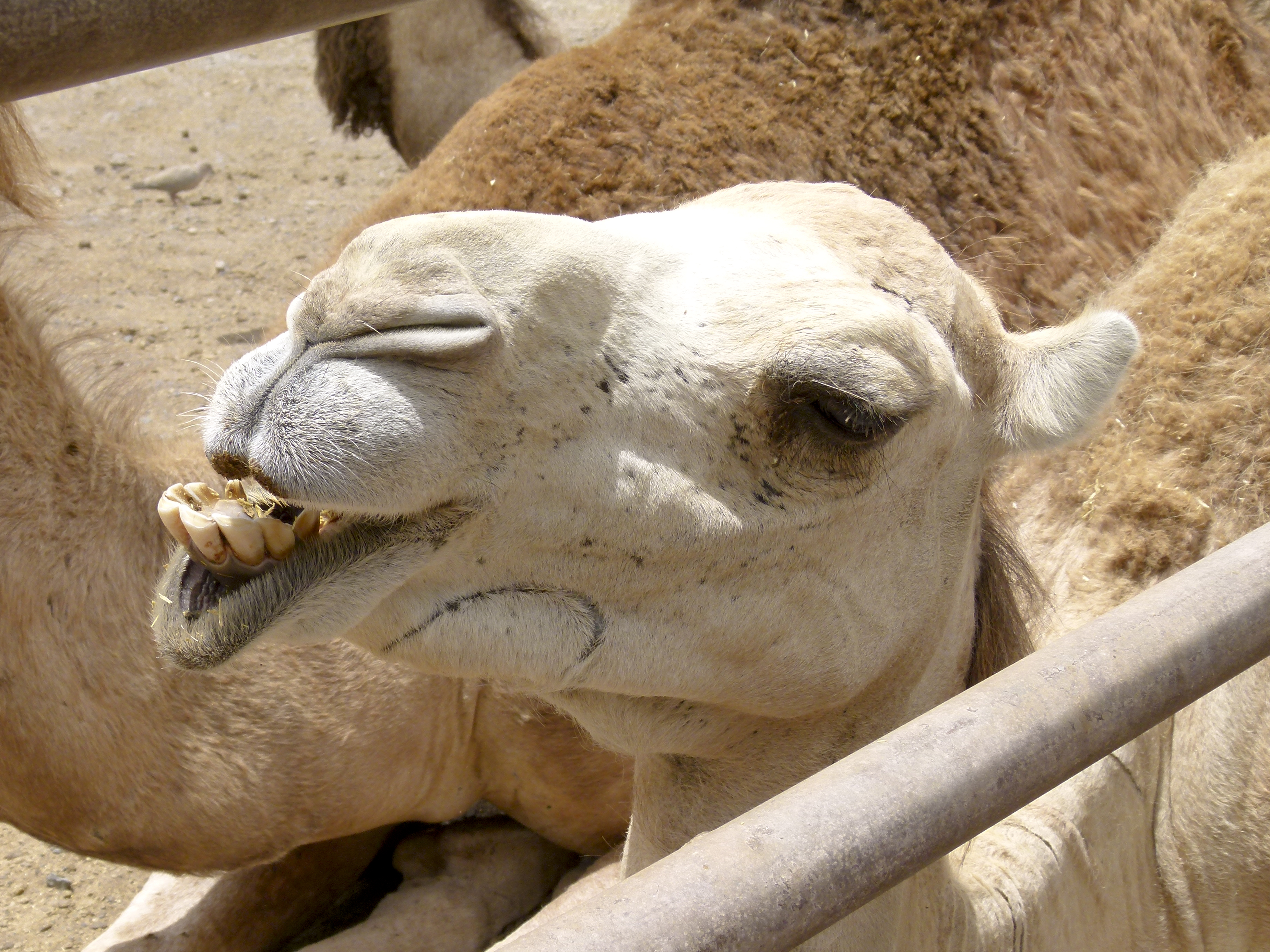
Con lạc đà với cai môi trề và nhai trệu trạo

- Lạc đà: Con lạc đà thô lỗ, hợm hĩnh, cục cằn và hay bị cường điệu hóa với cái mặt dài ngoằng và cái môi trề thường nhai trệu trạo. Chúng thường đi theo đàn và có thái độ khá dửng dưng. Lạc đà Llama hay khạc nhổ vì Llama có hành vi nhổ vào người trong cuộc sống thực, nhưng trái với những gì hầu hết mọi người nghĩ rằng chúng không thực sự nhổ nước bọt mà là dịch vị từ dạ dày của nó.
- Tê giác: Tê giác hung dữ hoặc hung ác và tê giác dễ nổi khùng, hiếu chiến và cứng đầu. Chúng là nhân vật trong Ninja rùa với lợn lòi (lợn lòi điên và tê giác khùng)
- Hà mã: Con hà mã được khuôn mẫu một sinh vật béo phì và bụ bẫm, háu ăn, lặng lẽ và ơ hờ: Giống như bất kỳ động vật có vú lớn khác, trong văn hóa đại chúng, hà mã có xu hướng rập khuôn là không thông minh và thường không nói gì làm chi cho nhiều. Trên thực tế đây là sự hình mẫu sai lầm của con người, hà mã là một loài động vật hung dữ bậc nhất châu Phi, chúng dễ nổi nóng, hung hăng và là động vật giết người nhiều nhất châu Phi với số nạn nhân chúng gây ra nhiều hơn các loài ăn thịt cộng lại.
- Chuột túi: Gồm Kanguru và wallabies: Một huyền thoại khác liên quan đến chuột túi là mọi người có thể trèo vào bên trong túi của nó và được mang theo, điều này là không thể. Quan niệm sai lầm chung này đã được đưa ra một cách nổi tiếng trong tập phim The Simpsons Bart vs. Australia và phim Chuột túi mẹ nuôi dưỡng.

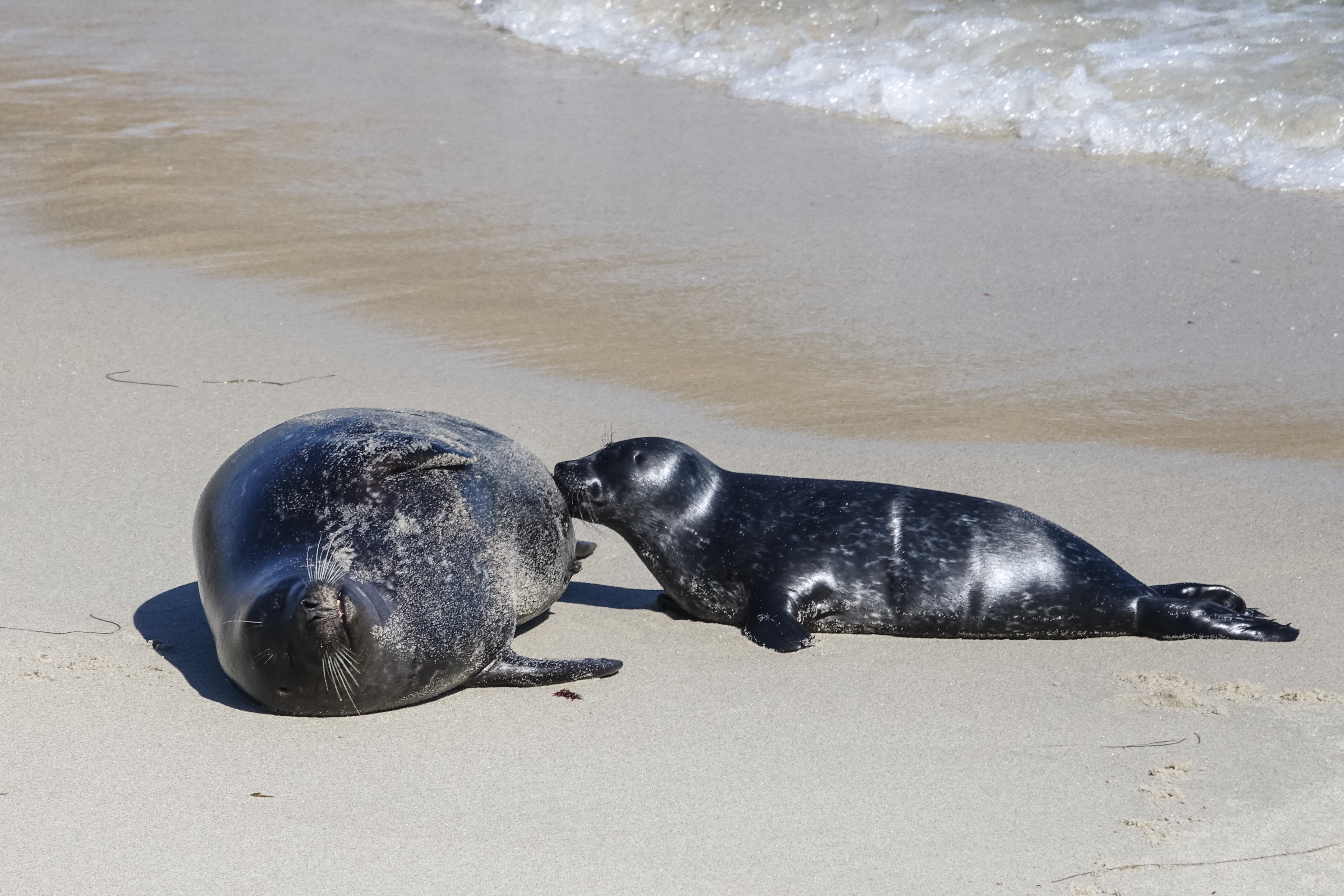
Những con hải cẩu béo múp và tròn lẵn như một cây xúc xích di động, trên thực tế chúng là con mồi ưa thích của cá mập và cá voi sát thủ

- Rái cá thông minh và tinh nghịch, hiếu động, ví dụ như nhân vật Marlene ở Chim cánh cụt Madagascar, và nhân vật Rái cá Rarka. Trong văn hóa châu Á, rái cá cũng được khuôn mẫu là những sinh vật thông minh.
- Hải ly: Hải ly chăm chỉ, mẫn cán. Hình ảnh này dựa trên thực tế là các hải ly luôn xây dựng các con đập hải ly và dẫn đến biểu hiện câu nói tiếng Anh "bận rộn như một con hải ly" hay câu nói: an eager beaver: người tham công tiếc việc
- Hải cẩu: Hài hước, vui tươi, tinh nghịch hay trồi lên, ngụp xuống trong nước, chúng thường được miêu tả có thân hình tròn lẵn, béo mập, bóng mượt nõn nà như cây xúc xích.
- Hải tượng thường được nhân hóa thành những người đàn ông hói, nặng, có bộ ria mép rậm rạp. Thông thường họ là những thuyền trưởng gắt gỏng hoặc những doanh nhân xã hội cao không thể tin tưởng được.
- Chồn Opossum treo ngược bằng đuôi của nó. Đây là một truyền thuyết đô thị. Một con chồn opossum sử dụng cái đuôi của nó để giữ thăng bằng trong khi leo trèo, nhưng trọng lượng cơ thể trưởng thành của nó khiến nó không thể treo trên cây bằng đuôi một mình. Chúng được biết đến vì hành vi giả chết và thường được hình mẫu là một trò chơi khăm.

Khi bị đe dọa bởi những kẻ săn mồi, một con opossum có thể rơi vào trạng thái giả chết  như thể nó đã chết. Hành vi này ngăn chặn những kẻ săn mồi, như một con vật đột nhiên chết có thể bị bệnh. Trong khi opossums giả chết, con người thường hiểu sai nó như thể con vật chỉ bị ngất. Opossums cũng thường được cho là những con chuột khổng lồ, là loài gặm nhấm nhưng chúng thực sự là thú có túi.

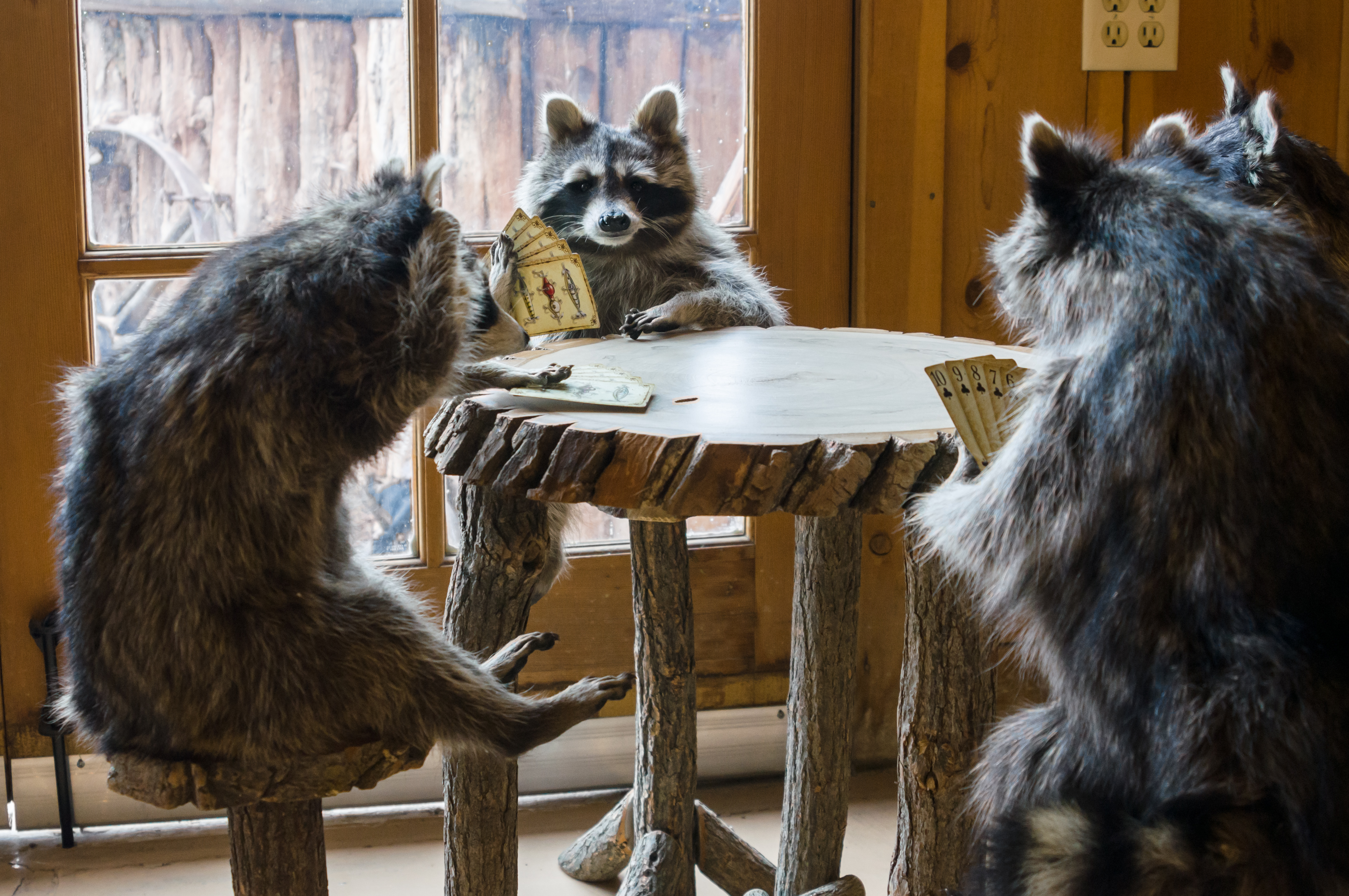
Gấu mèo được mô tả như những kẻ trộm vặt vì khuôn mặt và thói quen lục lọi của chúng

- Gấu mèo (Racoon): Con gấu trúc chồn là kẻ phạm tội trộm cắp và nhặt rác, vì sự tương đồng trong khuôn mặt có đường kẻ màu đen giống như tên trộm/đạo chích và thói quen lén lút của nó, gấu trúc chồn được khuôn mẫu là những kẻ trộm và thường lục lọi sau vườn, nhà bếp. Trong văn hóa dân gian Nhật Bản, chó Tanuki và gấu trúc, có liên quan, đại diện cho kẻ lường gạt.
- Chồn: Con chồn lén lút và trộm cắp luôn tìm cách chạy trốn, chúng cũng thuộc nhóm trộm vặt. Trong văn hóa phương Tây khi gọi ai đó là chồn có nghĩa là gọi ai đó phản bội.
- Chồn hôi: Được khuôn mẫu là những con vật xì hơi liên tục. Các nhân vật con người thường chạy loạn xạ khi ngửi thấy mùi hôi của chúng. Trên thực tế không lúc nào chồn hôi cũng xì hơi.
- Cầu Manggut (Mongoose): thú cưng trung thành và hữu ích, nổi tiếng là con vật thiên địch với loài rắn.
- Con Lửng được xem là nhân vật gây phiền nhiễu, phiền toái (trong tiếng Anh có câu: badger someone: mè nheo ai đó)
- Sóc: Được khuôn mẫu là con vật hiếu động, liến thoắng. Điều này được bắt nguồn từ tốc độ cực nhanh của chúng. Trong phim hoạt hình, những con sóc hoặc sóc chuột thường sẽ nói với giọng nói tăng tốc liên thanh. Thông thường trong phim, sóc chỉ đảm nhận vai phụ.
- Con lười: Con lười là kẻ lười biếng, chậm chạp, ù lì, dửng dưng. Định kiến này phần lớn là đúng, vì những con lười thực sự di chuyển rất chậm trong thực tế do sự trao đổi chất của chúng rất thấp. Chúng được đặt tên cho một trong bảy tội lỗi chết người, lười biếng, có nghĩa là thờ ơ tâm linh. Nhưng chú lười ℅Sid thời tiền sử trong các bộ phim Kỷ băng hà được miêu tả là sống động và nói nhanh, trái ngược với khuôn mẫu "chậm lỳ" và ù lì. Tuy nhiên, anh ta cũng được miêu tả là ngây thơ và ngốc nghếch.
- Tê tê: Vì các loài tê tê có thể cuộn mình thành một quả bóng để tự vệ khỏi bị tổn hại, hình ảnh này rất phổ biến trong phim hoạt hình như những động vật kỳ lạ và vô hại.

## Hình mẫu loài chim

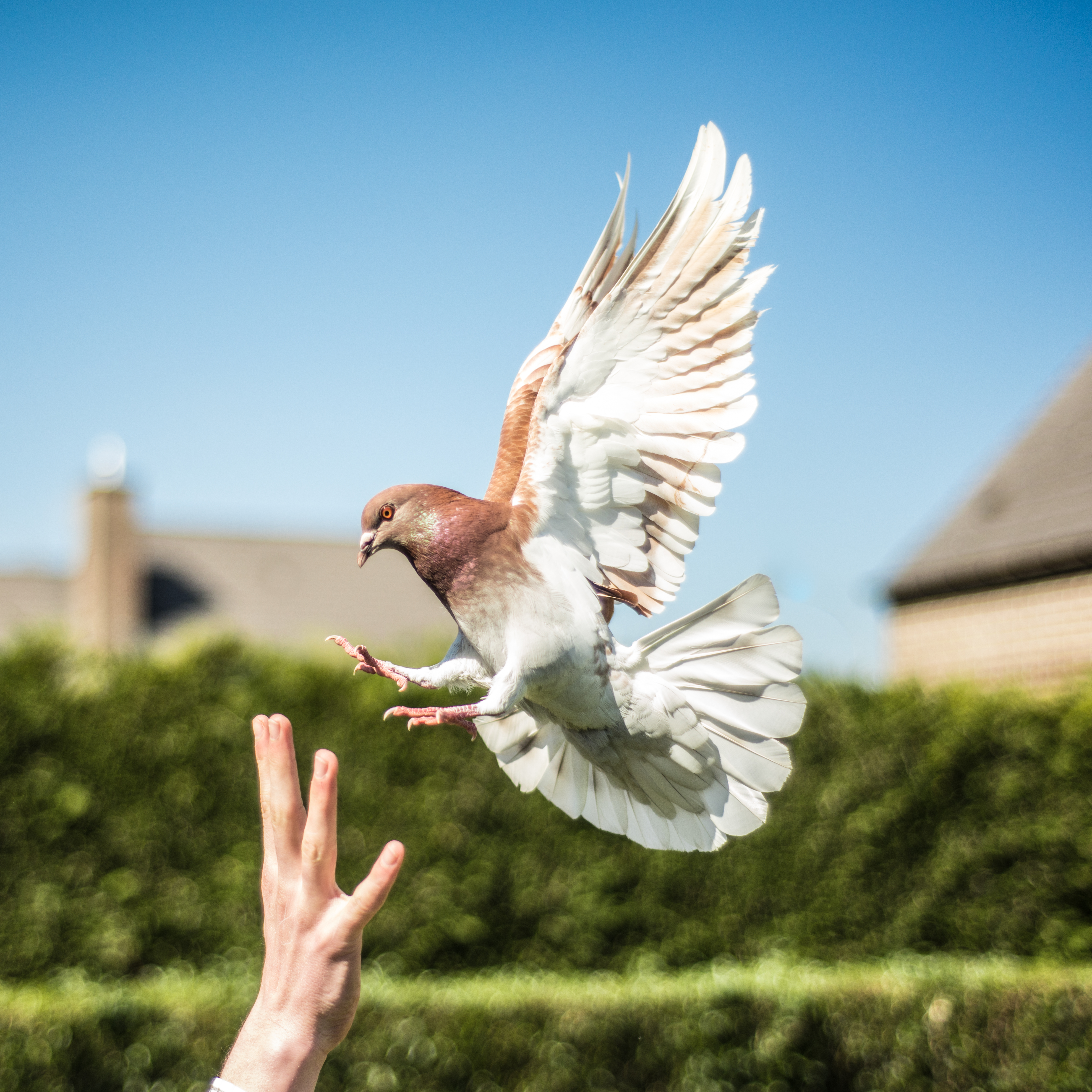
Bồ câu loài chim tượng trưng cho hòa bình

Chim nói chung thường được miêu tả là ngu ngốc và thường là vô hại. Có nhiều truyền thuyết đô thị về việc những con chim trở nên ngu ngốc đến mức chúng vô tình làm tổn thương hoặc tự sát. Một số loài chim có mối liên hệ với vẻ đẹp, hòa bình và tình yêu. Thực tế là tiếng kêu của loài chim biết hót cũng đã góp phần vào một thông điệp hòa bình, vẻ đẹp và yên bình.
Ngôn ngữ tiếng Anh có biểu hiện chim chóc, dành cho những người không sáng sủa (an odd bird: người dị hợm, quái đản). Một thành ngữ khác, "ăn như chim" (rỉa), xuất phát từ quan niệm rằng chim có cảm giác thèm ăn vặt. Một số câu tiếng Anh về loài chim như: "an early bird": người hay dậy sớm; "a home bird": người thích ở nhà; "a rare bird": của hiếm; "a bird's eye view": nhìn bao quát.
Một câu chuyện thường được kể rằng khi con người chạm vào trứng của chim hoặc chim con, mẹ của chúng sau đó sẽ từ chối chúng, vì mùi hương của con người. Đây là một truyền thuyết đô thị, không được khoa học xác thực bởi vì chim có khứu giác hạn chế và không thể phát hiện mùi hương của con người. Câu chuyện có khả năng được nghĩ ra để ngăn mọi người vô tình làm vỡ trứng hoặc tách chim con ra khỏi chim bố mẹ. 

### Con gà

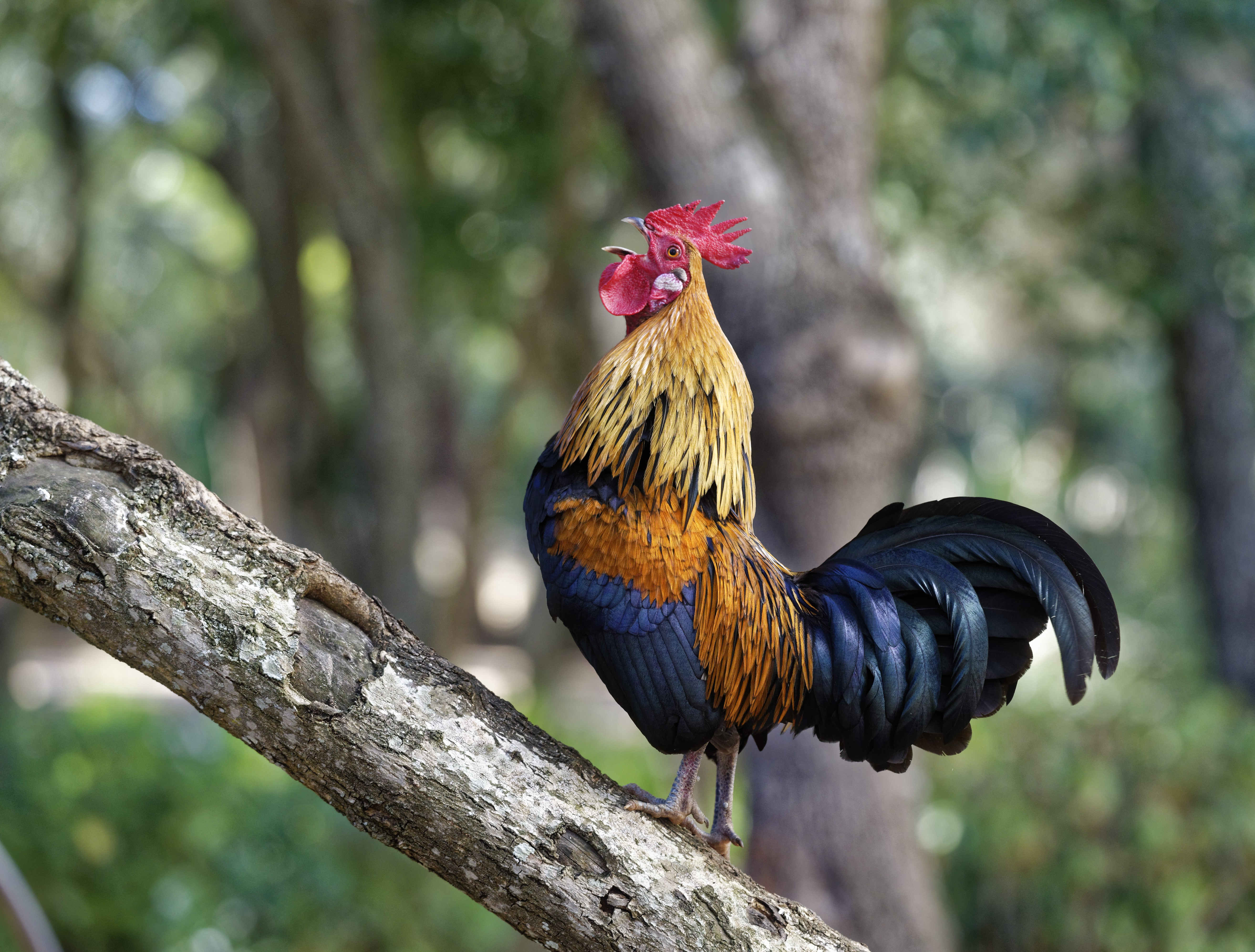
Gà trống cất tiếng gáy vang là biểu tượng của quân tử

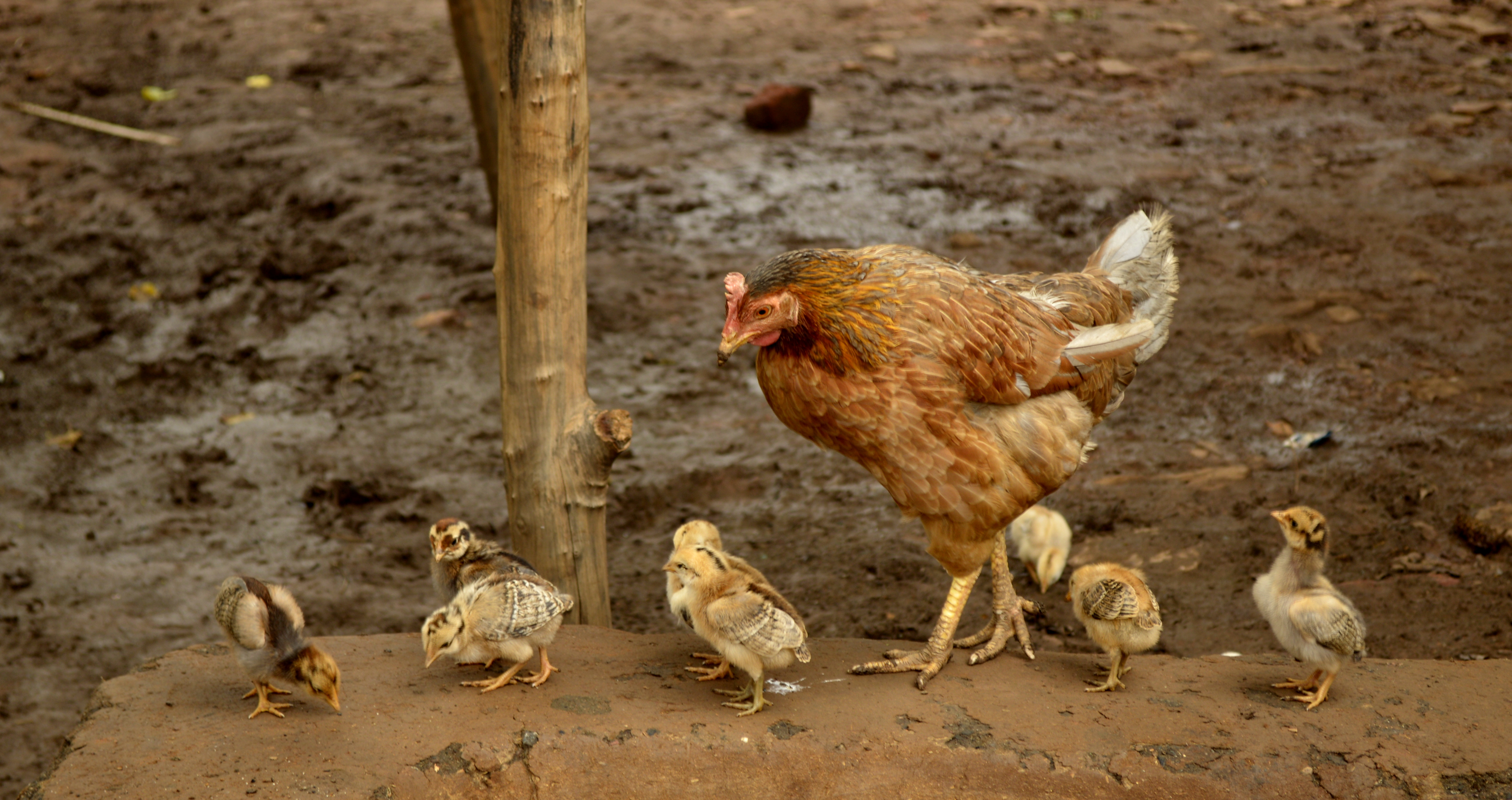
Gà mái được khuôn mẫu là những bà mẹ tận tâm

- Con gà ngu ngốc, hèn nhát và dễ sợ hãi: Vì gà không thể bay rất cao nên chúng có xu hướng chạy xung quanh bất cứ khi nào chúng sợ điều gì đó. Điều này khuyến khích hình ảnh khuôn mẫu của chúng là những sinh vật lặng thinh và dễ hoảng loạn. Trong nhiều ngôn ngữ, cụm từ "chạy lăng xăng" cũng thể hiện hình ảnh này.
- Gà gợi cảm: Trong nhiều ngôn ngữ, từ "gà" được sử dụng để mô tả một người phụ nữ hấp dẫn (ám chỉ về gái điếm). Một con gà mái đêm là một bữa tiệc độc thân cho phụ nữ.
- Gà mái: Trong số tất cả các loài động vật, chúng có xu hướng rập khuôn nhiều nhất là những nhân vật người mẹ với tinh thần trách nhiệm và khéo chăm con, rất bảo bọc những chú gà con của chúng trước chim săn mồi như quạ và diều hâu, rồi cáo, chồn.
- Con gà hài: Cũng giống như vịt, gà có cách đi bộ thú vị và vì vậy thường được miêu tả là ngớ ngẩn. Chú gà con dễ thương như Henny Penny, Chicken Little, Booker, Calimero
- Con gà trống là động vật đa thê: Khi gà trống đối thủ xâm nhập vào lãnh thổ của chúng, chúng sẽ tấn công chúng quyết liệt như trong các trận đá gà. Do đó, con người thường rập khuôn họ là những con trống mạnh mẽ, cứng rắn, mưu mô. Các từ "cocky" và "cockure" trong tiếng Anh dùng để chỉ hành vi quyết đoán, kiêu ngạo. Trong tiếng Anh, từ "cock" cũng được dùng làm tiếng lóng chỉ "dương vật".
- Một số quốc gia hoặc cộng đồng sử dụng gà trống làm biểu tượng đáng tự hào của họ ví dụ như gà Gô loa. Gà trống thường đứng trên những mô cao, trông chừng nhóm của chúng. Khi nó phát hiện ra nguy hiểm nó sẽ gáy to báo hiệu. Điều này khiến mọi người miêu tả những con gà trống như những người khao khát sự chú ý và chịu đựng những ảo tưởng về sự vĩ đại. Hình ảnh con gà trống đậu trên cao cũng rất phổ biến trong các truyền thống Kitô giáo, nơi các bức tượng gà trống thường được đặt trên đỉnh của nhà thờ
- Con gà trống có tiếng gáy báo hiệu bình minh: Người ta tin rằng gà trống kiểm soát ánh sáng ban ngày. Mặc dù gà trống thực sự gáy vào lúc bình minh và do đó thường được sử dụng làm đồng hồ báo thức nguyên mẫu trong các thế kỷ qua, nhưng chúng có thể và sẽ gáy bất cứ lúc nào trong ngày, không chỉ vào buổi sáng. Ý tưởng rằng gà trống sợ bóng tối đi xa dẫn đến sự tôn thờ của nó trong các hệ thống niềm tin tôn giáo khác nhau. Trong tiếng Anh, từ "cock-crow" là từ đồng nghĩa với "sáng sớm".

### Con vịt

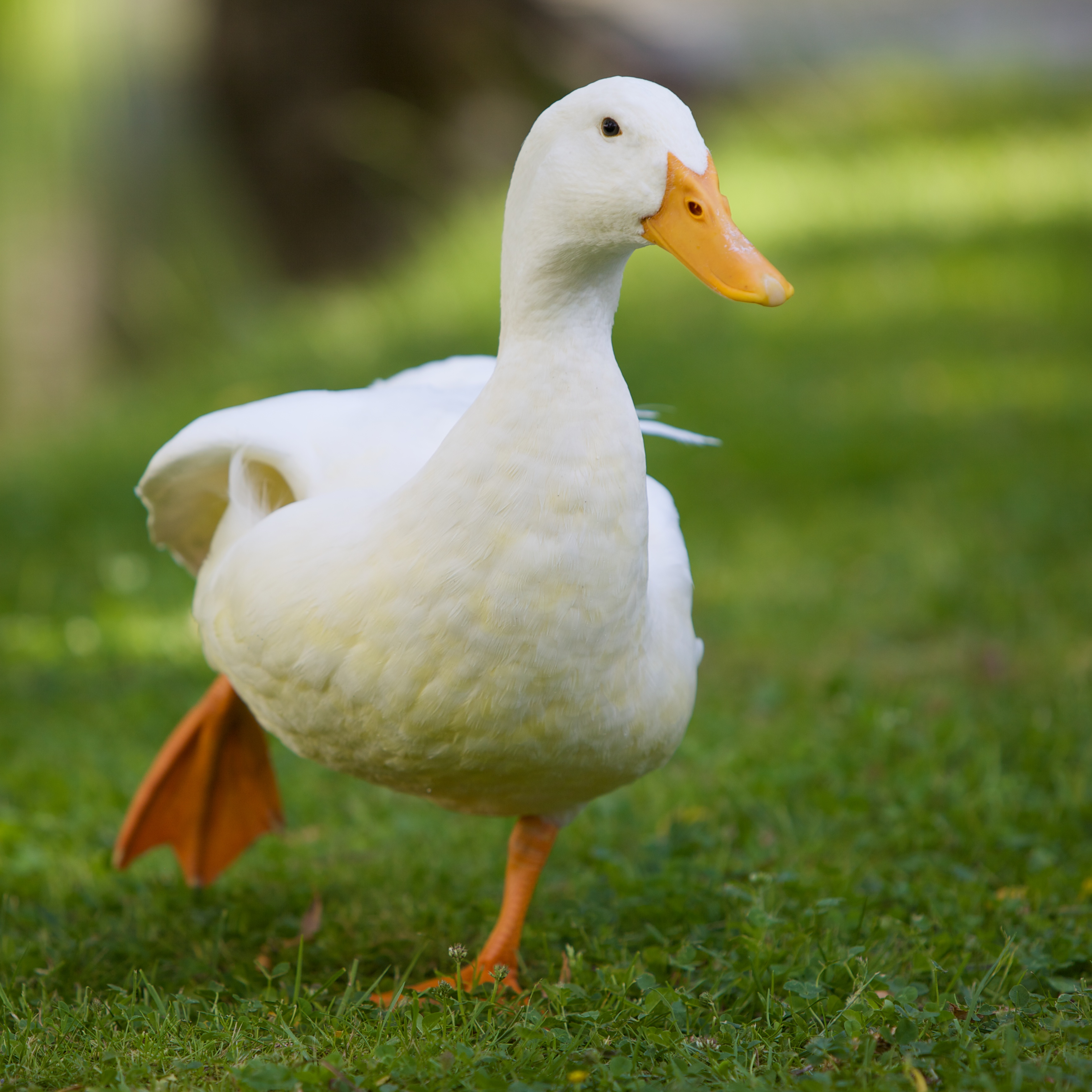
Một con vịt nhà với dáng đi lạch bạch thường tạo sự hài hước

- Vịt nói chung rất phổ biến như những nhân vật hài hước trong truyện tranh và phim hoạt hình. Điều này có thể được quy cho việc đi bộ và dáng đi lạch bạch và tiếng kêu quạc quạc của nó, điều này có một số điểm tương đồng với tiếng làu nhàu của con người. Ví dụ cụ thể về những chú vịt hài hước trong tiểu thuyết: Vịt Donald, Vịt Daffy, Wammes Waggel, Thanh tra Canardo, Alfred Jod Focus Kwak.
- Con vịt kiêu ngạo, dễ kích động, dễ bị kích động, không thông minh như nó nghĩ. Ví dụ: Vịt Donald, Vịt Daffy, Vịt Plucky, Bill và các nhân vật vịt khác như Vịt Darkwing, Bá tước Vịt, Vịt Howard, Vịt. Trong tiếng Anh, một con vịt què/a lame duck chỉ về một người thất bại.
- Vịt con dễ thương ví dụ: Vịt con xấu xí, Huey, Dewey và Louie, Lucky Ducky, Little Quacker, Yakky Doodle, Witzy, Suzy Ducken, từ Suzy's Zoo Alfred Jod Focus Kwak, đồ chơi vịt cao su.

### Bồ câu
- Chim bồ câu hòa bình: Chim bồ câu hòa bình là một mô típ phổ quát của chủ nghĩa hòa bình và hòa bình.Trong những câu chuyện trong Kinh thánh, chim bồ câu thường được sử dụng như một dấu hiệu của thiện chí hoặc một sứ giả hòa bình. Câu chuyện ông Nô-ê thả một con chim bồ câu sau khi trận đại hồng thủy kết thúc. Đây là một trong những nguồn gốc của hình ảnh chim bồ câu ngậm nhành ôliu như là biểu tượng của hòa bình và thiện chí. Ngày nay chim bồ câu thường được phóng sinh và thả từ lồng ra ngoài trời để khánh thành một sự kiện đặc biệt.
- Cặp đôi bồ câu yêu thương: Chim bồ câu ở châu Âu nói riêng đã trở thành một biểu tượng của tình yêu.
- Chim bồ câu câm lặng: Giống như hầu hết các loài chim bồ câu khác thường được miêu tả là ngu ngốc. Trong tiếng địa phương Flemish, từ "simpele duif" là một thuật ngữ mang tính miệt thị dùng để chỉ những người câm hoặc ngây thơ.

### Con quạ

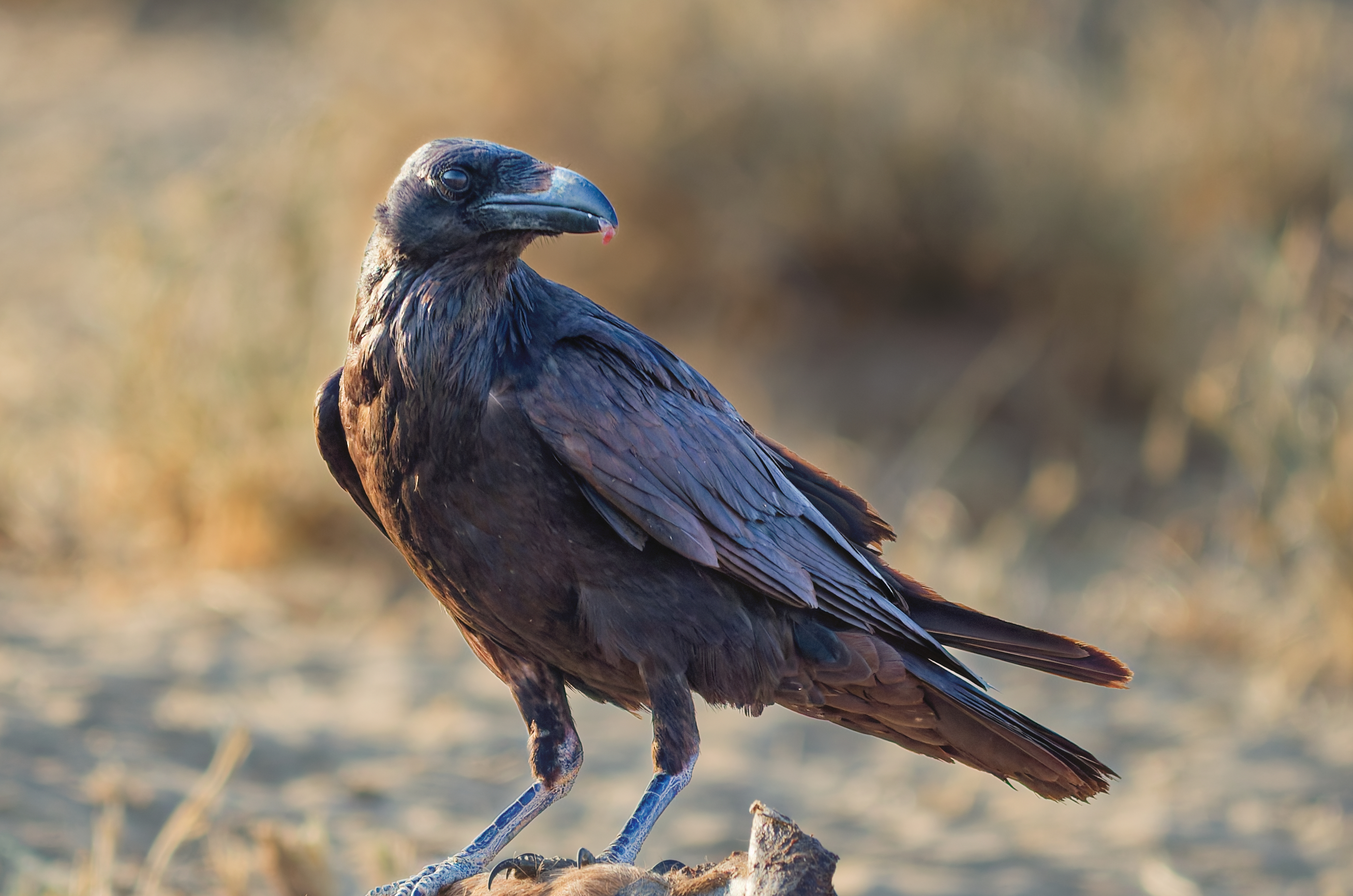
Qua đen đang rỉa xác

Quạ trong dân gian cổ đại thường được xem là điềm báo của sự chết chóc và hủy diệt, như được miêu tả trong bài thơ "The Raven" của Edgar Allan Poe, rồi trong các thần thoại của người Celtic và Ailen, nữ thần chiến tranh thường xuất hiện dưới hình dạng một con quạ hoặc quạ. Định kiến về những con quạ miêu tả cái chết có thể xuất phát từ thực tế là chúng thường được nhìn thấy đang ăn thịt người trong trận chiến của những người lính đã chết sau trận chiến. Khi ai đó lọt vào mắt của quạ là báo hiệu cái chết cận kề.
Quạ thông thường là quạ đen cũng thường được miêu tả là nhân vật phản diện, những kẻ được miêu tả là những kẻ lừa đảo, nhưng Salomo là con quạ trong Paulus the woodgnome, người được miêu tả là rất khôn ngoan và uyên bác. Con quạ người Mỹ gốc Phi là tên gọi miệt thị vào thế kỷ 19 và đầu thế kỷ 20, người Mỹ da trắng thường so sánh người da đen với quạ, do màu đen của con chim này. Ở Việt Nam cũng có câu so sánh giữa công và quạ, cũng mang hàm nghĩa tương đồng. Có câu ngạn ngữ: "Quạ không mổ mắt quạ". Hình ảnh con quạ gắn liền với mụ phù thủy và thường bay túa ra từng những căn nhà hoang là mô típ kinh điển trong phim kinh dị.

### Đại bàng

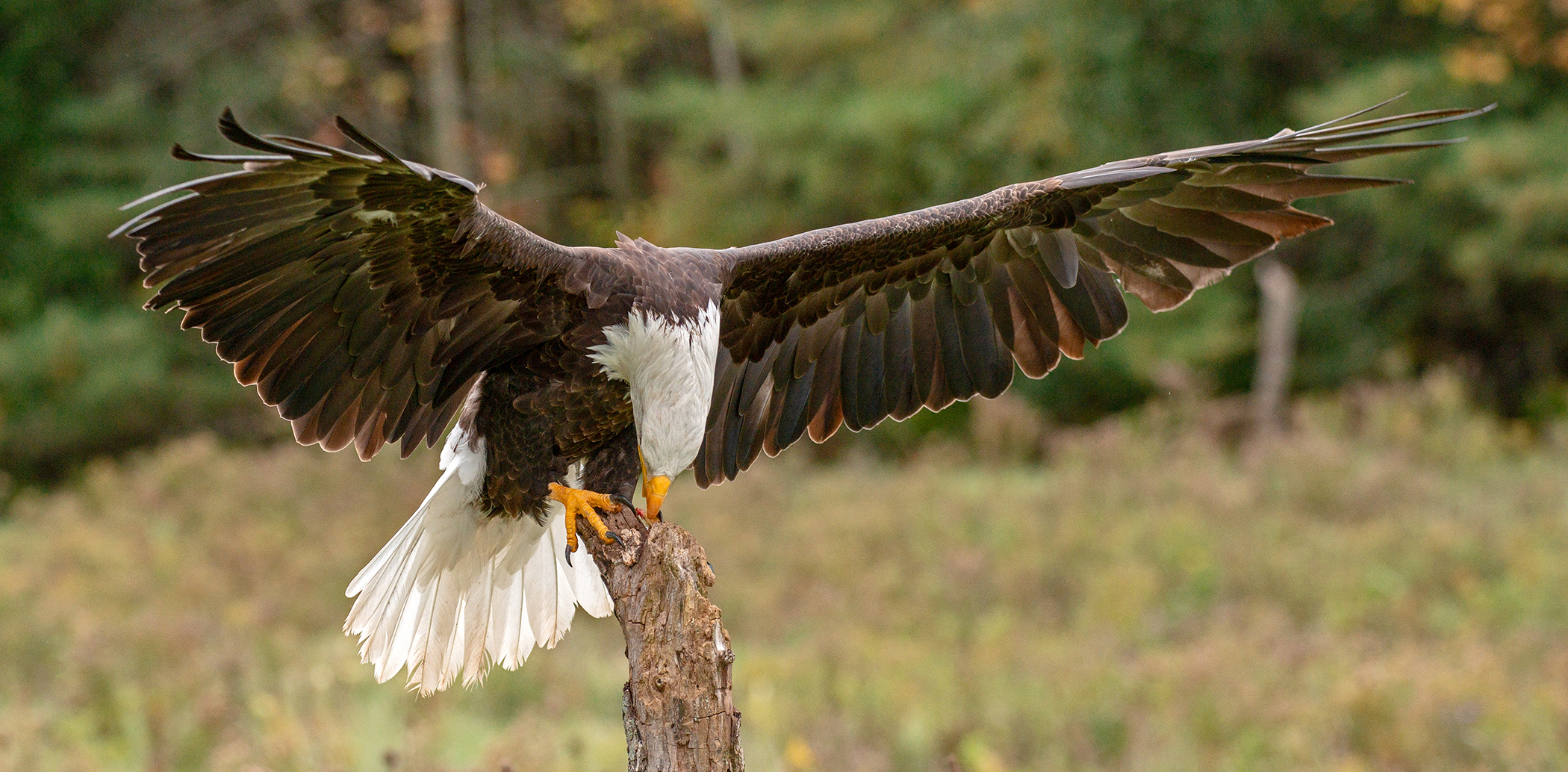
Đại bàng là hình mẫu của ý chí và sự thành công

- Đại bàng thường được miêu tả không chính xác là kẻ bắt cóc trẻ nhỏ và động vật, chúng thường được miêu tả trong các câu chuyện là những sinh vật thích tấn công con người, đặc biệt là trẻ em và nhặt chúng bằng móng vuốt để nuôi chúng cho con của chúng. Đây là một huyền thoại vì đại bàng chỉ có thể nâng tối đa 4 pound.
- Đại bàng kiêu hãnh, cao quý: Một số biểu tượng huy hiệu sử dụng đại bàng trong lá chắn vũ khí của họ hoặc như một biểu tượng quốc gia, và đại bàng là con vật biểu tượng của nước Mỹ.
- Chim ưng (Falcons), chim ó hay diều hâu, giống như đại bàng, là loài chim săn mồi. Chúng được sử dụng để giết chim bồ câu để để chặn chim bồ câu trong cả hai cuộc chiến tranh thế giới.

### Kền kền

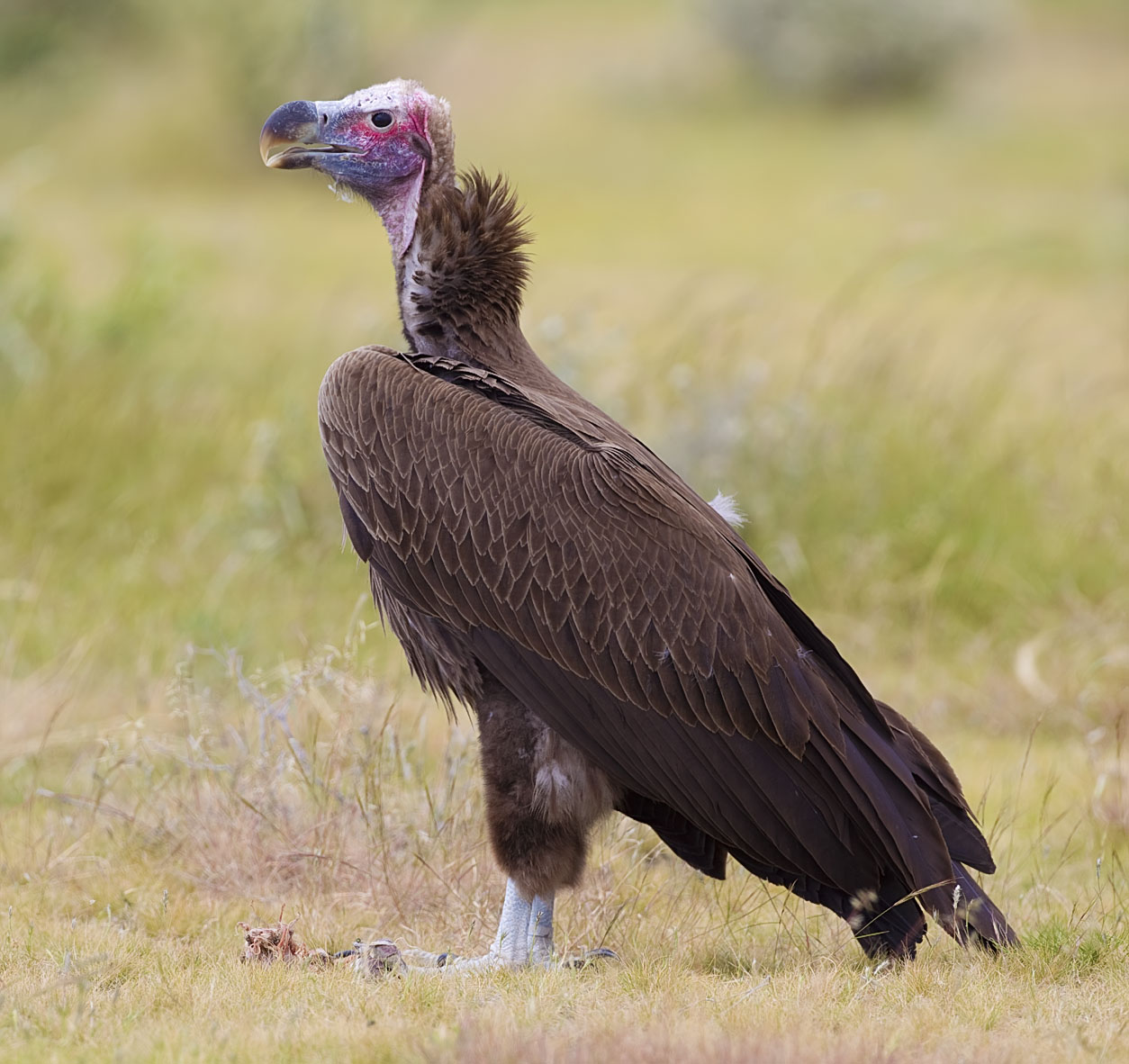
Kền kền thường được mô tả như những kẻ ăn xác thối với cái đầu trọc lóc

Hình mẫu của loài kền kền khá tiêu cực, phản diện và chịu sự khinh bỉ. Kền kền đói khát hay chực chờ con mồi hấp hối chết dần chết mòn để nhào vào ăn xác thối. Lấy cảm hứng từ thực tế rằng kền kền ăn thịt xác và xác thối. Trong văn hóa phương Tây kền kền thường bị coi là đáng ghê tởm do nó gắn liền với cái chết, chúng thường vay vòng vòng trên trời rồi xà xuống xác chết để rỉa.
Trên thực tế thì kền kền có vai trò rất quan trọng trong việc duy trì sự khỏe mạnh của cả hệ sinh thái, bằng cách dọn sạch các xác thối, chúng giúp ngăn ngừa việc phát tán các dịch bệnh trong tự nhiên, với nồng độ hàm lượng axit cao trong trong dạ dày của mình, chúng có thể tiêu hóa cả những vi khuẩn nguy hiểm như bệnh than, do đó việc dọn dẹp sạch sẽ các xác chết này cho thấy chúng là một kỹ sư sinh thái thì đúng hơn.
Các nhà đầu tư tài chính tìm kiếm các công ty hay các quốc gia đang mắc nợ để mua các loại chứng khoán ở giá thấp cũng được gọi là các quỹ kền kền. Các luật sư thu lợi từ cái chết, chẳng hạn thừa kế, ngộ sát hay các luật sư trong lĩnh vực bảo hiểm nhân thọ cũng có thể bị gọi là "kền kền". Một số nhà báo theo chủ nghĩa giật gân tìm kiếm các tin tức về các vụ phạm tội đẫm máu đôi khi cũng bị gọi là "kền kền" để chỉ các bài viết, các cây bút thường săn và đưa các tin bài bơi móc đời tư, đưa tin phiến diện không cần thiết, với một ý nghĩa tiêu cực, các cây bút chuyên săn tin mảng hình sự, liên quan đến án mạng, cướp-giết-hiếp cũng được ví von như "kền kền".

### Loài chim khác

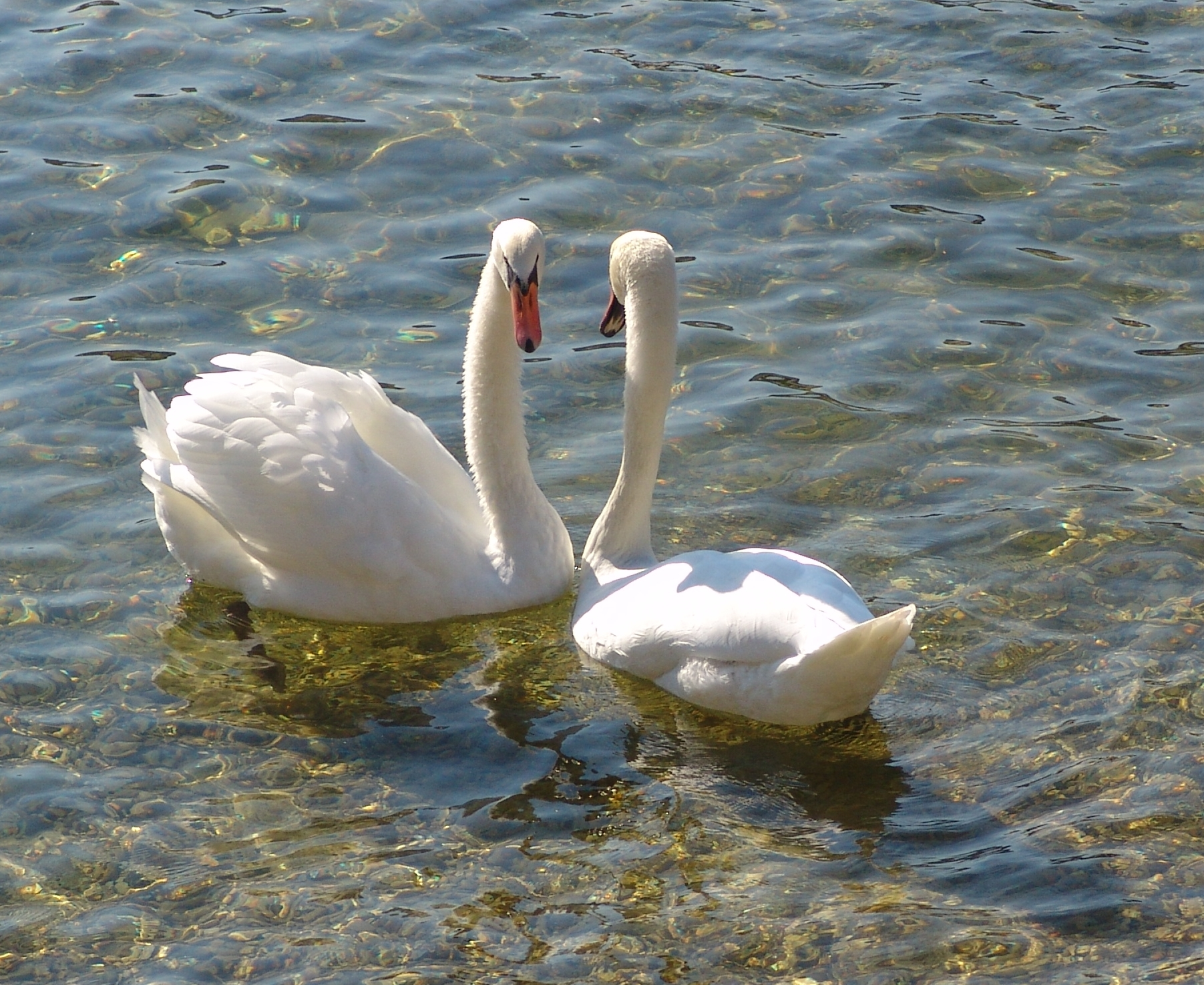
Thiên nga luôn được hình mẫu như một loài vật thủy chung và biểu tượng của tình yêu, xuất phát từ tập tính kết đôi lâu bền của chúng

- Thiên nga: Hình tượng con thiên nga xinh đẹp, duyên dáng, thanh lịch nhưng mong manh và chung tình. Vào cuối câu chuyện về "Vịt con xấu xí" thì con vịt hóa ra lại là một con thiên nga. Rồi Vở ballet Hồ thiên nga, "Công chúa thiên nga", "Bảy con thiên nga". Các nhân vật nữ trong tiểu thuyết có xu hướng mang họ "Swan" để ám chỉ vẻ đẹp của họ ví dụ như Elizabeth Swann, Bella Swan và Emma Swan. Dying Swan là một điệu nhảy ba lê rất phổ biến, dựa trên ý tưởng rằng một sinh vật xinh đẹp như thiên nga cũng là phàm nhân. Từ "bài hát thiên nga" cũng đề cập đến kiệt tác cuối cùng của một người sáng tạo (xem thêm Hình tượng thiên nga trong văn hóa).

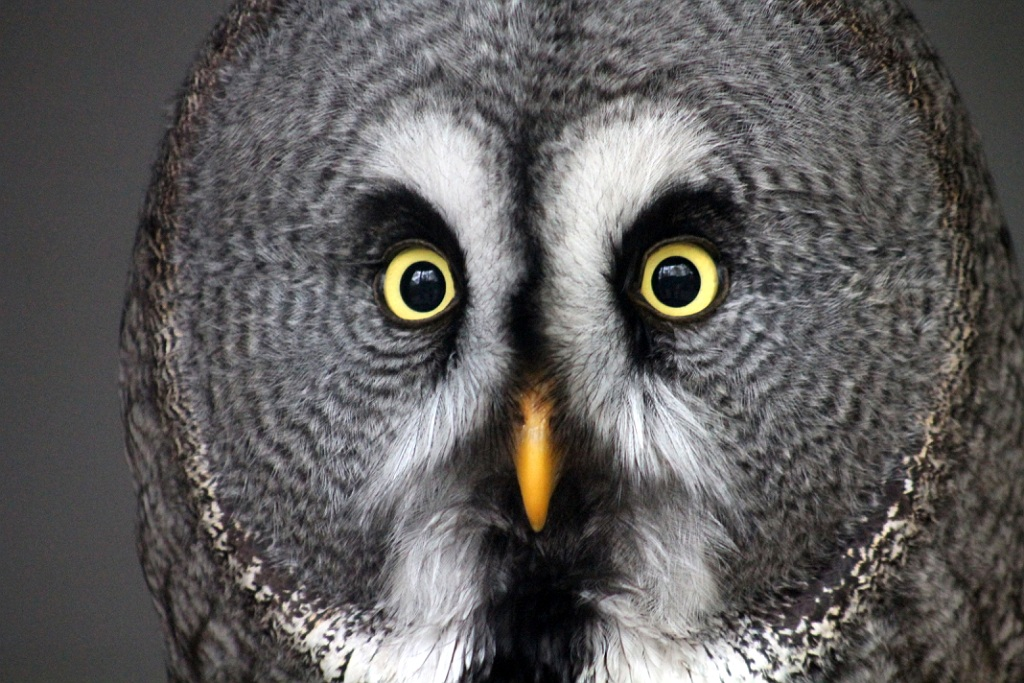
Đôi mắt của một con chim cú, cú được biểu tượng cho trí tuệ vì thói quen thức suốt đêm của chúng như những học giả tận tâm, chúng được khuôn mẫu với đôi mắt đeo cặp kiếng

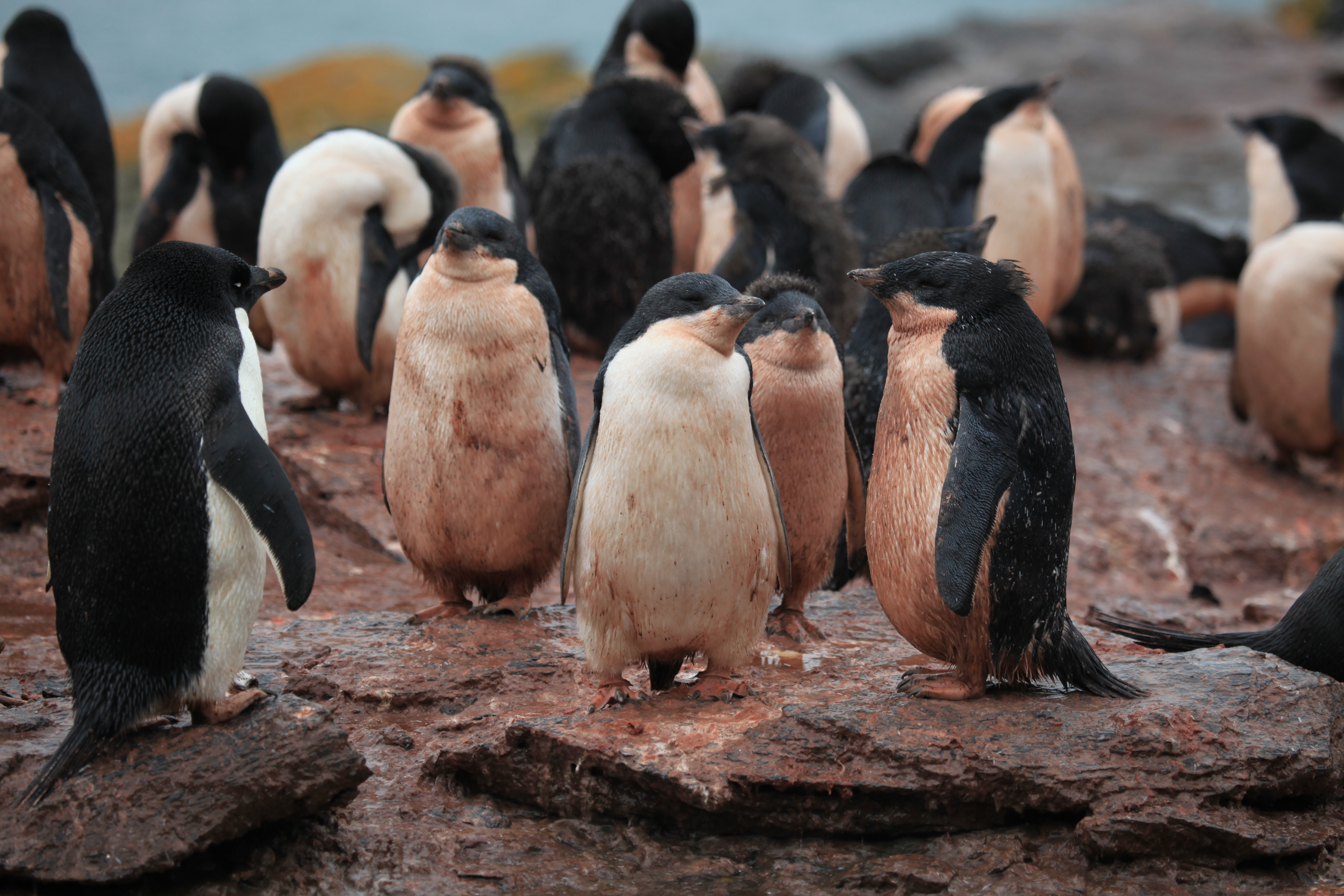
Chim cánh cụt được hình mẫu như là sinh vật ngộ nghĩnh, đáng yêu

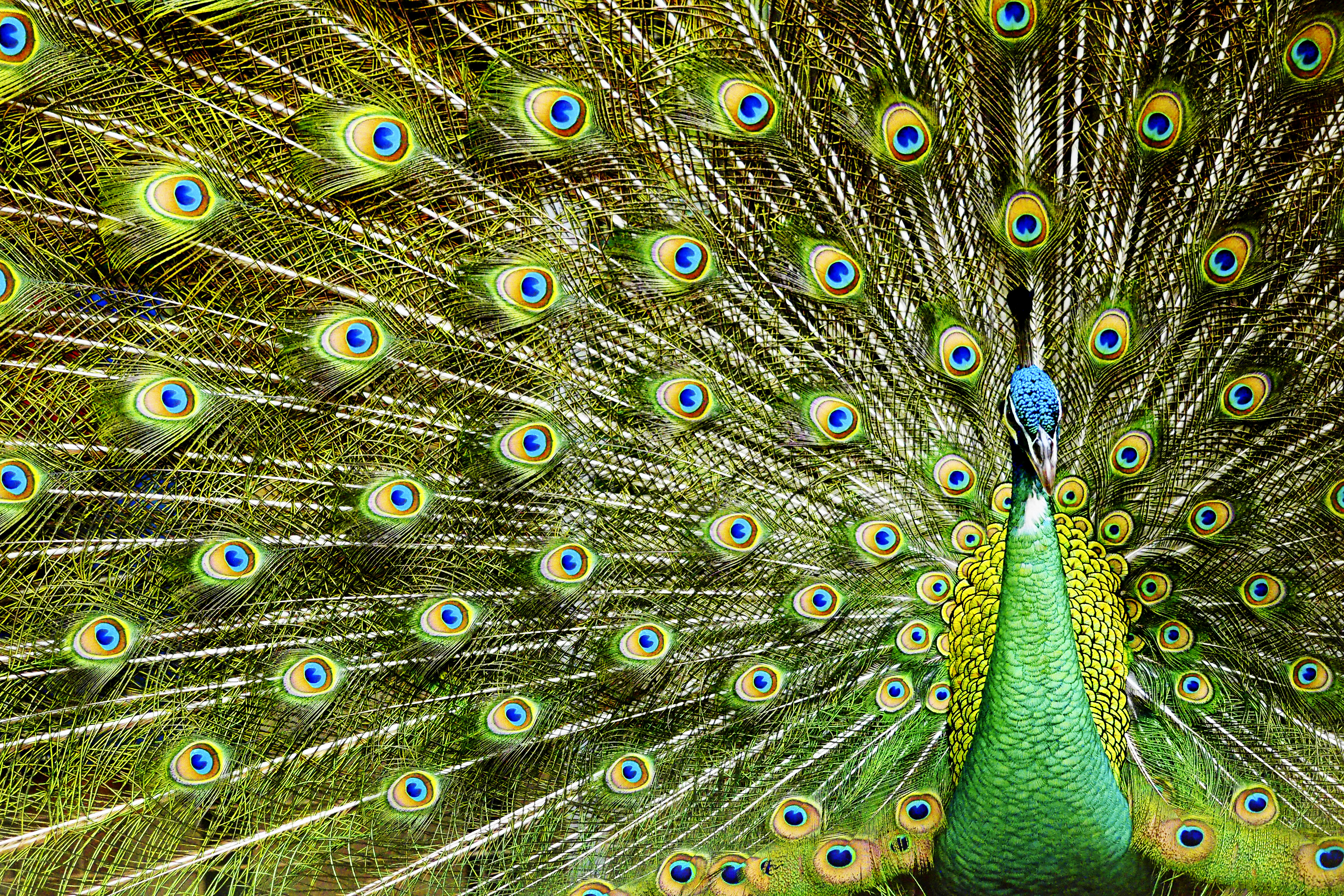
Một con công xòe lông là khuôn mẫu của sự kiêu sa

- Ở phương Tây, con cú tượng trưng cho sự khôn ngoan của người đàn ông. Xuất phát từ thần thoại Hy Lạp, Athena, nữ thần trí tuệ, thường được liên kết với một con cú. Con cú thường được khuôn mẫu là con cú già khôn ngoan và thường đeo kính và đọc sách xuất hiện với hình mẫu của một bậc trí giả. Trong văn hóa châu Á, chim cú hay còn gọi là chim lợn thường được xem là ngu ngốc thay vì khôn ngoan và thường báo hiệu của điềm xui rủi và cái chết.
- Con chim công kiêu hãnh với câu nói "hãnh diện như một con công". Con công thường được sử dụng như một biểu tượng hình mẫu của sự phù phiếm và kiêu hãnh với nét tính cách kiêu sa, quý phái và kiểu cách, hình mẫu này xuất phát từ vẻ bề ngoài của những con công trống với bộ lông thướt tha, rực rỡ.
- Sếu hay hạc là biểu tượng mình mẫu của sự duyên dáng và cao quý: Nhiều bức tranh nước cổ của Trung Quốc và Nhật Bản cũng mô tả những con sếu theo cách điệu tư thế có thần của chúng cho thấy chúng có nét quý phái, quân tử.
- Ngỗng: So với vịt và thiên nga, ngỗng thường được miêu tả tiêu cực hơn. Chúng thường được miêu tả là ngu ngốc, kiêu ngạo, ngây thơ, cả tin nhảm nhí, trong tiếng Anh có thành ngữ "ngớ nga ngớ ngẩn" hay thành ngữ "a wild goose chase" ý nói về cuộc tìm kiếm vô vọng. Vì ngỗng thường di trú vào miền Nam trong mùa đông, chúng thường được miêu tả là du khách hay nhà du hành.
- Chim cánh cụt ngộ nghĩnh: Vì chim cánh cụt trông "trang trọng", điển hình giống với một con vịt mặc áo vét và đeo cà vạt đen, chúng thường được miêu tả là những người phục vụ nhà hàng thượng lưu, nhưng dáng đi bộ trong những gì con người nhận thấy là một cách thú vị, chúng rất phổ biến như những nhân vật hài dễ thương. Trong phim hoạt hình, chim cánh cụt đôi khi được miêu tả trớ trêu là sợ lạnh đến nỗi chúng mặc quần áo bằng khăn choàng, khăn quàng cổ và găng tay. (xem thêm: Hình tượng chim cánh cụt trong văn hóa).
- Con bồ nông có thể cõng người trong túi cổ họng. Trong thực tế điều này là không thể, vì mỏ không thể được sử dụng để chứa các sinh vật nặng ký. Ví dụ: Con bồ nông trong phim hoạt hình Donald Duck năm 1946. Ở Ai Cập cổ đại bồ nông có liên quan đến cái chết và thế giới bên kia. Kết quả là, chúng được mô tả trên rất nhiều bức tường của các ngôi mộ và văn bản tang lễ như một biểu tượng bảo vệ. Trong tranh vẽ biếm họa thời hiện đại thì bồ nông là một sự kết hợp hoàn hảo giữa một chú chim biển với chiếc túi xách tay của người phụ nữ.
- Ác là được hình mẫu như những kẻ ăn trộm cơ hội: Hình ảnh này bắt nguồn từ niềm tin rằng đôi khi những con ác là đánh cắp các vật thể sáng bóng và mang chúng đến tổ của chúng. Trong thực tế, trong khi những con ác là thực sự ăn cắp, chúng không nhắm vào các vật thể sáng bóng, thay vào đó là ăn cắp thức ăn và trứng của các loài chim khác. Ở châu Á, Ác là được xem là con vật có nghĩa. Ở Hàn Quốc, tiếng chim hót líu lo gần nhà cho thấy những vị khách được mong đợi từ lâu cuối cùng cũng đến.
- Đà điểu: Con đà điểu lo lắng, hay nghi ngờ, đa nghi và dễ sợ hãi với cặp mắt nhìn thao láo. Đà điểu thường được miêu tả là lo lắng và được cho là vùi đầu vào cát khi gặp nguy hiểm, gọi là hội chứng đà điểu. Trong thực tế điều này là không đúng sự thật, đà điểu có nhiều khả năng phản ứng bằng cách chạy trốn, hoặc sẽ tấn công lại những cú đá mạnh mẽ, dễ dàng có khả năng giết chết một người đàn ông hoặc thậm chí là một con sư tử.
- Vẹt và vẹt mào: Được khuôn mẫu là loài vật lắm mồm, hay nói chuyện, nói leo, nói nhại gây phiền nhiễu, và hoặc thông minh. Vẹt cũng thường được miêu tả như thể chúng thực sự có thể trò chuyện với mọi người, trong khi vẹt thực sự chỉ có thể bắt chước hoặc nhại lại một số âm thanh nhất định.
- Chim sẻ: Những con chim biết hót vui tươi, xinh đẹp. Kể từ khi tiếng kêu của chúng (tweet) của chim phát ra âm thanh du dương và líu lo đối với con người
- Chim biết hót thường được miêu tả là những sinh vật mang lại hạnh phúc, vẻ đẹp và những điều tốt đẹp đem đến với tiếng kêu líu lo, lảnh lót của chúng.
- Chim gõ kiến thường được miêu tả như thể chúng chỉ mổ liên hồi vào các sinh vật khác, trong khi chim gõ kiến thực sự chỉ mổ vào vỏ cây.
- Chim cút thường được xây dựng và thiết kế như những con vật nhút nhát, sợ sệt và tìm cách trốn tránh thợ săn, nói chung, chúng thuộc tuyến nhân vật phụ.
- Gà lôi thần kinh: Gà lôi thường được miêu tả là lo lắng thái quá và hoảng sợ vô cớ về việc chúng luôn tự kỷ ám thị rằng mình sẽ bị săn bắn, chúng cũng thuộc tuyến nhân vật phụ.
- Cò: Trong văn hóa dân gian phương Tây, các bậc cha mẹ đã nói với con cái của họ trong nhiều thế kỷ rằng các em bé được cò đẻ. Trong hình tượng ở phương Đông, con cò là biểu tượng cho nông thôn và phụ nữ Việt (xem thêm hình tượng con cò trong văn hóa).

## Hình mẫu loài bò sát

### Cá sấu

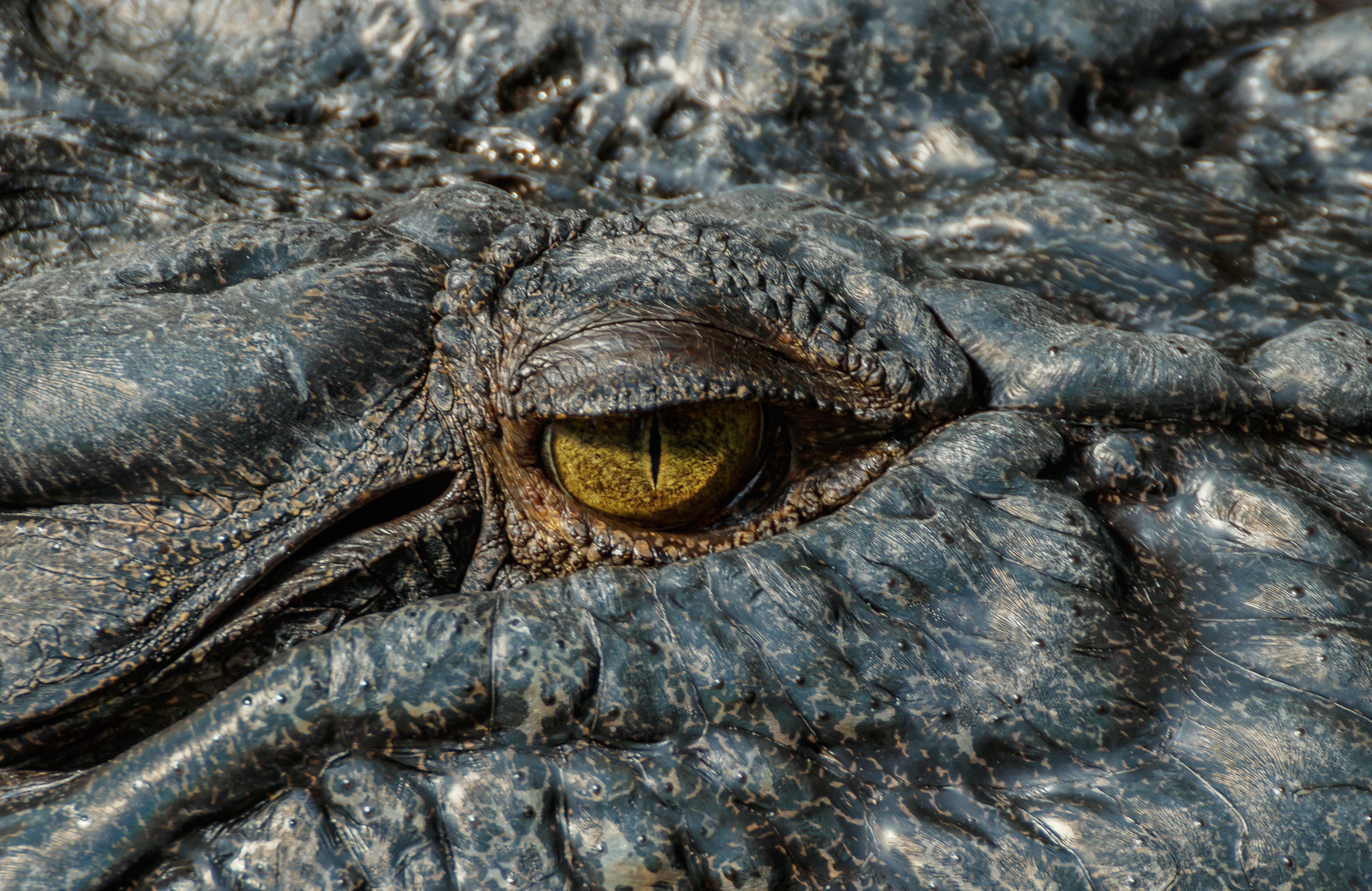
Mắt của một con cá sấu, với câu thành ngữ "nước mắt cá sấu" chỉ về thói đạo đức giả

Cá sấu hung ác và đáng sợ gắn liền với vùng nước tăm tối: Cá sấu và cá sấu thường được chọn làm nhân vật ác trong truyện và phim kinh dị, chúng được mô tả như quái vật đầm lầy chuyên săn người và ăn thịt người với hàm răng lởm chởm. Chúng là một đối tượng quan trọng trong những bộ phim kinh dị về quái thú thuộc thể loại rùng rợn. Tạo hình các loài cá sấu trong những bộ phim kinh dị là khá giống nhau, tuy vậy một số phim có cường điệu hóa các chi tiết về loài quái vật này với những đặc điểm sinh học giả tưởng góp phần tăng độ dữ tợn. Chúng là nguồn cảm hứng cho các bộ phim kinh dị. Thực tế thì với lối sống của mình, vì quá trình trao đổi chất diễn ra chậm nên cá sấu luôn từ tốn trong mọi việc, chúng chỉ dữ dội khi tấn công với những cú đớp táp khủng khiếp.
Cá sấu gian xảo và đạo đức giả: Nhiều hoạt họa chính trị, truyền thuyết và câu chuyện kể về những con cá sấu tự nhận là buồn về nỗi đau của người khác và sau đó khóc những giọt nước mắt giả. Cá sấu rơi nước mắt khi đang ăn con mồi mà nó vừa giết chết, do đó thuật ngữ "nước mắt cá sấu" thường được dùng để chỉ sự dối trá hoặc cảm xúc giả tạo. Định kiến này dựa trên thực tế là cá sấu ngoài đời thường có thể được quan sát bằng đôi mắt đẫm lệ trong khi chúng ăn con mồi đã chết. Lý do cho hành vi này là cá sấu không thể nhai và do đó buộc phải xé thức ăn thành từng miếng và nuốt chửng chúng. Vì các tuyến giữ cho mắt ẩm ngay gần họng nên thói quen ăn uống này thực sự buộc chúng phải tiết ra nước mắt.

### Con rắn

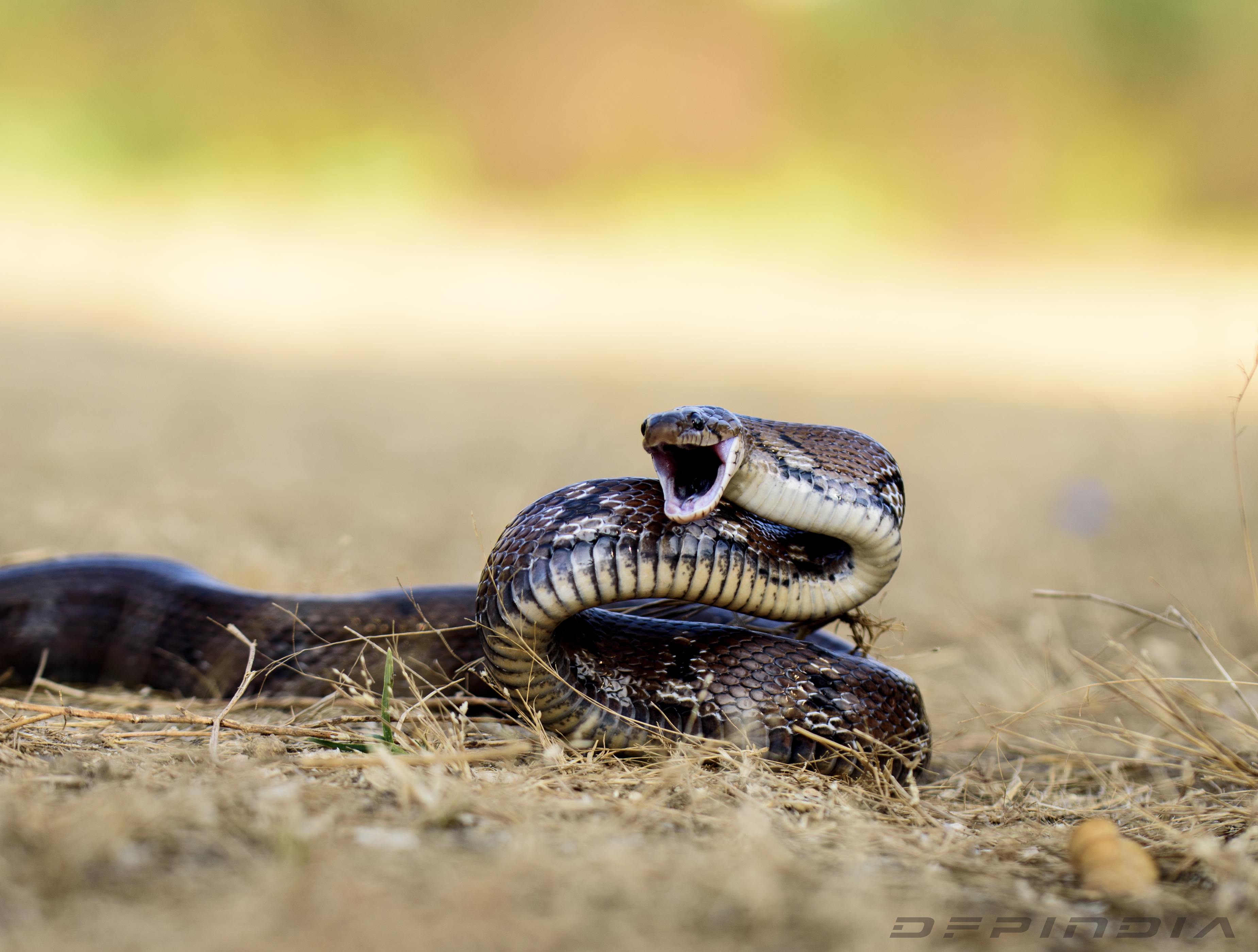
Loài rắn được hình tượng như là một sinh vật độc địa

Con rắn độc ác hoặc không đáng tin: Trong suốt lịch sử và ở hầu hết mọi quốc gia, con người đều sợ rắn vì chúng là nọc độc hoặc là loài gây hại. Trong truyền thống tôn giáo của Do Thái giáo và Công giáo, con rắn đã có được hình ảnh rập khuôn do được miêu tả trong Sách Sáng thế nơi con rắn lừa dối Adam và Eva vào tội lỗi đầu tiên. Như ngụ ý trong văn bản, con rắn thực sự là Satan ngụy trang. Bởi vì hình ảnh quyến rũ của nó, rắn thường được miêu tả là những nhà thôi miên ranh mãnh như con trăn Kaa (trong cuốn sách The Jungle Book của Disney). Trong văn hóa phương Tây, câu mắng "đồ rắn độc" hay "cô đúng là một con rắn độc" là câu nói nặng lời.
Những con rắn thần và rắn khổng lồ (mãng xà) và thường khổng lồ cũng rất phổ biến trong nhiều truyền thuyết và truyền thuyết cổ xưa như con rắn cầu vồng Rainbow Serpent, Nāga, Tsuchinoko, trong trường hợp này chúng có thể là rồng. Những con rắn độc ác cũng rất phổ biến trong các bộ phim kinh dị. Ví dụ: Nọc độc, Rắn trên máy bay, Anaconda. Ở Ấn Độ, những người chơi thôi miên rắn thường thổi sáo (được đặt tên là pungi) trong khi một con rắn hổ mang vươn ra khỏi giỏ như thể nó bị âm nhạc làm cho say mê. Đây là một quan niệm sai lầm, vì rắn không có tai ngoài sẽ cho phép chúng nghe nhạc. Trong thực tế, chúng chỉ theo bản năng theo chuyển động của sáo. Ngoài ra, trong các bộ phim của hãng Disney mô tả một hình ảnh tẻ nhạt và rập khuôn như việc trăn nuốt chửng con mồi.

### Con rùa

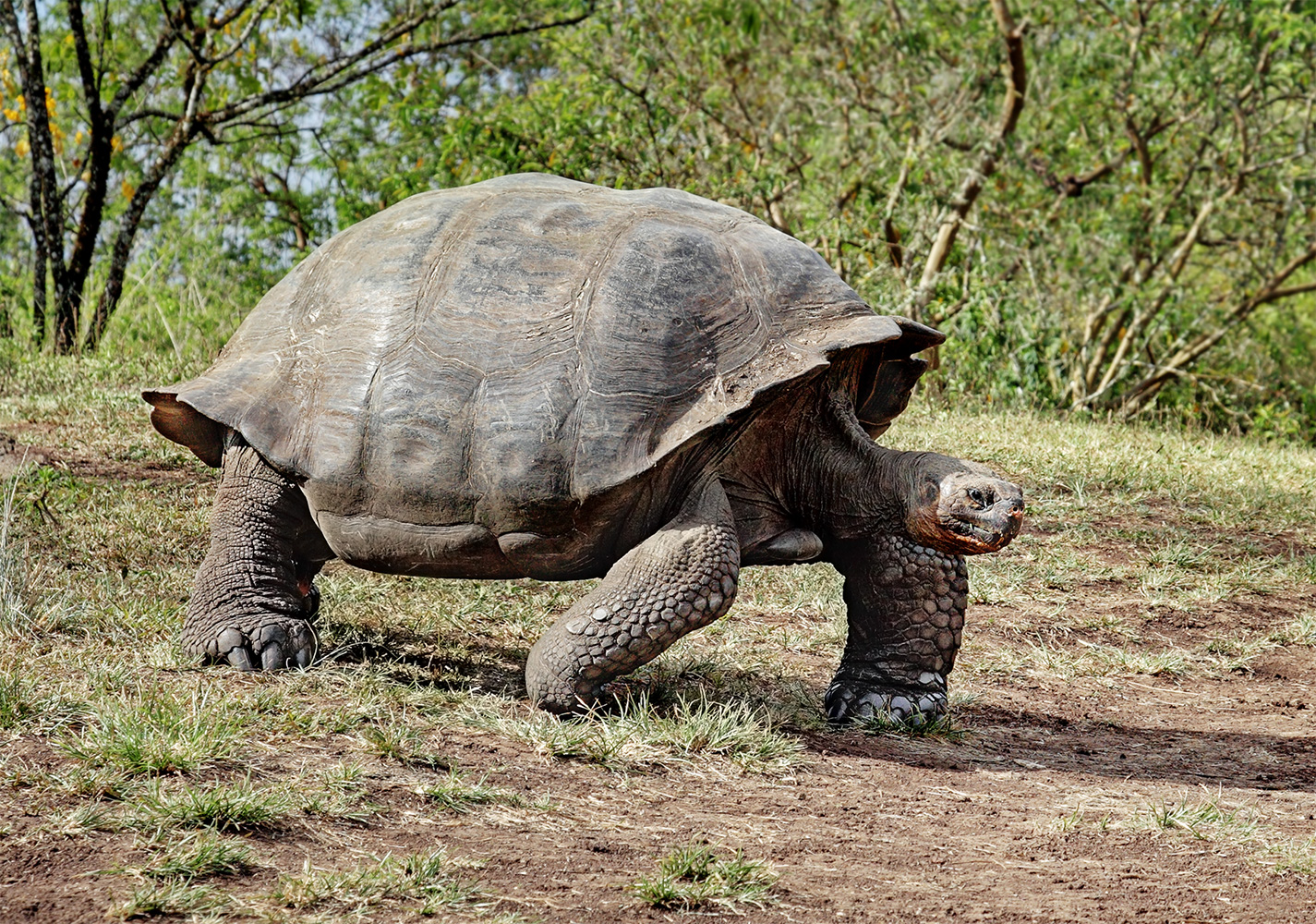
Rùa thường được mô tả như một bậc cao niên sống chậm rãi, thờ ơ, nặng nề và chậm chạp

- Rùa luôn được hình mẫu về một loài chậm chạp, nặng nề, lặng lẽ và hay lo âu (chậm như rùa, như rùa bò, rùa rụt đầu): ví dụ Con rùa trong Rùa và thỏ, Rùa Cecil.
- Một ví dụ hiếm hoi về những con rùa nhanh nhẹn và hoạt bát là bộ truyện Nija rùa (Teenage Mutant Ninja Turtles) với những chiến binh rùa nhanh nhẹn, tài năng có nhiệm vụ giải cứu cư dân, chống lại các âm mưu hắc ám.
- Trong các bộ phim hoạt hình, rùa cũng thường được miêu tả như thể chúng có thể gỡ bỏ mai rùa giống như thay một bộ quần áo, tuy vật chi tiết này không có cơ sở trong thực tế vì mai rùa là một bộ phận cơ thể của rùa chứ không phải là bộ áo khoác.
- Trong văn hóa châu Á, Con rùa/rùa già khôn ngoan và hiền lành vì chúng sống lâu nên được biểu tượng cho sự trường thọ. Những người có mắt rùa (đuôi mắt xệ xuống) thường xem là tướng hiền lành nhưng hay thờ ơ.

### Khủng long

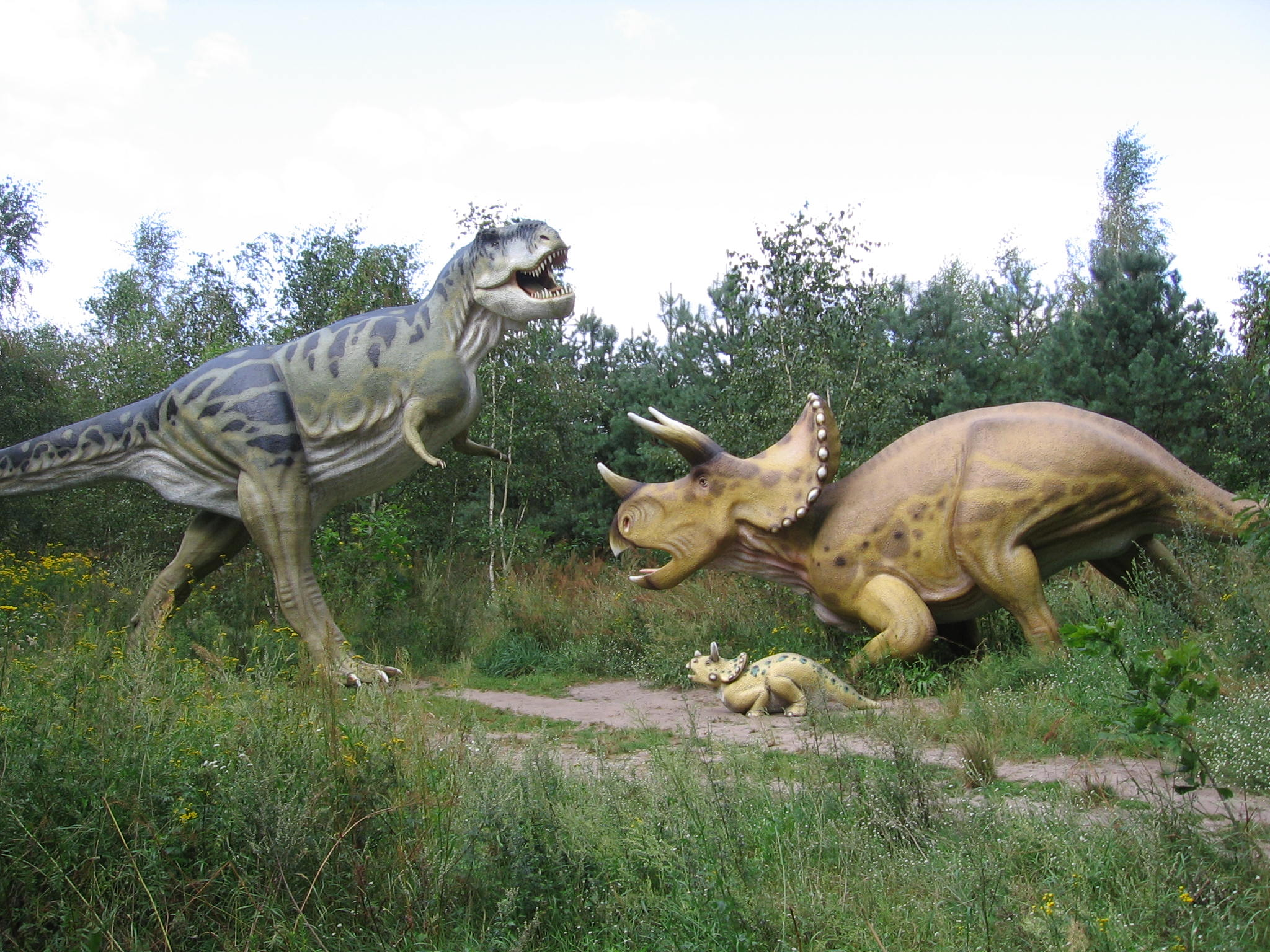
Hai con khủng long đang chiến đấu

- Tyrannosaurus và Allosaurus luôn gợi lên sự đáng sợ, đáng sợ, trong đó T. rex là một biểu tượng cho sức mạnh và sự hung dữ là một vị bạo đế (Rex) trong giới khủng long.
- Spinosaurus mạnh mẽ, đáng sợ như trong phim Jurassic Park III. Spinosaurus gần đây đã được miêu tả trên các phương tiện truyền thông là những nhân vật phản diện, và thường là đối thủ của T. rex (mặc dù trong đời thực, hai loài sống cách nhau hàng triệu năm).
- Velociraptor và Deinonychus độc ác, xảo quyệt, tinh ranh: Ví dụ: Công viên kỷ Jura, Hành tinh khủng long, trong  đó Velociraptor được mô tả như những con sói gian ác nhưng giỏi phối hợp săn mồi.
- Hadrosaurid rụt rè, ồn ào, vụng về, vụng về (thường là Parasaurolophus)
- Stegosaurus ngu ngốc, chậm chạp (Điều này là dựa trên một thực tế rằng do tỷ lệ não nhỏ so với cơ thể)
- Loài khủng long thân thiện, hiền lành, to xác (cụ thể là Apatosaurus và Brachiosaurus) Ví dụ: Công viên kỷ Jura, Vùng đất trước thời gian,
- Ceratopsid hay giận dữ, nóng tính nhưng gan dạ (cụ thể là Triceratops-Tam giác long). Triceratops thường được miêu tả trong các bộ phim chiến đấu cho đến chết với một con Tyrannosaurus.
- Loài thằn lằn giống chim (thường là Pteranodon) hay được miêu tả là sinh vật lúng túng
- Thằn lăn bay Pterizards cũng đã được mô tả là đe dọa hoặc là quái điểu. Trong một số câu chuyện phiêu lưu mạo hiểm, chúng được mô tả giống như những con đại bàng, hay vồ túm lấy người và nâng clên không trung. Trong thực tế, các loài thằn lằn không có một bàn chân có chức năng chụp bắt rõ ràng.

## Hình mẫu ếch nhái

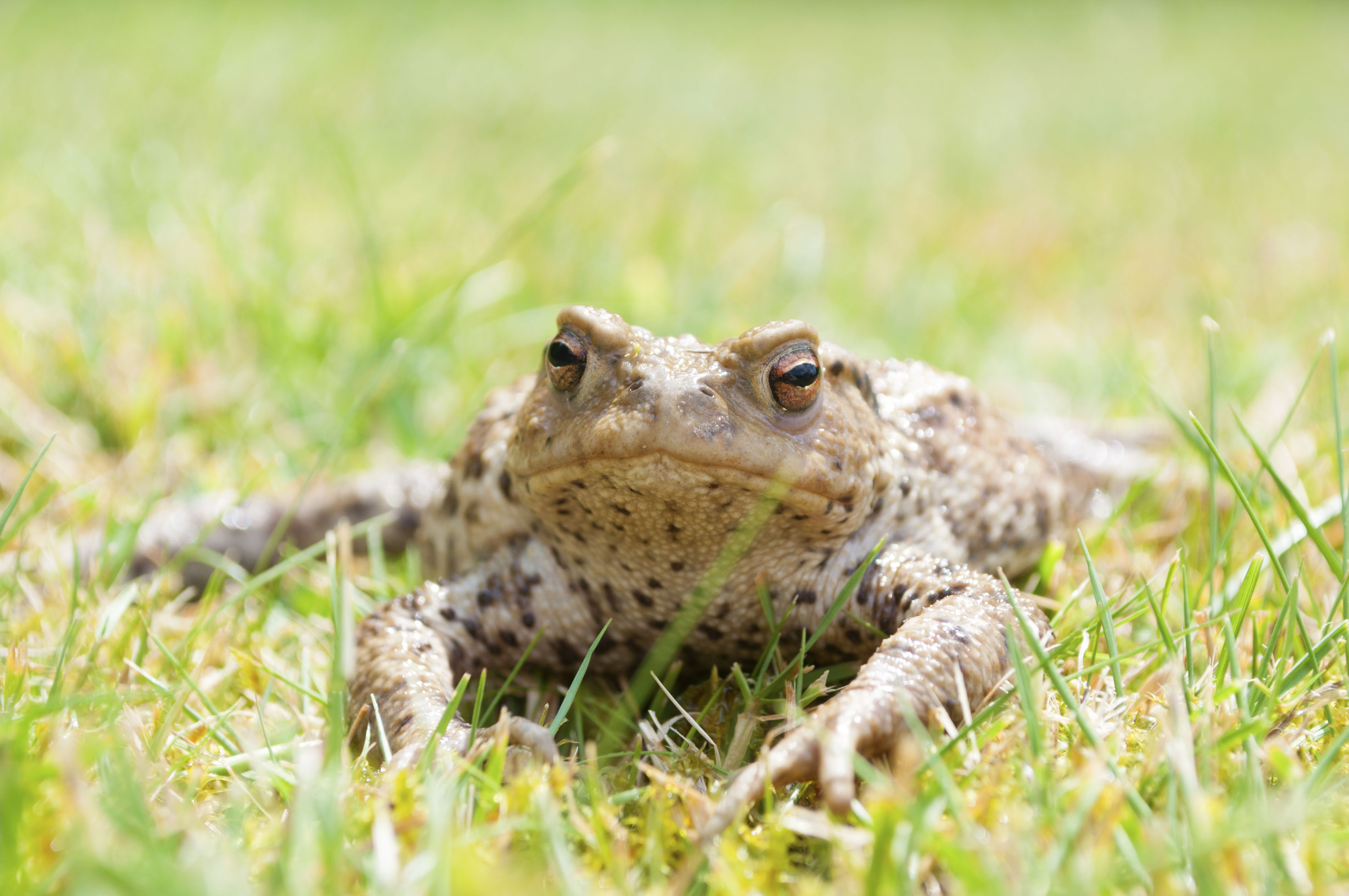
Con cóc là hình tượng của những sinh vật xấu xí

Con cóc thường được nhân hóa như những người béo phì, bụng bự (bụng cóc chửa) và da sần sùi (da cóc). Ví dụ: Ông Toad trong The Wind in The Willows, Ed Bighead, Old Mr. Toad trong những câu chuyện về Thornton Burgess, Baron Silas Greenback (Con chuột nguy hiểm) nhưng ếch nhái thì thường được mô tả là gầy gòm do thực tế là chúng có thân hình thuôn gọn và thể nhảy khá và là những tay bơi nhanh. Trò chơi điện tử cũng sử dụng ếch làm nhân vật vì hình ảnh này.
Trong khi những con ếch thường được miêu tả là những nhân vật vui vẻ và thông cảm thì cóc có xu hướng được miêu tả nhiều hơn là những nhân vật phản diện gắt gỏng và nghiêm túc, hoặc hết sức thẳng thắn. Một ví dụ điển hình cho sự khác biệt này là Frog và Toad trong những câu chuyện của Arnold lobel.
Vì món chân ếch là một truyền thống ẩm thực của Pháp, từ "bọn ếch" đã trở thành một thuật ngữ xúc phạm để mô tả người Pháp. Kết quả là, ếch trong văn hóa phổ biến tiếng Anh đôi khi có giọng Pháp. Ví dụ: Jean-Bob trong Công chúa thiên nga, Hoàng tử Naveen. Do câu chuyện cổ tích Hoàng tử ếch, nhiều con ếch thường được miêu tả là hoàng tử ngụy trang như Hoàng tử ếch, Công chúa và ếch.
Một định kiến khác liên quan đến ếch là truyền thuyết đô thị về con ếch được luộc trong nước sôi, tuyên bố không chính xác rằng nếu một con ếch được đặt trong nước nóng chậm, nó sẽ không nhận thấy sự nguy hiểm và bị nấu chín đến chết (hội chứng ếch luộc). Tuy nhiên, một số thí nghiệm ở thế kỷ 19 cho rằng tiền đề cơ bản là đúng, miễn là việc sưởi ấm đủ dần. 

## Các loài thủy tộc

### Cá mập

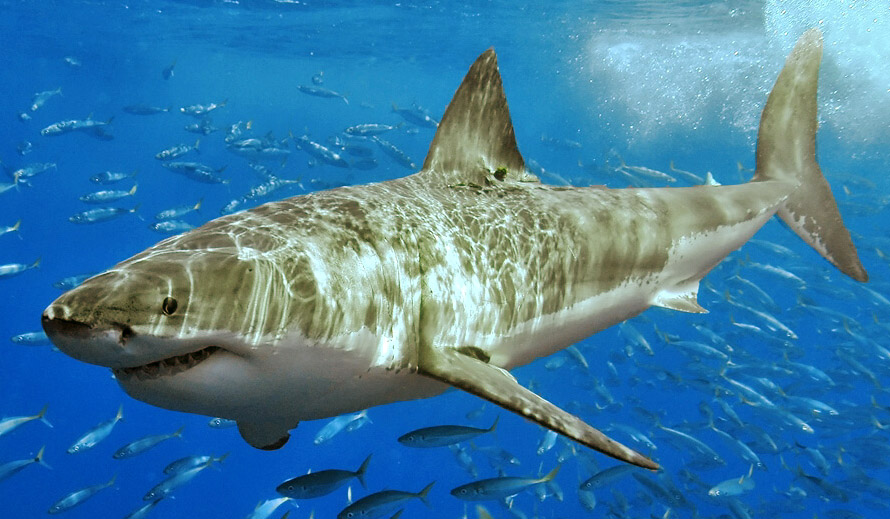
Cá mập được mô tả như một cổ máy giết chóc ở vùng biển

Cá mập hung ác hay khát máu và được hình mẫu như là một cổ máy giết người. Cá mập thường được miêu tả là những con quái vật sẽ ngay lập tức tấn công bất cứ thứ gì bơi trong vùng lân cận của chúng. Trái với niềm tin phổ biến, chỉ có một vài con cá mập nguy hiểm với con người. Trong số hơn 470 loài, chỉ có bốn loài đã tham gia vào một số lượng đáng kể các cuộc tấn công gây tử vong, chưa được thực hiện đối với con người: cá voi trắng, đại dương, hổ và cá mập bò lớn. Những con cá mập này là những kẻ săn mồi to lớn, mạnh mẽ và đôi khi có thể tấn công và giết người. Tuy nhiên, ngay cả khi đó, cá mập tấn công con người là cực kỳ hiếm. Số ca tử vong trung bình trên toàn thế giới mỗi năm từ năm 2001 đến 2006 từ các cuộc tấn công cá mập không được chứng minh là thấp.
Trong thần thoại Hawaii, cá mập được tôn sùng như những vị thần, với Kamohoalii và Pele là những ví dụ nổi tiếng. Trong thần thoại Fijian, Dakuwaqa cũng là một vị thần cá mập. Cá mập thường được cho là miễn dịch với bệnh tật, đặc biệt là ung thư. Tuy nhiên, đây là một truyền thuyết đô thị. Cả bệnh và ký sinh trùng đều ảnh hưởng đến cá mập. Bằng chứng cho thấy cá mập ít nhất kháng ung thư và bệnh tật chủ yếu là giai thoại và đã có rất ít, nếu có, các nghiên cứu khoa học hoặc thống kê cho thấy cá mập có khả năng miễn dịch cao đối với bệnh tật. Ngoài ra, cá mập còn được xem là một kẻ tội nghiệp khi chúng buộc phải bơi liên tục kể cả khi ngủ, nếu ngừng bơi, chúng sẽ chết chìm.

### Cá voi

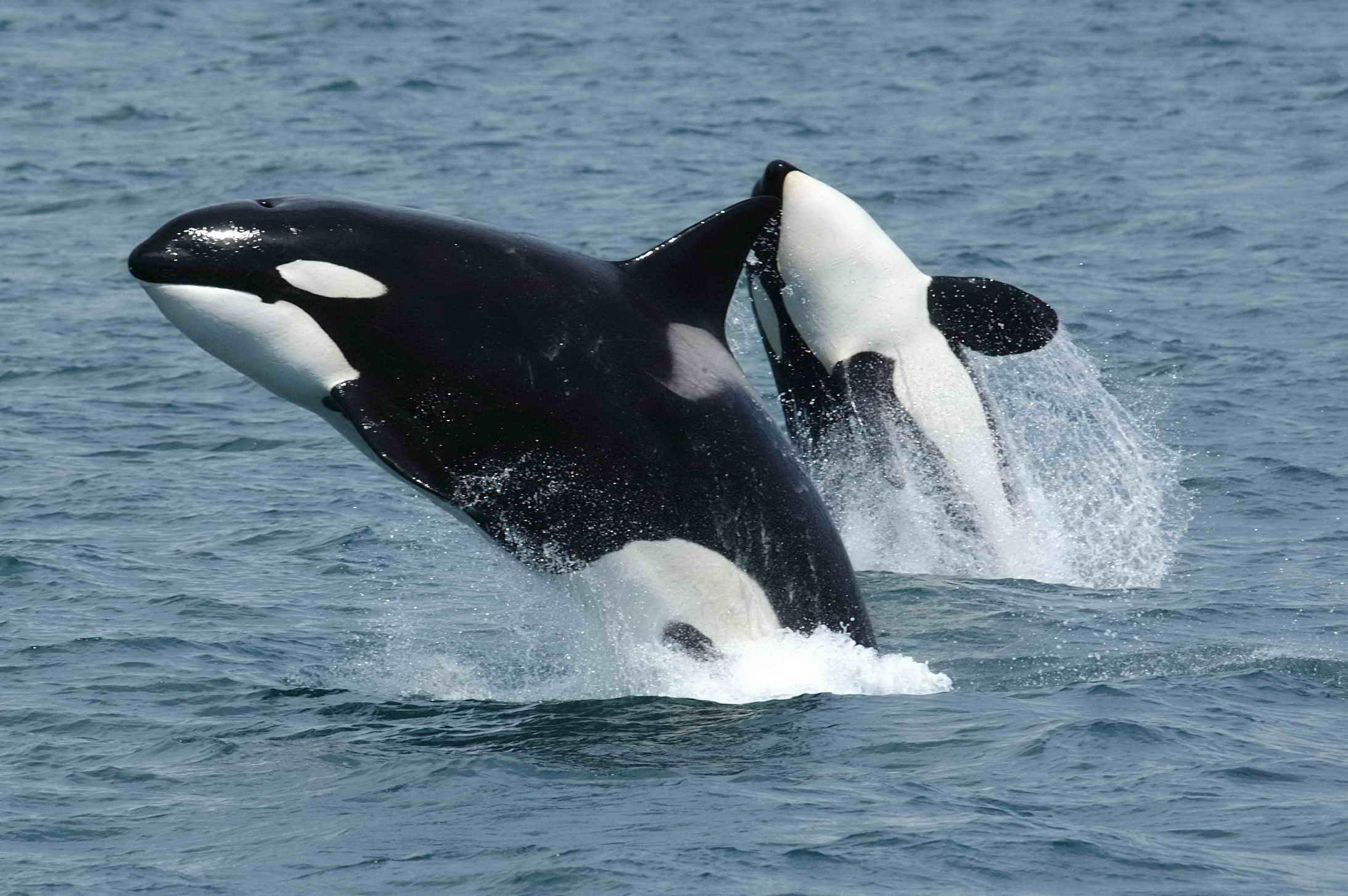
Cá voi sát thủ là những sinh vật nguy hiểm và nhẫn tâm

Cá voi ăn thịt người và là biểu tượng của sự khổng lồ: Do kích thước khổng lồ của chúng, mọi người đã sợ rằng cá voi sẽ nuốt chửng bất kỳ sinh vật nào. Trong thực tế, hầu hết cá voi sống nhờ sinh vật phù du và không thể nuốt những sinh vật lớn hơn do đó chúng không hề ăn thịt người. (Tuy nhiên, định nghĩa về "cá voi" này không bao gồm gia đình cá voi có răng, nhiều thành viên trong tiếng Anh không được coi là cá voi.) Ví dụ: Monstro trong Pinocchio, Jonah và Cá voi, Moby-Dick.
Cá voi hùng vĩ, duyên dáng, dịu dàng Ví dụ: Cá voi muốn hát tại Met, một bộ phim hoạt hình Disney năm 1946 về một con cá voi muốn trở thành ca sĩ opera, nhưng bị giết bởi những người săn cá voi. Album 1970 của ca khúc Cá voi lưng gù và các chiến dịch Save the Whales cũng đã làm rất nhiều để củng cố hình ảnh của cá voi như những người khổng lồ hiền lành. Một khuôn mẫu khác liên quan đến cá voi là thường xuyên nhảy lên khỏi mặt nước, khi nó thực sự tương đối hiếm.
Cá voi sát thủ (Orca) hay cá hổ kình được khuôn mẫu là những sinh vật độc ác, hung dữ, tàn nhẫn. Ví dụ: Orca: Cá voi sát thủ, Camu từ tập phim Angry Beavers "Moby Dopes", Buster trong Kenny the Shark. Orca mạnh mẽ, hùng vĩ trong phim giải cứu Willy, Moby Lick từ Street Sharks, Spot from The Little Mermaid. Orcas thường được coi là những thợ săn đáng gờm và đáng nể nhất trên biển, sợ hãi ngay cả bởi những con cá mập trắng lớn.

### Các loài cá
- Cá thường được hình mẫu với những chú cá vui vẻ tràn đầy sắc màu và năng động. Định kiến này đặc biệt phổ biến với những loài cá nhiệt đới thường có màu sắc tươi sáng ví dụ: Cleo trong phim Pinocchio, Flounder, Nemo, Marlin, Dory, Gill, trong phim Finding Nemo, Oscar từ Shark Tale. Ngoài ra câu nói tiếng Anh: "have other fish to fry" trong tiếng Anh nghĩa là có chuyện phải làm.

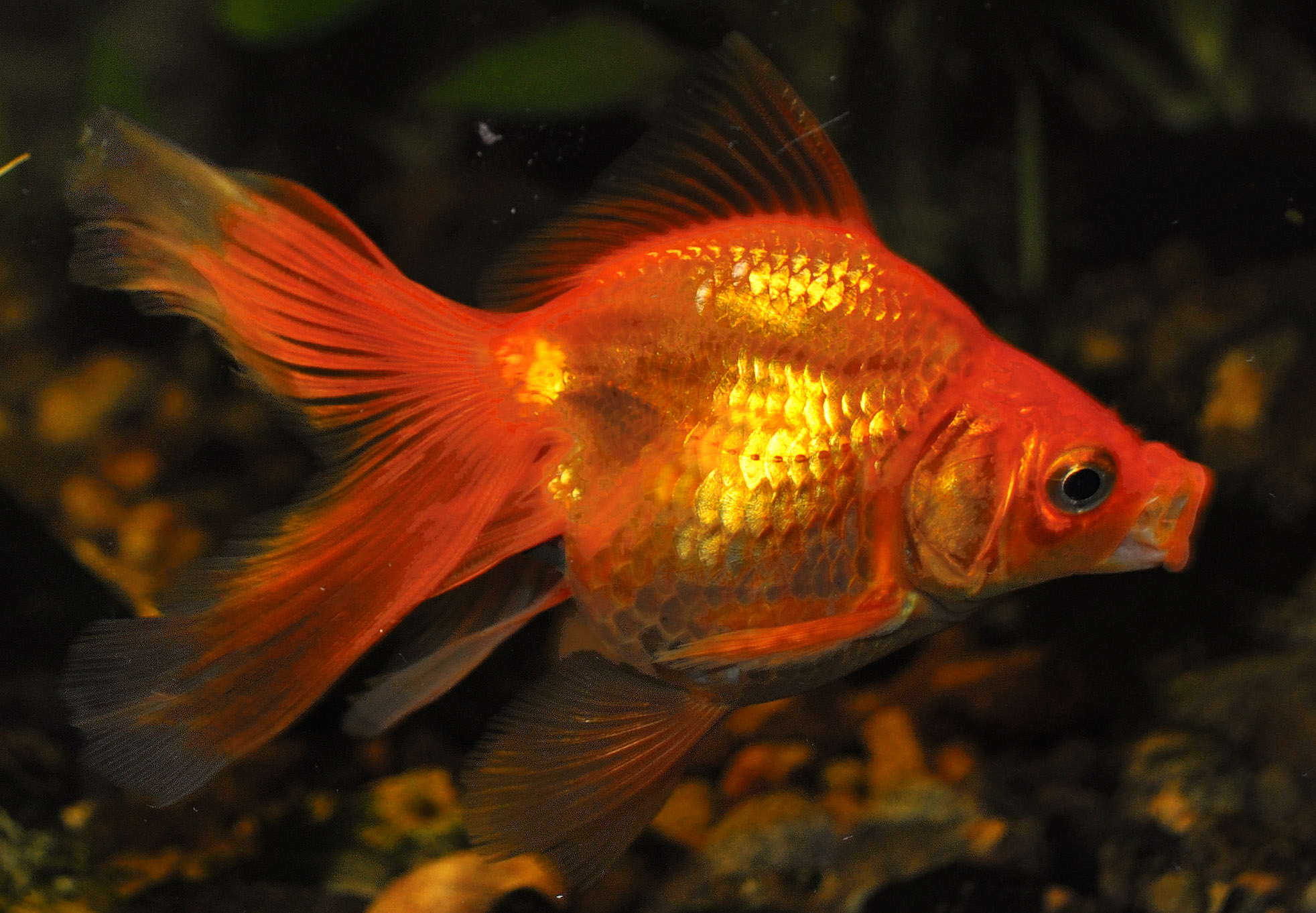
Cá vàng được biết đến là những sinh vật có trí nhớ kém với tên gọi là não cá vàng, đây là định kiến không chính xác

- Nhiều con cá nhỏ được mô tả là trầm lặng, yên ắng, lặng lẽ (trong tiếng Anh có các thành ngữ về cá như "a cold fish": người lạnh lùng hay "a fish out of water": người lạc lõng).
- Cá vàng nhìn chung là loài vật nuôi được khuôn mẫu là thông minh và đáng yêu như con cá vàng Cleo trong tác phẩm Pinocchio. Truyền thuyết về não cá vàng dựa trên ý tưởng rằng cá vàng chỉ có bộ nhớ ba giây, đó là một truyền thuyết đô thị. Thực tế cá vàng có trí nhớ lâu hơn nhiều, tính bằng tháng.
- Cá heo vui vẻ và hay giúp con người, chúng thường bơi theo đàn và theo những con tàu, chúng được cho là hay cứu người khi chết đuối.
- Piranha háu ăn và hung ác: Những con cá này thường được miêu tả như thể chúng ăn bất cứ thứ gì ném xuống nước mà chúng bơi vào, chúng được mô tả với đặc trưng với hàm răng lởm chởm sắc như dao cạo. Mặc dù cá piranha khét tiếng với hành vi này, các nghiên cứu đã chứng minh rằng chúng không luôn tấn công các sinh vật dưới nước ngay lập tức. Ví dụ: Piranha (phim 1978), cá piranha trong You Only Live Twice.

### Bạch tuộc

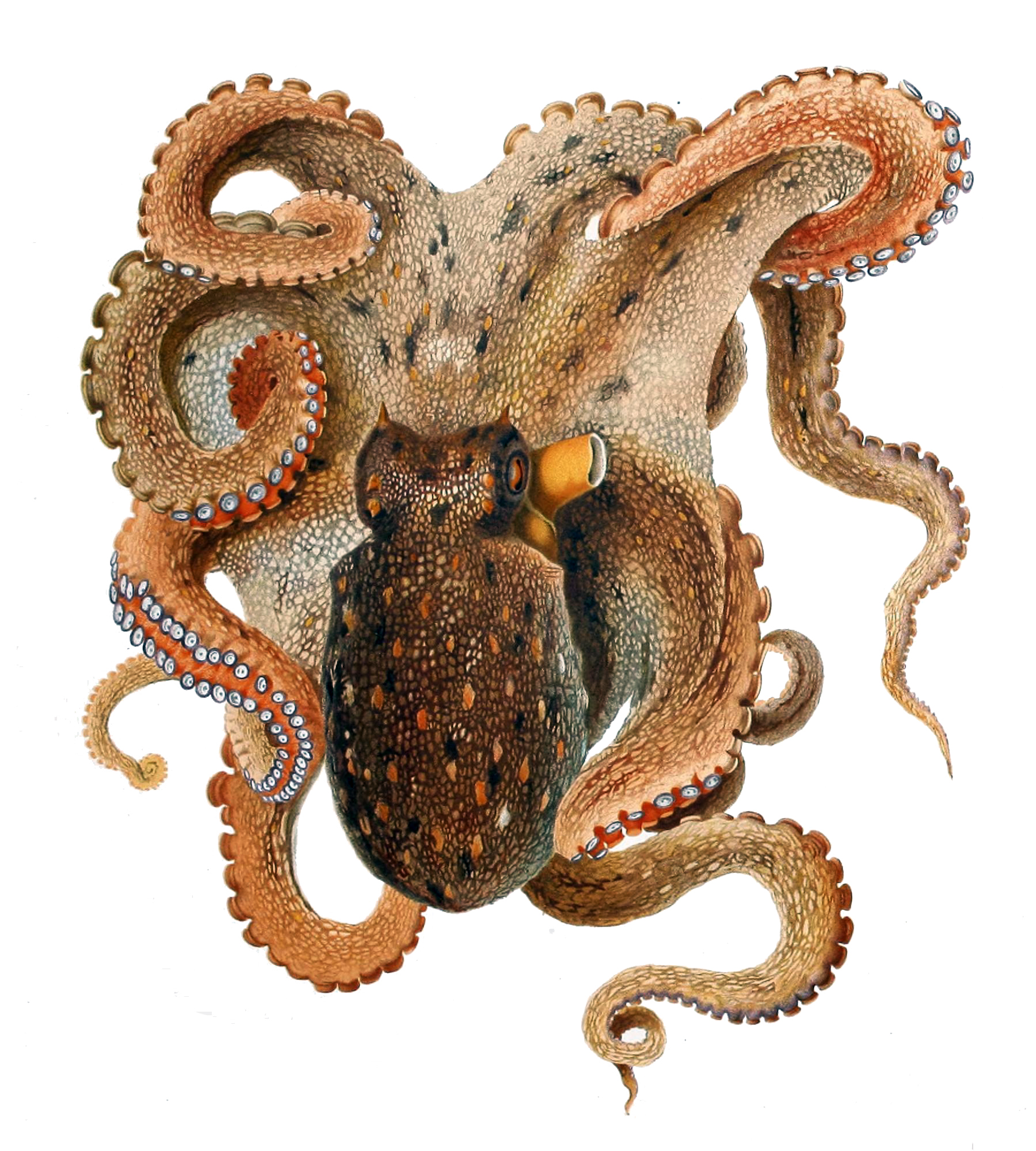
Bạch tuộc thường được khuôn mẫu là quái vật khổng lồ ở đáy biển, trên thực tế, các loài bạch tuộc còn tồn tại đều có kích thước vừa phải

Con bạch tuộc được khuôn mẫu là những sinh vật khổng lồ trồi lên từ đáy đại dương để ăn thịt người tấn công và phá hủy tàu bè. Con bạch tuộc khổng lồ đã trở thành chủ lực của văn hóa dân gian biển trong nhiều thế kỷ và đã được xuất hiện trong các câu chuyện như The Kraken, Pirates of the Caribbean: Dead Man's Chest và Hai mươi ngàn dặm dưới đáy biển (Twenty Thousand Leagues Under the Sea), Mega Shark Versus Giant Octopus. Đáng chú ý là trong những câu chuyện này, những con quái vật bạch tuộc dường như chỉ nhắm vào con người (nhân vật chính) mặc dù trong khung cảnh hư cấu có nhiều con mồi dễ bắt hơn dành cho chúng.
Bạch tuộc còn tượng trưng cho tội phạm Mafia với ảnh hưởng của bộ phim "Bạch tuộc"-La Piovra của truyền hình Ý và vòi bạch tuộc chỉ về hệ thống tội pham. Nhiều áp phích tuyên truyền thường miêu tả con người như một con bạch tuộc đang ngồi trên một quả địa cầu trải rộng các xúc tu nhầy nhụa của nó để chiếm lấy toàn bộ thế giới. Trong văn hóa Nhật Bản, con Bạch tuộc hài hước hoặc khiêu dục. Một ví dụ nổi tiếng là một bức tranh khắc gỗ mang tên Giấc mơ của người vợ ngư phủ mô tả cảnh một phụ nữ Nhật Bản đang làm tình với con bạch tuộc với những xúc tu trơn trượt luồn quanh bộ phận sinh dục của bà này làm người phụ nữ đó rơi vào trạng thái đê mê. 

### Con cua

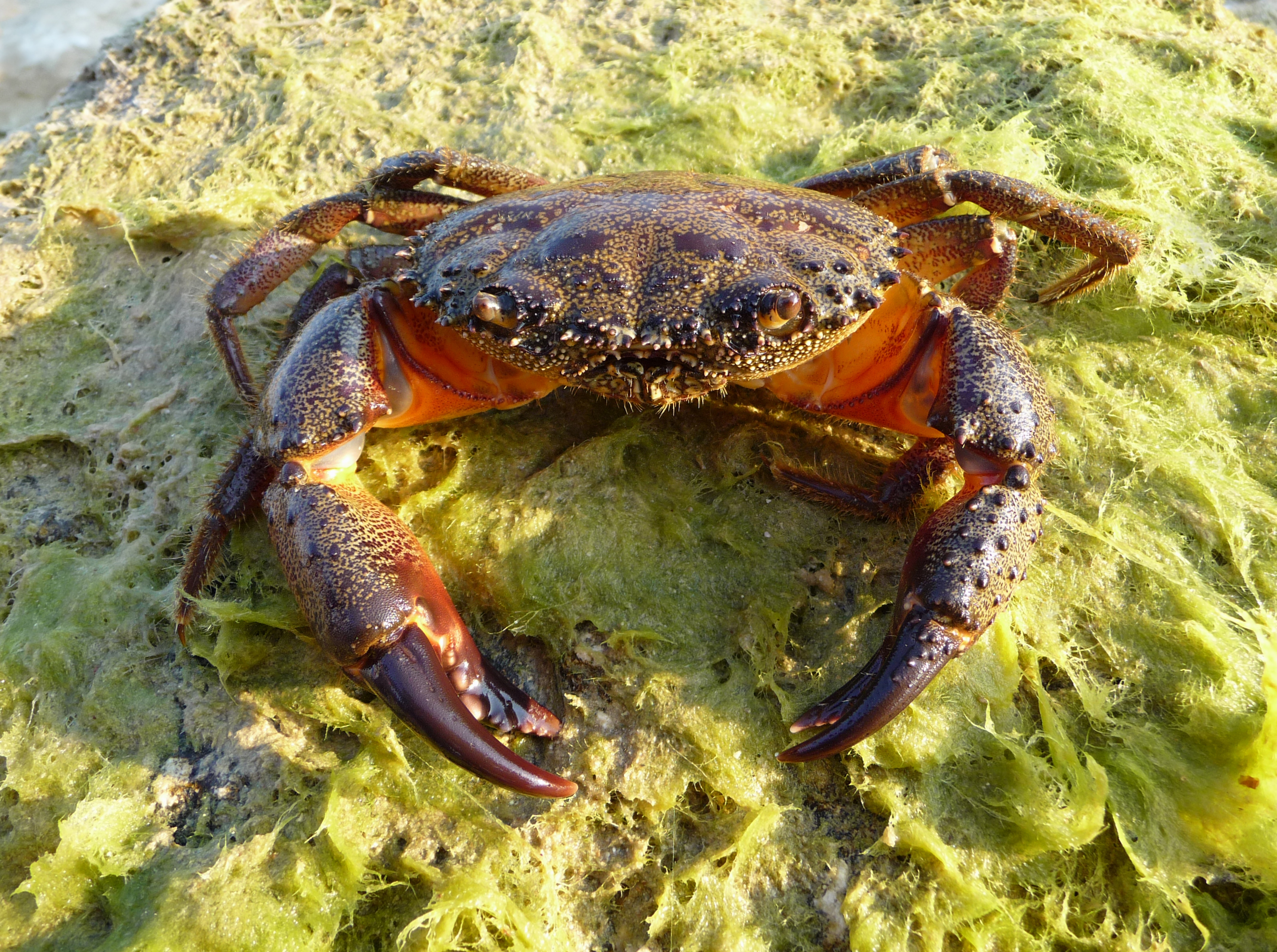
Con cua được hình mẫu là những sinh vật bò ngang và kéo đàn

Động vật giáp xác thông thường được khuôn mẫu đơn giản như là những món ăn. Có một số loài giáp xác hài hước và gây cười như chú cua Sebastian trong phim hoạt hình "Nàng tiên cá". Nhưng vẫn có những khuôn mẫu về những loài cua khổng lồ là những quái vật kinh dị phổ biến trong truyện tranh và phim ảnh về bộ phim kinh dị.
Cua đi ngang: Điều này là do sự khớp nối của đôi chân làm cho dáng đi bên ngoài hiệu quả hơn. Tuy nhiên, một số loài cua đi về phía trước hoặc phía sau.  Trong những câu chuyện âm nhạc, loài cua thường sẽ được miêu tả bằng cách sử dụng móng vuốt của chúng như những chiếc đàn vĩ cầm, chính vì vậy có những loài cua được tên là "cua kéo đàn".

## Hình mẫu côn trùng

### Con ong

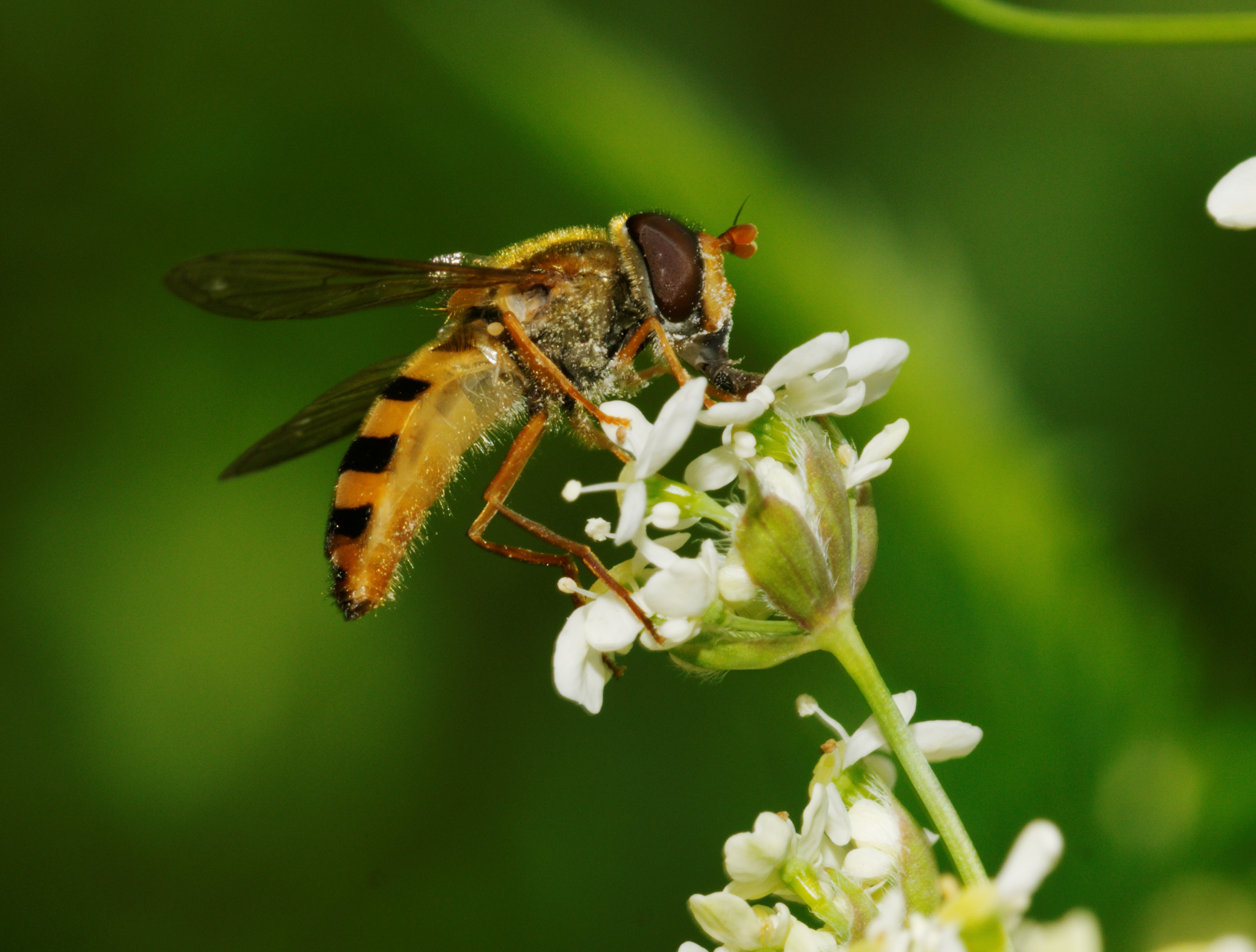
Con ong được biết đến như sự cần mẫn, chăm chỉ

Những con ong thường bị nhầm lẫn với ong bắp cày, mặc dù những con ong nhỏ hơn và chỉ có thể chích một lần.Con ong tham công tiếc việc ("a busy bee": người làm việc lu bù). Những con ong thường được chọn làm nhân vật "tốt" trái ngược với ong bắp cày. Hình ảnh này có thể bắt nguồn từ thực tế là những con ong có liên quan phổ biến với mùa xuân, thụ tinh hoa và làm mật ong.
Ví dụ về những con ong anh hùng: Maya the Bee, Billy the Bee, Buzzy Bee, Jollibee, Spike the Bee trong "Donald Duck", Hutch the Honeybee, Pinobee, Charmy trong Sonic the Hedgeoose, Barry B. Benson. Ví dụ về những con ong như một nhân vật khiêu dâm, bắt nguồn từ hình ảnh những con chim và những con ong: bài hát Tôi là một con ong chúa.
Vì những con ong có thể chích người, đôi khi chúng được miêu tả là những phiền toái, sâu bệnh, nhân vật phản diện hoặc quái vật (have a bee in one's bonest: ám ảnh chuyện gì). Ong sát thủ cũng đã cho ăn hình ảnh này. Ví dụ: Ong chết, Swarm, Swarm, Royal Jelly. Con ong vò vẽ (hay "vụng về") dẫn đến câu tiếng Anh: "make a bee-line foe something": nhanh nhảu làm chuyện gì Ví dụ: Bumblebee Man. Con ong không người lái quân sự dũng cảm, người sẽ hiến mạng sống của mình để bảo vệ tổ ong và nữ hoàng. Trong khi máy bay không người lái thực sự hy sinh bản thân vì tổ ong (và chết sau khi giao phối), chúng không thể chích.
Ong bắp cày: Vì ong bắp cày có thể chích con người, chúng được coi là loài gây hại. Trong tiếng Anh thì từ "waspish" dùng để chỉ những bình luận với ý định xúc phạm ai đó. Ong bắp cày cũng là một quái vật kinh dị phổ biến. Ví dụ: Thức ăn của các vị thần và làm thế nào nó đến trái đất. Người phụ nữ đáy thắt lưng ong: Một vòng eo ong được kết hợp với hình bóng phụ nữ đẹp.

### Con kiến

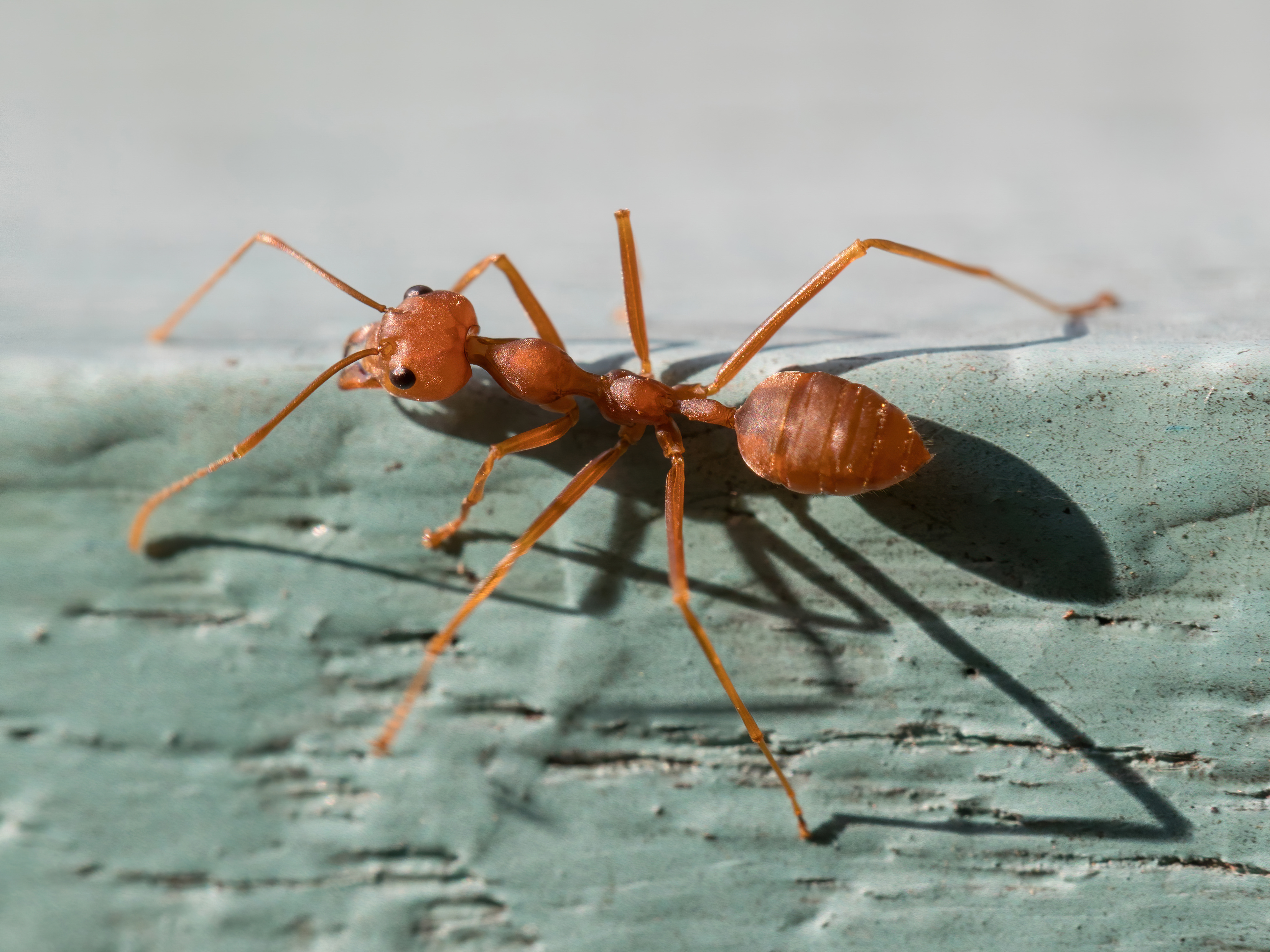
Một con kiến cần mẫn

- Con kiến siêng năng cần cù, thường bận rộn làm việc: Điều này bắt nguồn chủ yếu từ một câu chuyện ngụ ngôn, Con kiến và Con châu chấu, trong đó con kiến làm việc chăm chỉ để chuẩn bị cho mùa đông trong khi con châu chấu lãng phí mùa hè và mùa thu vui chơi, chỉ phải xin thức ăn từ con kiến hoặc chết đói.
- Con kiến chiến binh: Kiến, giống như nhiều động vật hình thành thuộc địa hoặc tổ ong, được biết đến khi làm việc cùng nhau như một đội quân. Một số câu chuyện văn hóa phổ biến miêu tả những con kiến như những người lính quân đội. Ví dụ: những con kiến trong phim Antz.
- Con kiến ăn trộm/phiền phức: Kiến thường được miêu tả là ăn cắp thực phẩm từ các buổi dã ngoại, nhà bếp, v.v., như chúng làm trong cuộc sống thực. Ví dụ có thể được tìm thấy trong nhiều phim hoạt hình, như phim hoạt hình Tom và Jerry năm 1955, Pup on a Picnic and Garfield and Friends.

### Con dế
Dế thường được xây dựng như một tay chơi đàn violin vì những con dế đực được biết đến với âm thanh chirping họ tạo ra. Trong một số nền văn hóa, âm thanh này được coi là một dấu hiệu của sự may mắn, trong khi ở các nền văn hóa khác, nó có liên quan đến sự xui xẻo. Một số phim hoạt hình mô tả dế là nghệ sĩ violin vì các chuyển động mà chúng tạo ra để tạo ra âm thanh của chúng giống với ai đó chơi violin. Dế và châu chấu trông rất giống nhau và vì điều này chúng thường bị nhầm lẫn với nhau. 

### Châu chấu

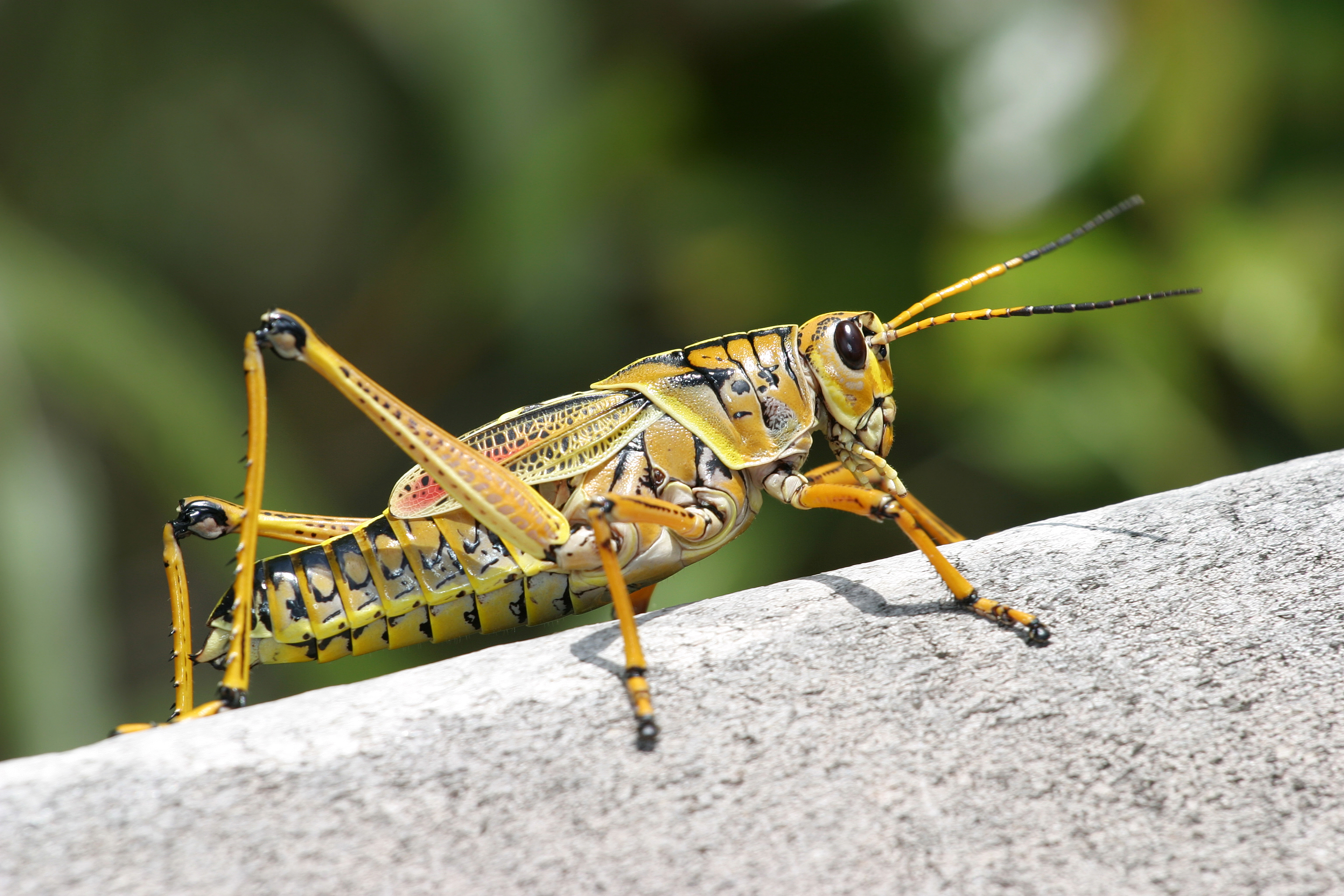
Châu chấu phàm ăn

Con châu chấu lười biếng và vô tư lự. Điều này bắt nguồn chủ yếu từ một câu chuyện ngụ ngôn về Con kiến và Con châu chấu, trong đó con kiến làm việc chăm chỉ để chuẩn bị cho mùa đông trong khi con châu chấu lãng phí mùa hè và mùa thu để vui chơi, cuối cùng nó đành phải ngữa tay xin thức ăn từ con kiến hoặc chết đói. Vì lý do này, châu chấu đôi khi cũng được đặc trưng là ký sinh trùng, thứ ăn bám của xã hội (như trong bộ phim Pixar A Bug's Life).

### Ruồi nhặng
Con ruồi nhà bẩn thỉu: Vì ruồi ăn rác và phân chúng mang vi khuẩn đi khắp nơi. Đây là lý do tại sao con người coi chúng là loài gây hại. Ruồi thường là diễn viên đối kháng, bởi vì chúng rất gắn liền với tính phản cảm. Ví dụ: Con ruồi (được chuyển thể thành phim hai lần là Con ruồi (1958) và Con ruồi (1986), con ruồi trong Meet the Feebles là một nhà báo lá cải, Baxter Stockman. 
Con ruồi anh hùng: Trong những trường hợp hiếm hoi, ruồi được miêu tả là anh hùng, chủ yếu là trong những câu chuyện mà nhện là nhân vật phản diện.Ví dụ: Freddy the Fearless Fly, Louie the Fly, Hubert và Takako, The Spider and the Fly, Zipper the Fly, Maggie Pesky...
Ruồi nhà thường được cho là có tuổi thọ trung bình là 24 giờ. Trong khi trưởng thành của một số loài phù du làm, chúng thực sự có thể sống tới 20 đến 30 ngày. Tuy nhiên, một con giòi nhà sẽ nở trong vòng 24 giờ sau khi đẻ. Một số thành ngữ tiếng Anh về con ruồi như: "a fly in the oinment" (nghĩa là con sâu làm rầu nồi canh), "not hurt a fly" (chẳng làm hại ai), "there are no flies on someone" (người khôn lanh đáo để).

### Con nhện

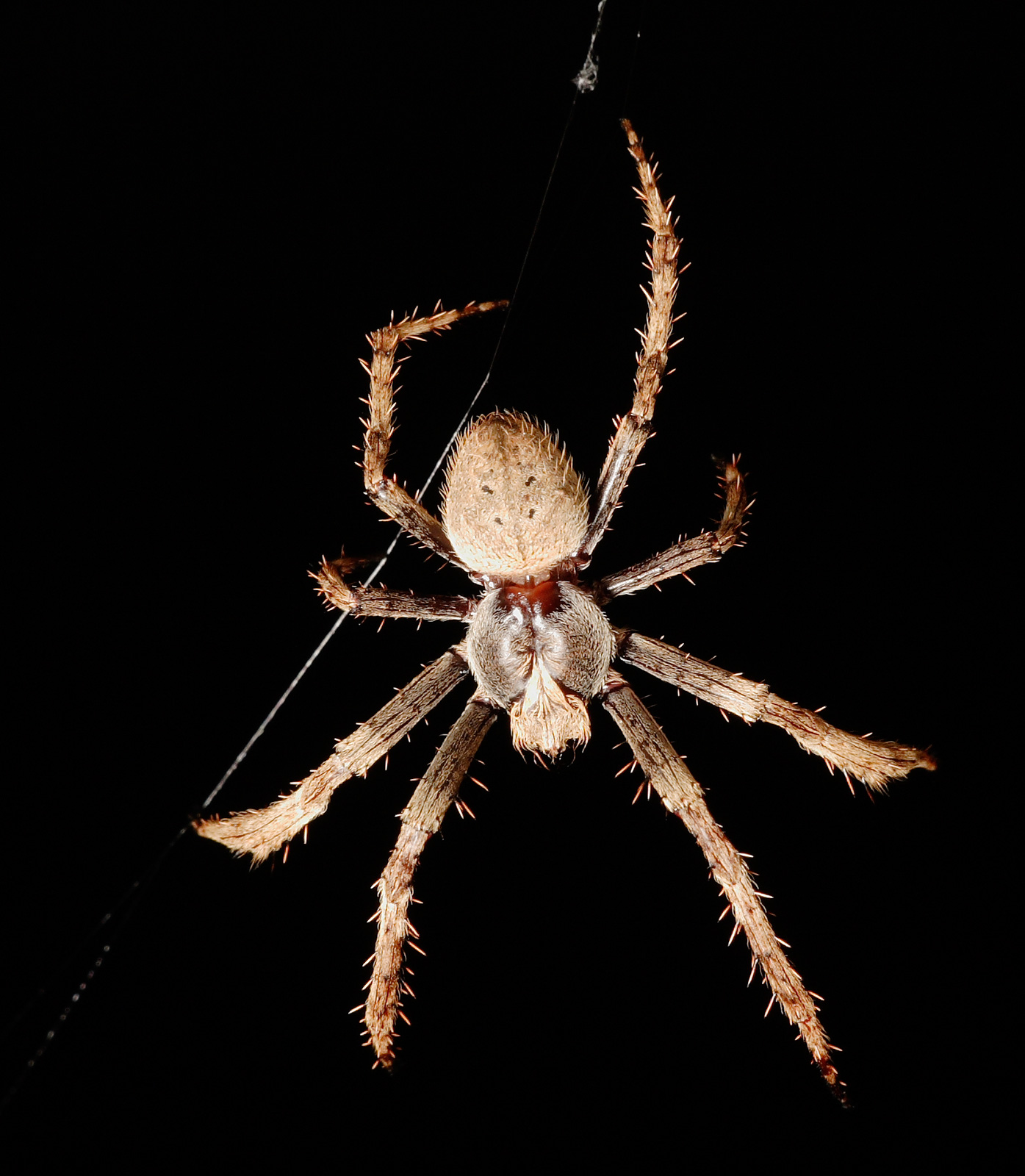
Nhện được khuôn mẫu như những sinh vật đáng ghê sợ

Con nhện độc ác và đáng sợ (nhền nhện): Nhện thường khiến mọi người sợ hãi vì vẻ ngoài của chúng. Hội chứng sợ nhện (Arachnophobia) là một trong những nỗi ám ảnh phổ biến nhất. Tuy nhiên, nhện rất quan trọng trong hệ sinh thái vì chúng ăn côn trùng mà con người coi là loài gây hại. Chỉ có một vài loài nhện nguy hiểm cho con người. Nhện sẽ chỉ cắn người để tự vệ, và một số ít tạo ra hiệu ứng tồi tệ hơn vết muỗi đốt hoặc ong đốt.
Hầu hết những người bị nhện cắn là nghiêm trọng về mặt y tế, chẳng hạn như nhện ẩn dật và nhện góa phụ đen, chỉ muốn chạy trốn và cắn khi bị mắc kẹt, mặc dù điều này có thể dễ dàng phát sinh do tai nạn. Chiến thuật phòng thủ của nhện mạng phễu bao gồm hiển thị răng nanh và nọc độc của chúng, mặc dù chúng hiếm khi tiêm nhiều, đã dẫn đến 13 cái chết của con người được biết đến trong hơn 50 năm. Chúng được coi là loài nhện nguy hiểm nhất thế giới trên cơ sở độc tính lâm sàng và nọc độc, mặc dù tuyên bố này cũng được cho là do loài nhện lang thang Brazil, do tai nạn thường xuyên hơn nhiều.
Ví dụ về những con nhện là nhân vật phản diện và là nỗi sợ hãi: Người nhện và Con ruồi, Ungoliant, Vương quốc Nhện, Thekla trong Maya the Bee, Huyền thoại đô thị Người nhện... Nhân vật thần thoại Hy Lạp Arachne bị biến thành một con nhện như một hình phạt. Con nhện trong Little Miss Muffet khiến cô Muffet sợ hãi. Peter Parker trong Spider-Man có được sức mạnh của mình do bị nhện cắn. Trong truyện kinh dị, nhện khổng lồ là một con quái vật nổi tiếng, ví dụ: Tsuchigumo, Nhện đen, Trái đất so với Nhện, Shelob, Atlach-Nacha, Tarantula, Ngôi sao băng, Aragog, Cuộc xâm lược của loài nhện khổng lồ, Freaks tám chân, Lolth.
Những ví dụ hiếm hoi về một con nhện được mô tả tích cực bao gồm: Legend of the Christmas Spider, Iktomi, The Spider Grand grand, Areop-Enap, Anansi, Itsy Bitsy Spider, Charlotte A. Cavatica từ Charlotte's Web, Spider và Miss Spider từ James và Giant Peach. Con nhện siêng năng, bền bỉ: Theo truyền thuyết, vị vua người Scotland Robert the Bruce từng trú ẩn trong một hang động trên đảo Rathlin, nơi ông chứng kiến một con nhện liên tục không trèo được sợi tơ của nó lên mạng cho đến khi cuối cùng nó đã thành công. Nhện cũng thường được mô tả sai là côn trùng, trong thực tế, chúng là loài thuộc lớp hình nhện còn côn trùng thuộc ngành chân khớp

### Côn trùng khác

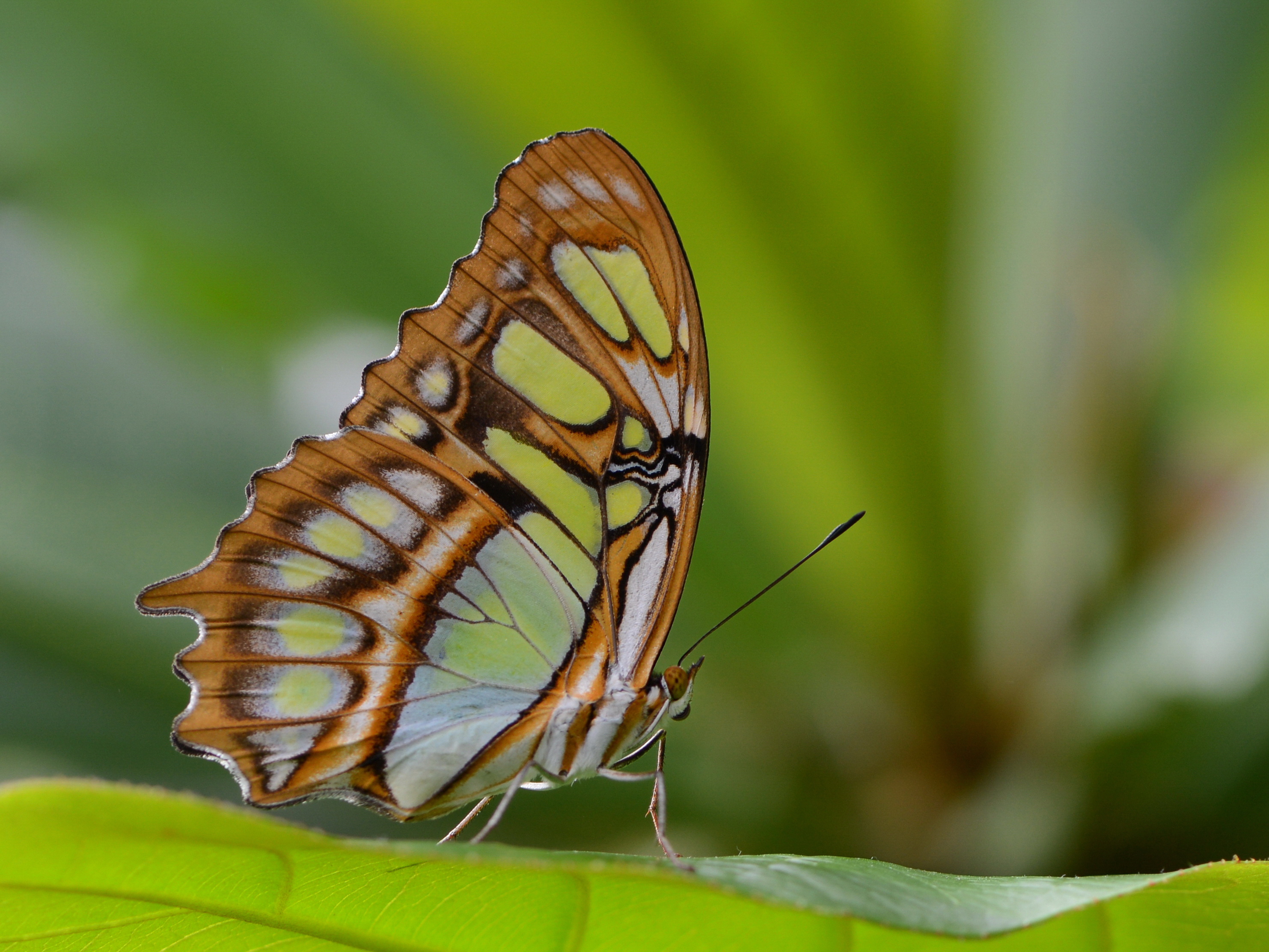
Loài bướm tượng trưng cho vẻ đẹp và sự vô hại

- Mối mọt phá hoại: Bởi vì sự nổi tiếng của việc đục gỗ và phá hủy nhà cửa và các tòa nhà, điều này được phóng đại rất nhiều trong phim hoạt hình, chúng được hình mẫu là những sinh vật luôn nhai lấy nhai để những thức gổ, chúng cũng được khuôn mẫu như những sinh vật là nguồn thực phẩm, ví dụ như bộ phim Vua Sư tử, trong đó Simba và những người bạn chuyên ăn mối.
- Con bọ (bud) khuôn mẫu là những sinh vật hạ cấp, là loài sâu bọ, gây phiền toán với con người (trong tiếng Anh có cụm từ bud someone nghĩa là quấy rầy ai)
- Mọt sách luôn được miêu tả là những con côn trùng sâu bọ nhỏ với cặp kính mang sách trên một cánh tay. Điều này dựa trên biểu thức "mọt sách" để mô tả một người hay nghiên cứu (đồ mọt sách).
- Bọ ngựa: Được khuôn mẫu là các nhà sư thông thái, tôn giáo. Định kiến này bắt nguồn từ thuật ngữ bọ ngựa cầu nguyện, vì tư thế đứng yên của nó  giống như đang cầu nguyện, nhưng thực tế đây là tư thế của một sát thủ cho những con mồi bọ rệp nhỏ hơn chúng với cú ra đòn trong tích tắc, con mồi không có cơ hội trốn thoát. Ở phương Đông, bọ ngựa còn là biểu tượng của võ thuật với môn võ trứ danh đường lang quyền (võ bọ ngựa)
- Các loài Bướm được khắc họa là những sinh vật xinh đẹp, duyên dáng, tha thướt, dập dờn và lả lơi. Bướm là một trong số ít côn trùng được miêu tả là có vẻ đẹp, thay vì kinh tởm hoặc phản cảm. Hình ảnh này bắt nguồn từ đôi cánh đầy màu sắc của chúng và thực tế chúng là những sinh vật nhẹ nhàng và mỏng manh.

## Giun sán
- Giun đốt (Annelid) đặc biệt là giun đất thường được coi là sinh vật mạt hạng và thường làm mồi sống. Giống như rắn, giun thường được chọn làm quái vật khổng lồ như rồng như con trùng Mông Cổ. Trong truyện thiếu nhi, giun thường được miêu tả là những sinh vật nhỏ bé, yếu đuối.
- Giun đất và đỉa thường được cho là trở thành hai con giun khi bị cắt làm đôi. Tuy nhiên, chỉ có một số lượng hạn chế các loài giun đất mới có khả năng tái sinh. Khi những con giun đất như vậy bị cắt làm đôi, chỉ nửa phía trước của con giun (nơi có cái miệng) có thể ăn và sống sót, trong khi nửa còn lại sẽ chết.